# الطاقة في مصر

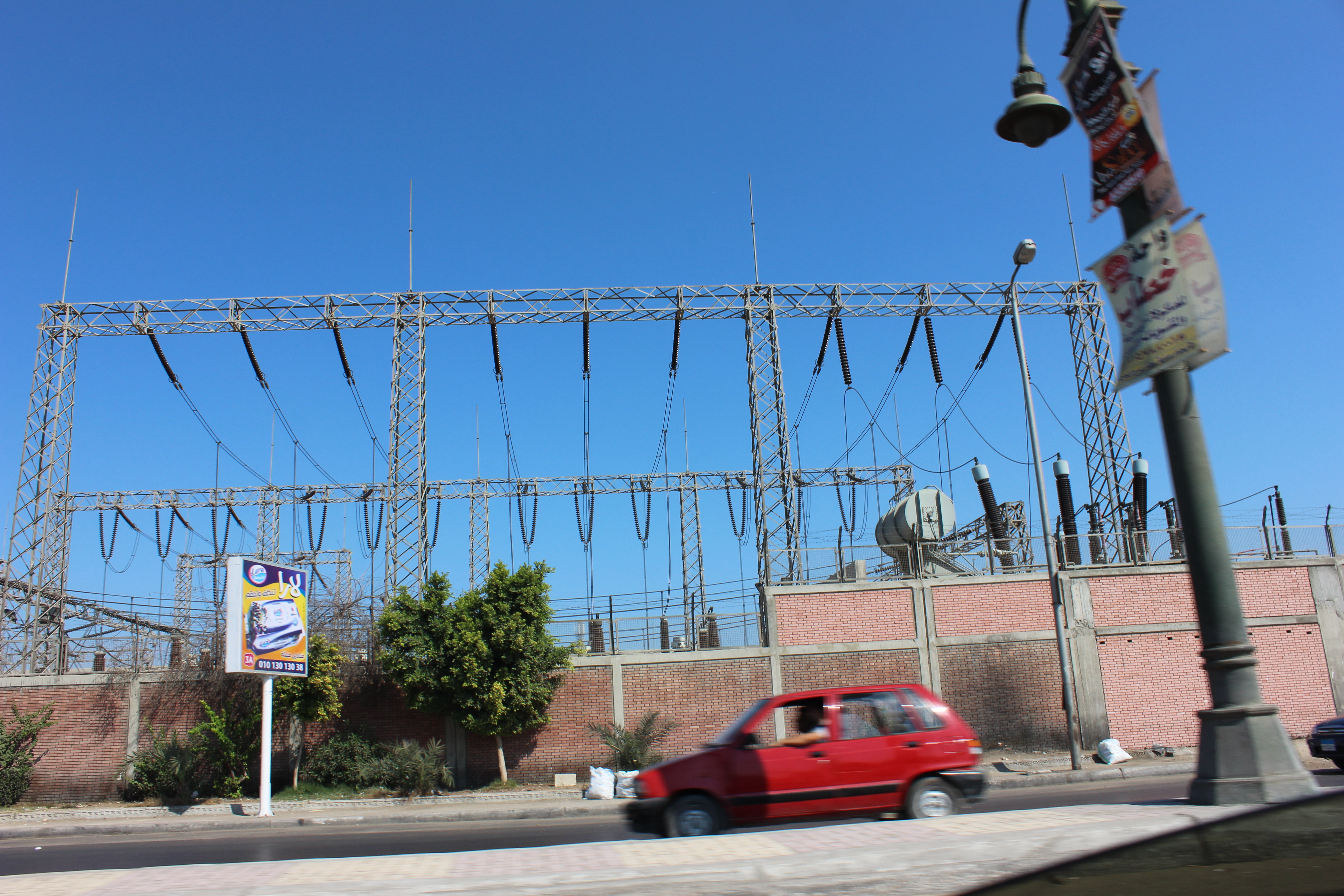
محطة فرعية ضمن شبكة الكهرباء بالإسكندرية

الطاقة في مصر توضح هذه المقالة إنتاج الطاقة والكهرباء واستهلاكها واستيرادها في مصر.
| الطاقة في مصر                                      | الطاقة في مصر | الطاقة في مصر  | الطاقة في مصر | الطاقة في مصر | الطاقة في مصر | الطاقة في مصر               |
|                                                    | الأفراد       | الطاقة الأولية | الإنتاج       | تصدير         | كهرباء        | انبعاثات ثاني أكسيد الكربون |
|                                                    | مليون         | ت.و.س          | ت.و.س         | ت.و.س         | ت.و.س         | مليون طن                    |
| -------------------------------------------------- | ------------- | -------------- | ------------- | ------------- | ------------- | --------------------------- |
| 2004                                               | 72.64         | 662            | 752           | 71            | 88            | 141                         |
| 2007                                               | 75.47         | 782            | 957           | 153           | 111           | 169                         |
| 2008                                               | 81.51         | 822            | 1,018         | 180           | 116           | 174                         |
| 2009                                               | 83.00         | 837            | 1,026         | 174           | 123           | 175                         |
| 2012                                               | 82.54         |                |               |               | 138           | 188                         |
| التغير بين 2004-09                                 | 14.3%         | 27%            | 36%           | 145%          | 40%           | 25%                         |
| Mtoe = 11.63 TWh وتشمل الطاقة الأولية خسائر الطاقة |               |                |               |               |               |                             |

وقد ارتفع عدد سكان مصر بنسبة 14.3٪ في فترة الخمس سنوات من 2004 إلى 2009 (منظمة التعاون والتنمية في الميدان الاقتصادي / البنك الدولي). كل ستة أشهر هناك مليون مصري آخر وازداد إنتاج الطاقة بنسبة 36٪ بين عامي 2004 و 2009.

## الجهات المعنية

### رئاسة مجلس الوزراء
- هيئة الرقابة النووية والإشعاعية.
- المجلس الأعلى للطاقة.
- المجلس الوطني للهيدروجين الأخضر ومشتقاته.

### وزارة الكهرباء والطاقة المتجددة
- هيئة المواد النووية.
- هيئة الطاقة الذرية.
- هيئة المحطات النووية لتوليد الكهرباء.
- الجهاز التنفيذي للإشراف على مشروعات المحطات النووية.
- الشركة القابضة لكهرباء مصر.
- جهاز تنظيم مرفق الكهرباء وحماية المستهلك.
- هيئة تنمية واستخدام الطاقة الجديدة والمتجددة: (حلت الهيئة محل كل من هيئة تنفيذ مشروعات المحطات المائية وهيئة تنفيذ مشروع منخفض القطارة).

### وزارة البترول والثروة المعدنية
- الهيئة المصرية العامة للبترول.
- الهيئة المصرية العامة للثروة المعدنية.
- المصرية القابضة للغازات الطبيعية.
- المصرية القابضة للبتروكيماويات.
- جنوب الوادي المصرية القابضة للبترول.
- جهاز تنظيم أنشطة سوق الغاز.
- معهد بحوث البترول.
- المركز القومي للتحكم في الشبكة القومية للغازات الطبيعية.

## الطاقة الكهربائية
وتصنف مصر على أنها ذات قدرة عالية على توليد الطاقة (24.700 ميجاوات من الطاقة المولدة في عام 2010 مع أكثر من 40 محطة متصلة بالشبكة). وفي عام 2010 كان 99٪ من السكان المصريين يحصلون على الكهرباء.
عندما تم إدخال الكهرباء لأول مرة في مصر في عام 1893، كان توليد وتوزيع الكهرباء تمارسه الشركات الخاصة حصرًا. في عام 1962 تم تأميم توليد ونقل وتوزيع الكهرباء تحت ثلاث سلطات (وهي هيئة إنتاج الكهرباء وهيئة توزيع الكهرباء وهيئة تنفيذ مشاريع الكهرباء) تاركًا الحكومة كمالك ومشغل وحيد لكافة الشركات الكهربائية. تم استبدال هذه السلطات الثلاث في عام 1965 من قبل المؤسسة المصرية العامة للكهرباء التي ظلت نشطة حتى عام 1976 عندما تم تحويلها إلى هيئة كهرباء مصر بموجب مرسوم من قطاع الكهرباء قانون رقم 12. في عام 1978 أشرفت هيئة كهرباء مصر على إنشاء سبع شركات توزيع كهرباء مقسمة جغرافيًا  كما تم إنشاء سلطة إضافية لتوزيع الطاقة الكهربائية في عام 1983 كوسيلة للإشراف على شركات التوزيع التي أصبحت مستقلة عن هيئة كهرباء مصر
وفي الفترة بين عامي 1996 و 2000 صدرت سلسلة من القوانين والمراسيم الرئاسية لإعادة تنظيم صناعة الكهرباء المتنامية.
- 1996: قطاع الكهرباء قانون رقم 100، وفتح الصناعة من خلال السماح لبناء وتشغيل وصيانة محطات توليد الكهرباء من قبل كل من المستثمرين المحليين والأجانب.[5][6]
- 1997: أنشئت جهاز تنظيم مرفق الكهرباء وحماية المستهلك بموجب المرسوم الرئاسي رقم 326 للتنظيم والإشراف ورصد العلاقة بين الأطراف في مجال المرافق الكهربائية المرتبطة.[5][7]
- 1998: قطاع الكهرباء قانون رقم 18 أن جميع محطات التوليد وشبكة الجهد العالي ستكون تابعة لشركات التوزيع التي بدورها ستكون تابعة لهيئة كهرباء مصر بدلًا من قطاع الأعمال.[5][6]
- 2000: المرسوم الرئاسي رقم 339 وقطاع الكهرباء قانون رقم (164). المرسوم الرئاسي رقم 339 ينص على إعادة تنظيم وكالة تنظيم المرافق الكهربائية وحماية المستهلك في حين أن قطاع الكهرباء في القانون رقم 164 ينص بتحويل هيئة كهرباء مصر إلى شركة مساهمة تسمى الشركة القابضة لكهرباء مصر (EEHC).[5][6][7]

بين عامي 2000 و 2001 قامت الشركة القابضة لكهرباء مصر بتنفيذ قسم في تنظيم إطار الإدارة الكهربائية في مصر. وتم فصل نشاط الإنتاج عن نشاط التوزيع إلى جانب فصل التحكم والإرسال بين الشبكات ذات الجهد العالي والجهد العالي. وقد أعاد هذا التقسيم ترتيب القطاع ليتألف من 13 شركة: شركة لنقل الكهرباء وشركة لإنتاج الطاقة الكهرومائية وأربع شركات لإنتاج الطاقة الحرارية وسبع شركات لتوزيع الكهرباء. في عام 2002 قامت شركة دلتا لتوزيع الكهرباء مقسمة إلى شمال الدلتا وجنوب الدلتا بزيادة عدد الشركات إلى 14. وفي عام 2004 قامت شركة القاهرة لتوزيع الكهرباء مقسمة إلى شمال القاهرة وجنوب القاهرة بالإضافة إلى شركة الدلتا لإنتاج الكهرباء مقسمة إلى ثلاثة الشركات: شرق الدلتا، ووسط الدلتا وغرب الدلتا.
يوجد حاليًا 16 شركة تابعة للشركة القابضة لكهرباء مصر التي تشكل نظام المرافق الكهربائية المصرية:
- شركات التوزيع: شمال القاهرة وجنوب القاهرة والإسكندرية والقناة وشمال الدلتا وجنوب الدلتا والبحيرة ومصر الوسطى وشركات توزيع كهرباء مصر.
- شركات الإنتاج: تتكون شركات الإنتاج من القاهرة وشرق الدلتا ووسط الدلتا وغرب الدلتا ومصر العليا وشركات إنتاج الكهرباء المائية.
- شركة النقل: الشركة المصرية لنقل الكهرباء.[9]

### التنسيق الإقليمي
تم الانتهاء من إنشاء شبكة كهرباء بقيمة 239 مليون دولار أمريكي مع الأردن في عام 1998. وفي أواخر عام 2002 أعلنت مصر أنها ستنسق مركزا إقليميا لتوزيع الطاقة لتنسيق توزيع الطاقة بين دول المنطقة بما في ذلك مصر والأردن وسوريا ولبنان والعراق وليبيا وتونس والجزائر والمغرب.[بحاجة لمصدر]

### مشكلات النظام
ومنذ أوائل العقد الأول من القرن الحادي والعشرين اتجهت معدلات انقطاع التيار الكهربائي ومدده فضلًا عن خسائر نظام التوزيع نحو الانخفاض مما يشير إلى أن شركات التوزيع قد حسنت من جودة خدمة العملاء الشاملة على مدى العقد الماضي؛ ومع ذلك شهدت مصر ضعفًا كبيرًا في أمن إمداداتها وانخفضت القدرة الاحتياطية لتوليد الطاقة من 20٪ في أوائل 2000s إلى 10٪ بحلول 2010s. أصبح نظام الطاقة المصري الآن أقل قدرة على تجنب نقص الطاقة خلال فترات الذروة السنوية للطلب والتي عادة ما تكون بعد الظهر في أهم أيام السنة.
وقد أدى ضعف أمن إمدادات مصر إلى ظهور قضايا اجتماعية واسعة النطاق في 2010. ومن أجل التعامل مع الطلب المرتفع على الكهرباء، تم تنفيذ انقطاع التيار الكهربائي وخفض التيار الكهربائي طوال صيف 2012 مما تسبب في توتر كبير بين الحكومة المصرية وشعبها. احتج السكان الغاضبون من العديد من القرى على انقطاع التيار الكهربائي عن طريق التهديد بعدم دفع فواتير الكهرباء ومقاضاة مزود الكهرباء. تم تنظيم حملة بعنوان «نحن لن ندفع» لتشجيع الناس على عدم دفع فواتيرهم حتى الخدمة الكهربائية مستقرة مرة أخرى. كما احتج السكان من قرية بردين في الزقازيق على إمدادات الكهرباء غير المستقرة من خلال منع طريق بلبيس الزقازيق. وأصدرت الحكومة تصريحات تشجع الناس على حصصهم من استهلاك الكهرباء وأعلنت أنه يجري العمل على توليد 1800 ميغا واط إضافي من الطاقة. وأكد وزير البترول عبد الله غراب مجددًا على أهمية الحفاظ على الكهرباء لتجنب سياسة الدولة المنفذة للحمول.

### منظومة الطاقة الكهربية
قطاع الكهرباء المصري من الركائز الأساسية في تنمية العديد من المجالات الحيوية، فالكهرباء أحد مقايس تقدم ورفاهية الشعوب. كانت بداية الكهرباء في مصر علي يد رجل الأعمال الفرنسي شارل ليبون عام 1893. تعد مصر من الدول الرائدة في هذا القطاع، حيث أن التطبيقات الأولي للكهرباء كانت في فرنسا لأغراض الإنارة العامة كانت في عام 1880. متوسط نصيب الفرد في مصر من الطاقة الكهربية 1782 كيلو وات وهذا المتوسط أقل من المتوسط العالمي البالغ 2730 ك.و.س للفرد عام وفقاً لتقارير 2009.
تتكون منظومة الطاقة في مصر من ثلاث منظومات فرعية هي؛ منظومة التوليد، ومنظومة نقل الكهرباء وتتكون من خطوط النقل على الجهود المختلفة ومحطات المحولات، ومنظومة توزيع الكهرباء على الجهود المتوسطة والصغيرة.

#### منظومة توليد الكهرباء
بلغت القدرة الإسمية الإجمالية لمحطات توليد الكهرباء المرتبطة بالشبكة الكهربية الموحدة 13,3 جيجاوات بنهاية العام المالي 1997/1998. وهي تتكون من محطات بخارية تمثل 53,9% من إجمالي القدرة المركبة ومحطات دورة مركبة (ترتبط فيها التوربينات الغازية بمحطات بخارية لتحسين الكفاءة الحرارية) وتمثل 19,6% من إجمالي القدرة المركبة. وأخيراً المحطات المائية وتمثل 21,1% من إجمالي القدرة المركبة.

#### منظومة نقل الطاقة
قبل إنشاء وزارة القوى الكهربية عام 1964 تعددت السلطات المسئولة عن الكهرباء في مصر، وكذلك الشبكات المستخدمة في النقل والتوزيع ولم يكن نوع التيار الذي توزعه الشبكات المصرية موحداً فبعضها كان يوزع تياراً مستمراً وبعضها تياراً متردداً ذا وجه واحد أو ثلاثي الوجوه. وبعضها كان ذو ذبذبة 40 هيرتز، وكان جهد التيار المنخفض 110 فولت في مناطق محدودة مثل الإسكندرية ومصر الجديدة، و220 فولت في المناطق الأخرى. وقد قضت الظروف بإنشاء الشبكة الكهربية الموحدة مع إنشاء السد العالي، وتطلب ذلك الربط بين الشبكات القائمة مع توحيد وتنسيق الجهود المستخدمة في النقل والتوزيع.
وتم الربط على خطوتين: ففي الخطوة الأولى تم الربط الداخلي في كل منطقة على حدة: القاهرة والإسكندرية، والسويس، وشرق الدلتا ووسطها، وغرب الدلتا، والوجه القبلي. وفي الخطوة الثانية تم الربط الإقليمي بين المناطق وبعضها ببعض بحيث أصبحت الشبكة معدة لإستقبال كهرباء السد العالي وقت تشغيلها. وقد حدث تطور كبير في خلال نصف القرن المنصرم في شبكات نقل الكهرباء وتوزيعها من مصادر الإنتاج إلى مصادر الاستهلاك.

#### منظومة توزيع الكهرباء
تعرض قطاع توزيع الكهرباء للعديد من التغيرات المؤسسية من ضم أو فصل عن قطاع التوليد والنقل، ففي أعقاب إنشاء وزارة القوى الكهربية عام 1964 وإنشاء مؤسسة الكهرباء كانت المؤسسة مسئولة عن التوليد والنقل والتوزيع، وحينما أعيد تنظيم قطاع الكهرباء عام 1976 وأنشئت هيئة كهرباء مصر فإنها ظلت مسئولة عن التوليد والنقل والتوزيع. إلا أنه في عام 1983 أنشئت هيئة القطاع العام لتوزيع القوى الكهربية ضمن هيئات وزارة الكهرباء والطاقة للإشراف على نشاط شركات توزيع الكهرباء على جهود 11 كيلوفولت، و380 و220 فولت. وفي عام 1991 صدر قانون شركات قطاع الأعمال العام وتحولت الهيئة إلى الشركة القابضة لتوزيع القوى الكهربية (التي تغير اسمها عام 1993 إلى شركة الإنشاءات وتوزيع لقوى الكهربية). واستقلت عن وزارة الكهرباء والطاقة إلى أن صدر القانون 18 لسنة 1998 ليعيد الأوضاع إلى ما كانت عليه في أول الأمر بنقل شركات توزيع الكهرباء بما لها من حقوق وما عليها من التزامات إلى هيئة كهرباء مصر.
تتكون منظومة توزيع القوى الكهربائية على الجهدين المتوسط والمنخفض بصفة أساسية من العناصر التالية:
- لوحات توزيع الجهد المتوسط
- شبكات الجهد المتوسط وتشمل خطوط هوائية وكابلات أرضية
- أكشاك سكاكين الجهد المتوسط
- محولات التوزيع
- شبكات الجهد المنخفض وتشمل أيضاً خطوط هوائية وكابلات أرضية.

وبصفة عامة تتخدم الشركات الحضرية في القاهرة والإسكندرية الكابلات الأرضية في شبكتيها لتوزيع الكهرباء فيما عدا بعض المناطق الريفية التي تقع في أطراف المدن حيث يُستخدم بها الخطوط الهوائية.

### التاريخ
دخلت الكهرباء عقب دخول الغاز وبواسطة نفس الأشخاص الذي تولوا إدخال الغاز، والواقع أن الإدارة العامة لشركة ليبون أعلنت سنة 1892 بأن استخدام الكهرباء في الإنارة أصبح عملياً بالرغم من كونه غير اقتصادي ولكن بالنسبة لشركة لها تطلعات كشركة ليبون فلم يكن ممكناً إنكار أن هذه التقنية الحديثة والتي يمكن أن تصبح منافساً للإضاءة بالغاز ومن ثم كان من الأفضل أقتحام هذا المجال خوفاً من أن يؤدي التهيب من الاستفادة من هذه التقنية الي ظهور شركات جديدة منافسة تستغل هذا الموقف
وبناءً علي ذلك أعلنت شركة ليبون عام 1893 عن عزمها علي خوض التجربة في القاهرة لمدة خمس سنوات وقررت بناء مصنع لإنتاج المهمات المطلوبة كما قررت بناء مصنع آخر في الإسكندرية عام 1894 ومنذ عام 1895 أثبتت تجربة القاهرة فاعليتها وجدواها وفي عام 1898 حقق المشروع في المدينتين نتائج باهرة.
في أواخر القرن التاسع عشر كانت البدايات الأولي لإستخدام الكهرباء وكانت قاصرة علي إضاءة قصور الأمراء والنبلاء والأثرياء كما أن مولدات الكهرباء في ذلك الوقت كانت محدودة القدرة. كانت شركة ليبون بمدينة الإسكندرية صاحبة الامتياز في إنتاج غاز الاستصباح المستخرج من الفحم الحجري والمستخدم في إضاءة الشوارع وبعض القصور .
وفي مايو 1895، تم افتتاح أول محطة لتوليد الكهرباء بنفس المصنع حيث يتم الاستفادة من التقطير الإتلافي للفحم الحجري لاستخراج غاز الاستصباح منه واستخدامه في إشعال غلاية تنتج البخار الذي يدير التوربينات الثلاث التي افتتحت في 11 مايو 1895 وكانت قدرة هذه المحطة البخارية 3×30 حصان وتم تصنيعها بشركة واير ورشموند .

### تاريخ الكهرباء في مصر

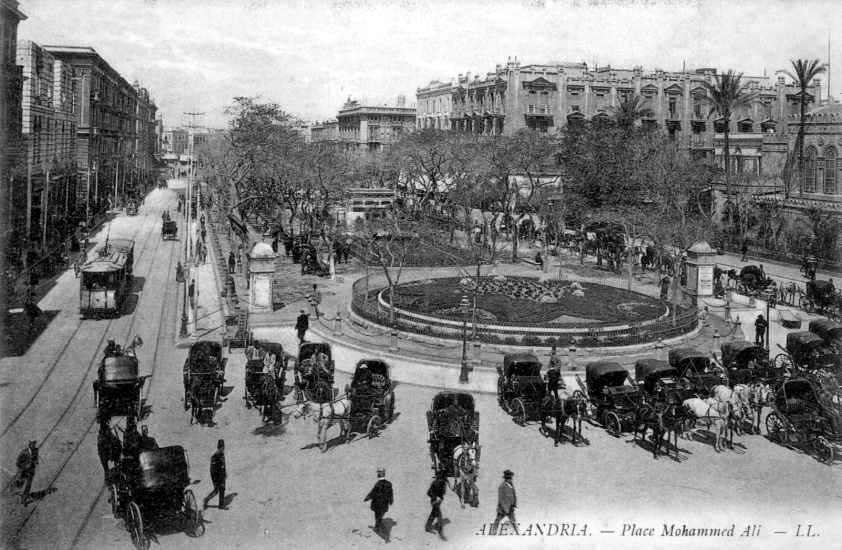
ميدان محمد علي في الإسكندرية سنة 1915.

يعود تاريخ الكهرباء في مصر إلى عام 1893، وذلك عن طريق شركة ليبون الفرنسية لتوليد الطاقة، إذ حصلت على أول امتياز من الحكومة المصرية لإدخال الإضاءة بالكهرباء في العاصمة والإسكندرية عام 1893م.
كانت شركة ليبون بمدينة الإسكندرية صاحبة الامتياز في إنتاج غاز الاستصباح المستخرج من الفحم الحجري والمستخدم في إضاءة الشوارع وبعض القصور، حيث أنه حتى أواخر القرن التاسع عشر كانت البدايات الأولى لاستخدام الكهرباء قاصرة على إضاءة قصور الأمراء والنبلاء والأثرياء، كما أن مولدات الكهرباء في ذلك الوقت كانت محدودة القدرة.
أقيمت أول وحدة توليد بخارية في الإسكندرية بكرموز عام 1895، كان المحامي الفرنسي مانولدي الذي يقطن في 5 شارع صلاح سالم بالإسكندرية هو أول مشترك يصله التيار الكهرباء وذلك في 11 مايو 1895، وفي نفس العام وصلت الكهرباء إلى البنك العثماني بالإسكندرية فكان ثان مشترك تصله الكهرباء على مستوى الجمهورية، أما جمعية البحارة والجنود «المركز الثقافى اليونانى حالياً» فهي أول جمعية تصلها الكهرباء وذلك عام 1898، وفي 14 يناير 1901 وصلت الكهرباء إلى مسجد النبي دانيال بالإسكندرية فكان أول مسجد تصله الكهرباء، وفي 26 فبراير 1896 وصلت الكهرباء إلى الكنيسة الانجلية، أما أول قنصلية تشترك في التيار الكهربائي هي القنصلية الفرنسية بالإسكندرية عام 1898، وكان يحاسب المشتركون على استهلاك الكهرباء بناءُا على عدد المصابيح الموجودة لديهم وقوتها إلى أن تم تركيب عدادات الكهرباء.

### إنشاء مصلحة البلديات
في عام 1904 أنشأت الحكومة المصرية مصلحة البلديات لتتولى إضاءة المدن بالكهرباء، وكانت مدينة الزقازيق هي أول مدينة دخلتها الكهرباء على يد المجالس البلدية عام 1909م تلاها مدينتي بنى سويف وأسيوط عام 1911م.

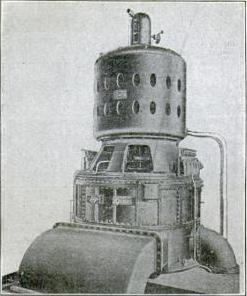
صورة لأحد التوربينات البخارية المستخدمة عام 1905

وخلال الفترة الممتدة من 1909م – 1923م كانت عدد المدن التي دخلتها الكهرباء لا يزيد عن 6، ويرجع السبب إلى الحرب العالمية الأولى وتأثيرها على الظروف الاقتصاديـة التي مرت بها البلاد في ذلك الوقت، كما تسببت الحرب بنقص الفحم المستورد من الخارج الذي كان يستخدم في توليد الكهرباء، أما في الفترة الثانية فشهدت زيادة في عدد المدن التي تصلها الكهرباء ربما لأن إدارة المجالس البلدية التابعة للحكومة أسرعت في تنفيذ البرنامج الخاص بإدخال الكهرباء إلى أهم المدن الإقليمية بالدولة.
في عـام 1936 كان عدد محطات توليد الطاقة في مصر نحو 73 محطة، وبلغت القدرة الكلية لها نحو 195 ميجاوات مزوعة كالتالي: المحطات البخارية بنسبة 72%، الديزل بنسبة 27%، المائية بنسبة 1%، كانت الطاقة الكهربائية المتولدة وقتها موزعة بشكل جغرافي إذ حظيت ثلاثة مناطق فقط في مصر بنحو 83% من الكهرباء المنتجة عام 1936م وهي كما يلي: 35% في القاهــرة، 26% في الإسكندرية، 22% في شمال الدلتا.
في الخمسينات أممت الحكومة المصرية صناعة الكهرباء، إذ زاد الطلب على الكهرباء في مصر بعد عام 1957م نتيجة لبرامج التنمية الاقتصادية التي بدأت الحكومة بتنفيذها خاصة في المجال الصناعي، ونظراً لوفرة البترول، فقد زاد إنتاج الكهرباء المولدة من (288 مليون كيلو واط/ساعة) عام 1936م إلى (2639 كيلو واط/ساعة) عام 1960م أي بمعدل زيادة سنوي يبلغ (7,9%) وذلك نظراً لإنشاء المحطات الكبيرة مثل شمال القاهرة وجنوب القاهرة والتبين وتوسيع محطات الري والصرف ومحطات الإسكندرية.

### تأسيس وزارة الكهرباء
في عام 1961 أعلنت مصر تأميم شركة ليبون الفرنسية فأصبحت مؤسسة الكهرباء تشرف على 95% من القدرة الكهربائية المركبة في مصر، وفى عام 1964 تأسست وزارة الكهرباء وهيئة كهربة الريف وبدأت مصر بتوليد الكهرباء من الطاقة المائية نتيجة لإنشاء محطة خزان أسوان ومحطة السد العالي بالإضافة إلى عدد من المحطات الحرارية أخرى كبيرة، وبالتالي زادت القدرات الكهربائية المولدة بشكل ملحوظ، وتأسست الشبكة الكهربائية الموحدة عام 1967م كما زادت الأحمال والإنتاج وأطوال شبكات النقل والتوزيع وسعات محطات المحولات ودخول مشروع كهربة الريف حيز التنفيذ على نطاق واسع.

### توليد الكهرباء من الطاقة الشمسية
كانت محطة المعادي للطاقة الشمسية التي أنشئها المهندس الأمريكي فرانك شومان عام 1911 والمُتخصص في مجال الطاقة الشمسية هي أول محطة لتوليد الطاقة الشمسية في العالم، احتوت المحطة على 5 جامعات للطاقة الشمسية، يبلغ طول كل واحد منها 62 متر وعرض 4 أمتار وتفصل بينهم 7 أمتار، أستمر تشغيل المُحركات لفترة أقل من عام.
يعد تاريخ 11 مايو 1895، بدء دخول الكهرباء في مصر .
هذا وقد حظيت أول وحدة توليد كهرباء في مصر باهتمام شديد من قبل مستر ليبون وأحتفظ بوحدة من الثلاث وأقام لها متحفاً صغيراً بالمحطة وأحاطها بالعناية حيث أصبحت الأجيال المتعاقبة تتوارث الحفاظ عليها و وضعت الآن في المكان اللائق بها تاريخياً ألا وهو مدخل محطة كهرباء سيدي كرير ليمتزج الماضي بالحاضر.
وبعد ذلك بدأ الطلب يتزايد علي استخدام الطاقة الكهربية حيث أقيمت وحدات أخرى بقدرات إنتاجية أكبر كانت تعمل بالفحم الحجري الناعم وحيث لم يكن شاع استخدام المازوت وتلاحقت أجيال أخرى من التوربينات والغلايات و كان آخر أجيال هذه القيزانات والتوربينات عام 1952 توربينات اورليكون وقيزانات سولزر.
يعتبر التاريخ 11/5/1895 هو تاريخ أول تعاقد مع أول مشترك بالإسكندرية بل وفي القطر المصري وهذا التاريخ يتفق مع افتتاح محطة كهرباء كرموز تلك المحطة الأم لقطاع الكهرباء في المملكة المصرية.
أما في محافظة البحيرة والتي تنفرد بموقع جغرافي متميز من حيث الإتساع الهائل وامتداد الرقعة الزراعية والصحراوية وتزايد مشروعات استصلاح الأراضي، ووجود عدد غير قليل من الصناعات المتميزة، فقد بدأ استخدام الكهرباء فيها عندما أقيمت محطات الكهرباء البخارية بالعطف (المحمودية) عام 1931، بالإضافة إلي أول شبكة كهر بائية جهد 33 ك. ف لتشغيل طلمبات الري والصرف.
ومنذ عام 1960 حتى 2006، تم إنشاء العديد من محطات التوليد بقطاع الإسكندرية والبحيرة بالشركة .

### التسلسل التاريخي لإنشاء المحطات التابعة للشركة
- محطة توليد كهرباء شبرا الخيمة عام1984 وتعمل بالغاز الطبيعي/المازوت
- محطة توليد كهرباء كرموز البخارية عام 1895 وتعمل بغاز الاستصباح.
- محطة العطف الكهربائية المحمودية المركبة بمحافظة البحيرة عام1983-1995-2009 وتعمل بغاز الاستصباح.
- محطة دمنهور البخارية عام 1968-1969 وتعمل بالمازوت ( و تم رفعها من الخدمة )
- محطة توليد السيوف البخارية عام 1961 وتعمل بالمازوت
- محطة توليد المكس الغازية عام 1966 وتعمل بالنافتا الناتج من عملية تكسير الفحم ( و تم رفعها من الخدمة )
- توسيع دمنهور المركبة عام 1991 بثلاث وحدات تعمل بوقود مزدوج غاز طبيعي أو مازوت
- محطة كهرباء كرموز الغازية عام 1980 و تعمل بالسولار المخصوص
- محطة توليد السيوف الغازية عام 1981 و تعمل بالغاز الطبيعي/ سولار مخصوص
- محطة أبوقير البخارية عام 1983 وتعمل بوقود مزدوج غاز طبيعى/ مازوت
- محطة كفر الدوار البخارية 1985 وتعمل بوقود مزدوج غاز طبيعى/ مازوت
- محطة دمنهور الغازية عام 1985 و تعمل بالغاز الطبيعي والسولار
- محطة مرسى مطروح البخارية عام 1990 وتعمل بوقود مزدوج غاز طبيعي/ مازوت
- توسعة محطة دمنهور البخارية بالوحدة البخارية 325 م.و عام 1991 وتعمل بوقود مزدوج غاز طبيعي / مازوت
- توسيع محطة أبوقير البخارية بالوحدة البخارية الخامسة 325 م.و عام 1991 وتعمل بوقود مزدوج غاز طبيعي/ مازوت
- محطة كهرباء سيدي كرير البخارية الوحدة الأولي في 6/12/1999 والثانية في1/3/2000 وتعملان بوقود مزدوج بالغاز الطبيعي / المازوت.
- عام 2000 صدر القرار الجمهوري رقم 339 بشأن إعادة إنشاء جهاز تنظيم مرفق الكهرباء وحماية المستهلك وتحديد اختصاصاته وتشكيل مجلس إدارته ليضم خبراء في مجال الطاقة من خارج قطاع الكهرباء وممثلين للمستهلكين وشخصيات عامة وخبراء من قطاع الكهرباء والطاقة.
- عام 2000، صدر القانون رقم 164 بتحويل هيئة كهرباء مصر إلى شركة مساهمة مصرية تسمى الشركة القابضة لكهرباء مصر.
- عام 2001، وافقت الجمعية العامة للشركة القابضة على فصل نشاط الإنتاج (5 شركات) عن التوزيع (7 شركات)، وفصل نشاط شبكات الجهد العالي والفائق في شركة للنقل والتحكم.[17]

### تطور الطلب على الكهرباء
إن ثورة يوليو تعد من البداية الحقيقية للتطور السريع في زيادة ونشر الطاقة الكهربية في مصر. فقد تطورت منظومة توليد ونقل وتوزيع الكهرباء. فقد زاد الحمل الأقصى من 125 ميجاوات عام 1952 إلى 9850 ميجاوات عام 1997-1998. أما الكهرباء المولدة فقد واكبت تلك القفزات في كل من القدرة المركبة والحمل الأقصى فزادت من 423 جيجاوات.ساعة عام 1952 إلى 62336 جيجاوات. ساعة عام 1997-1998.
لا يسير الطلب على الحمل الأقصى بمعدل ثابت يومياً أو أسبوعياً أو شهرياً أو فصلياً، فالطلب على الكهرباء يتأثر بنوع الأحمال الغالبة على المنظومة الكهربية من حيث كونه صناعياً أو زراعياً أو تجارياً أو منزلياً، كما يتأثر بالأحوال الجوية ودرجات الحرارة صيفاً أو شتاءً، كما يتأثر بالمناسبات المختلفة كالإجازات والأعياد والمواسم كشهر رمضان مثلاً، كما يتأثر باختلاف الوقت على مدى اليوم ليلاً أو نهاراً.
ويعد الحمل الأقصى في السنة أحد المؤشرات الهامة لتطور استهلاك الكهرباء ويجب أن تكون منظومة الكهرباء مصممة للاستجابة لذروة الأحمال. ويمكن تقسيم النمو في الحمل الأقصى إلى ثلاث مراحل على نفس نسق تتبع نمو القدرة الكهربية المركبة.

#### المرحلة الأولى: 1952-1970
بلغ معدل الزيادة السنوية في الحمل الأقصى في بدايات هذه المرحلة حوالي 12,3% ثم زاد معدل النمو بعد الانتهاء من كهربة خزان أسوان عام 1960 ليصل إلى 15% سنوياً في الفترة بين 1960-1965. إلا أنه في نهاية هذه المرحلة انخفض معدل النمو السنوي إلى 8% في الفترة بين 1965-1970. نتيجة لعدم تنفيذ الخطة الخمسية الثانية ونتيجة للعدوان الإسرائيلي في عام 1967. وقد بلغ معدل الزيادة للحمل الأقصى على طول المرحلة الأولى حوالي 12,8% سنوياً.

#### المرحلة الثانية: 1970-1985
نظراً لظروف الاستعداد للحرب فقد كان نمو الطلب على الكهرباء ومن ثم الحمل الأقصى ضغيفاً حيث لم يزد معدل زيادة الحمل الأقصى في الفترة بين (1970-1971)-(1973-1974) عن 4,4% سنوياً. إلا أنه في الغقد الثاني 1974-1985 زاد الحمل الأقصى أكثر من 3 مرات بمعدل زيادة مقدراه 12,5% سنوياً. وقد اقترن ذلك بفترة النمو غير العادي في التوليد الكهربي والذي اقترن بالنمو غير العادي في إنتاج البترول والغاز الطبيعي واعتمد عليه اعتماداً شبه مطلق وقد بلغ معدل الزيادة في الحمل الأقصى طوال المرحلة الثانية حوالي 11,4% سنوياً.

#### المرحلة الثالثة: 1985-حتى الآن
وقد استمر فيها تزايد الحمل الأقصى وإن كان بمعدلات أقل بكثير من المرحلة السابقة حيث ارتفع الحمل الأقصى من 5361 ميجاوات عام 1985-1986 إلى 9850 ميجاوات عام 1997-1900. بمعدل زيادة قدرها 5,2% سنوياً. وقد حدث في هذه المرحلة تغيير في نمط توزيع الأحمال عما كان في المرحلتين السابقتين. فقد كان الحمل الأقصى دائماً في الشتاء نظراً لطول ساعات الليل وما يتبع ذلك من استخدام أكبر للإنارة سواء في المنازل أو الشوارع أو المحلات التجارية أو المصانع...إلخ.

## الطاقة الأحفورية

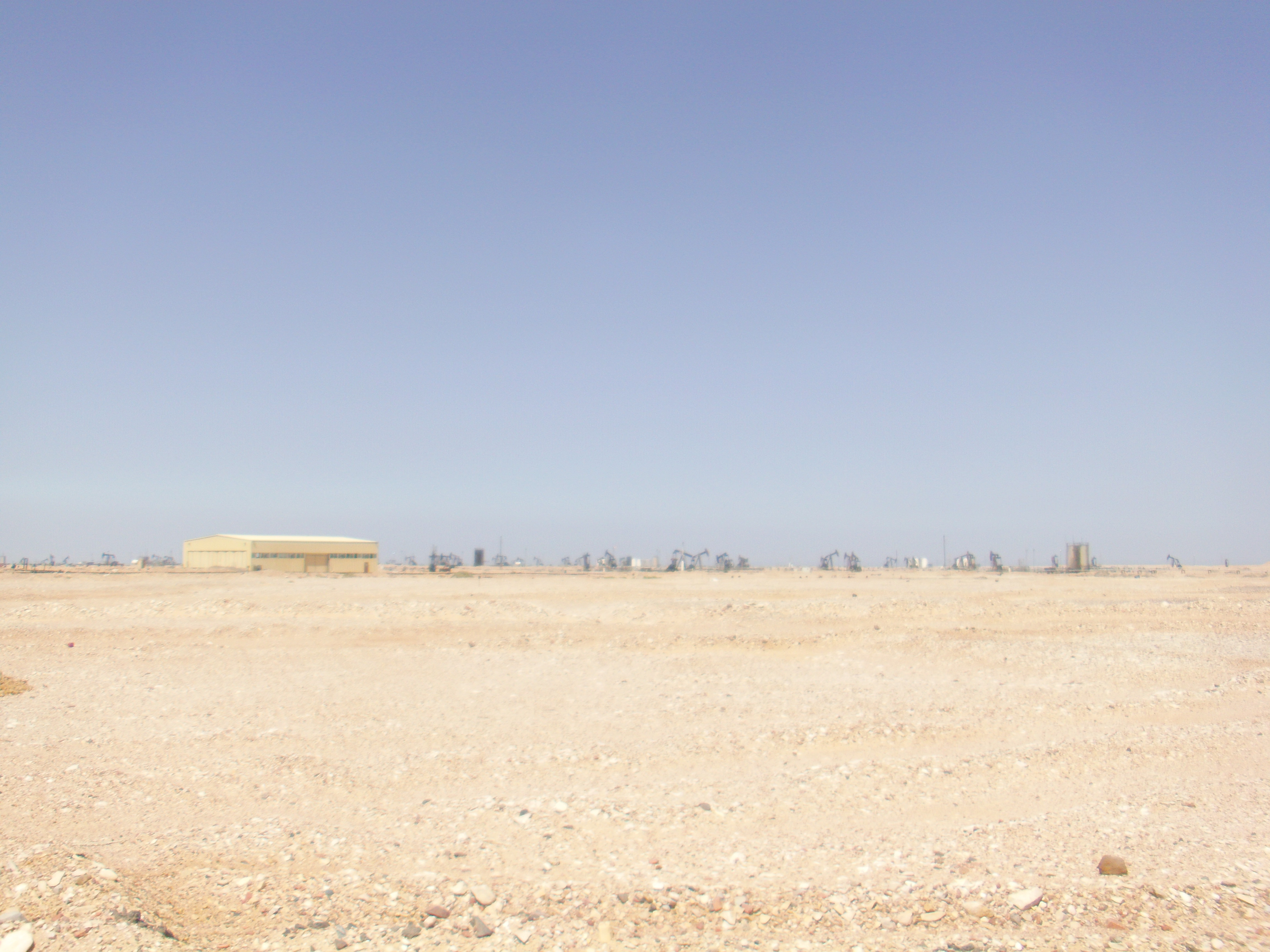
موقع بترولي (بئر نفط) قرب حلايب وشلاتين جنوب شرق مصر.

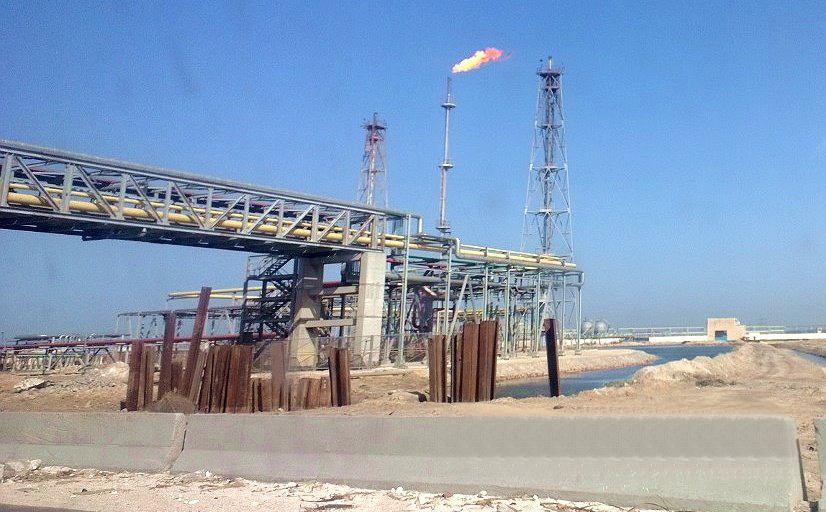
مصفاة نفط عند بحيرة مريوط أقصى شمال مصر.

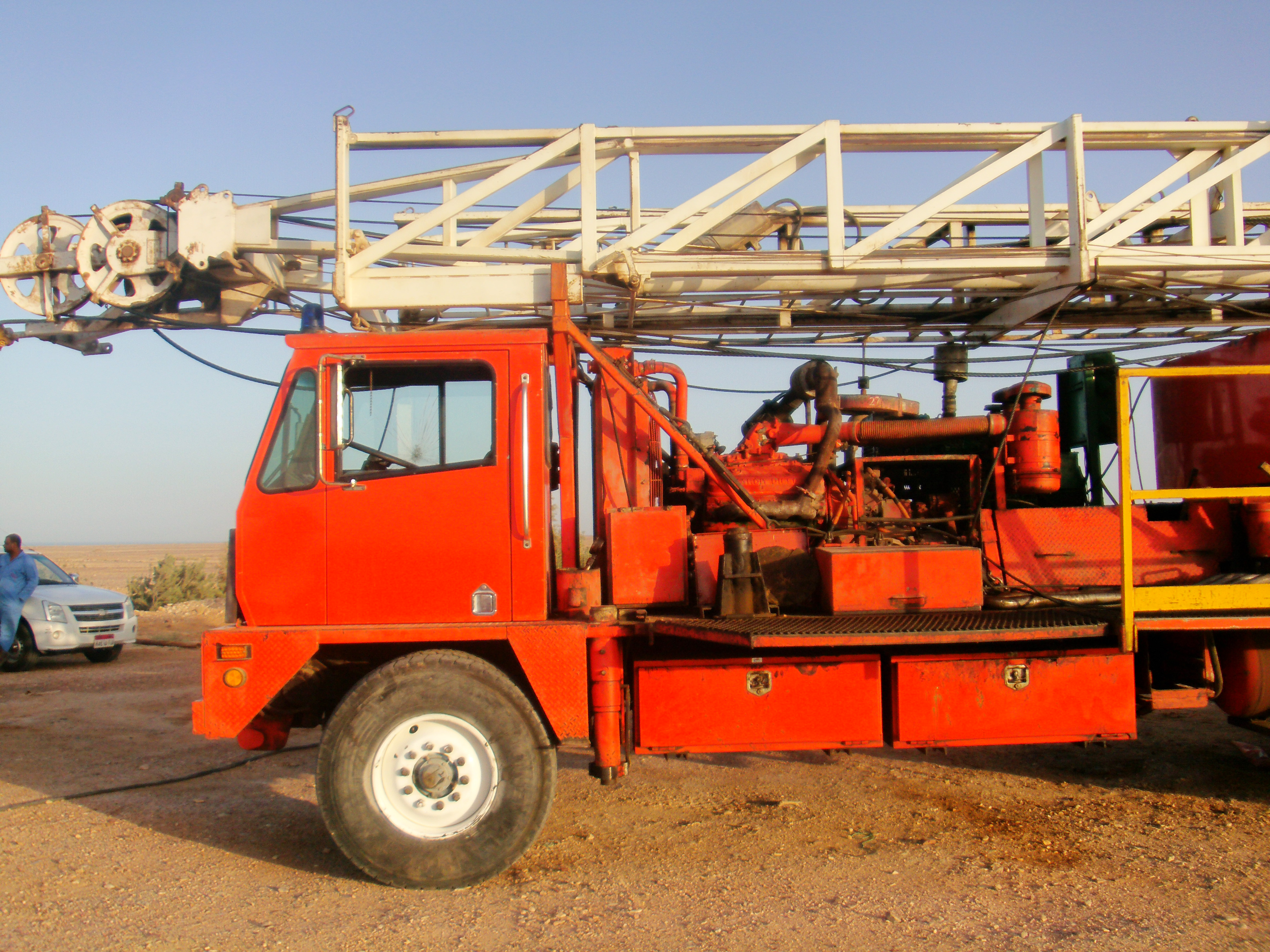
معدات استخراج النفط

### الغاز الطبيعي
وقد أعطت الاكتشافات الكبرى في التسعينات الغاز الطبيعي أهمية متزايدة كمصدر للطاقة. واعتبارًا من عام 2005 تم تقدير احتياطيات البلاد من الغاز الطبيعي بنحو 66 تريليون قدم مكعب (1.9 × 1012 متر مكعب) وهي ثالث أكبر احتياطي في أفريقيا. وقد وضعت احتياطيات محتملة على أكثر من 120 تريليون قدم مكعب (3.4 × 1012 متر مكعب). ومنذ أوائل التسعينات تم العثور على رواسب كبيرة من الغاز الطبيعي في الصحراء الغربية ودلتا النيل وشط البحر من دلتا النيل. كما ارتفع الاستهلاك المحلي من الغاز الطبيعي نتيجة لمحطات الطاقة الحرارية التي تحول من النفط إلى الغاز الطبيعي وقد قدر إنتاج مصر من الغاز الطبيعي بنحو 2,000 مليار قدم مكعب (57 × 109 متر مكعب) في عام 2013 منها حوالي 1900 مليار قدم مكعب (54 × 109 متر مكعب) تم استهلاكها محليًا.
يتم تصدير الغاز الطبيعي من قبل خط الغاز العربي إلى الشرق الأوسط وفي المستقبل المحتمل لأوروبا. عند الانتهاء سيكون طولها الإجمالي 1200 كيلومتر (750 ميل). ويتم تصدير الغاز الطبيعي أيضًا كغاز طبيعي مسال (LNG). ويتم إنتاج الغاز الطبيعي المسال في مصانع الغاز الطبيعي المسال المصرية وشركة سيغاس للغاز الطبيعي المسال. قامت شركة النفط والغاز الإيطالية جنبًا إلى جنب مع الغاز الطبيعي فينوسا من إسبانيا ببناء مرافق الغاز الطبيعي المسال الرئيسية في مصر لسوق التصدير ولكن تم التعرف على النباتات إلى حد كبير كما ارتفع استهلاك الغاز المحلي.
في مارس 2015 وقعت شركة BP صفقة بقيمة 12 مليار دولار لتطوير الغاز الطبيعي في مصر مخصصة للبيع في السوق المحلية ابتداءًا من عام 2017. وقالت الشركة إنها سوف تقوم بتطوير كمية كبيرة من الغاز البحري أي ما يعادل نحو ربع الناتج المصري وتجلبها على الشاطئ لاستهلاكها من قبل العملاء ومن المتوقع أن يبدأ الغاز من المشروع المسمى دلتا غرب النيل بالتدفق في عام 2017. وقال بي بي إن أن الاستكشاف الإضافي قد يؤدي إلى مضاعفة كمية الغاز المتاحة.

في سبتمبر 2015 أعلنت شركة الطاقة الإيطالية إيني سبا (Eni SpA) اكتشاف أكبر حقل للغاز في منطقة البحر الأبيض المتوسط ويقدر الغاز الإجمالي في حقل ظهر بنحو 30 تريليون قدم مكعب (850 × 109 متر مكعب).

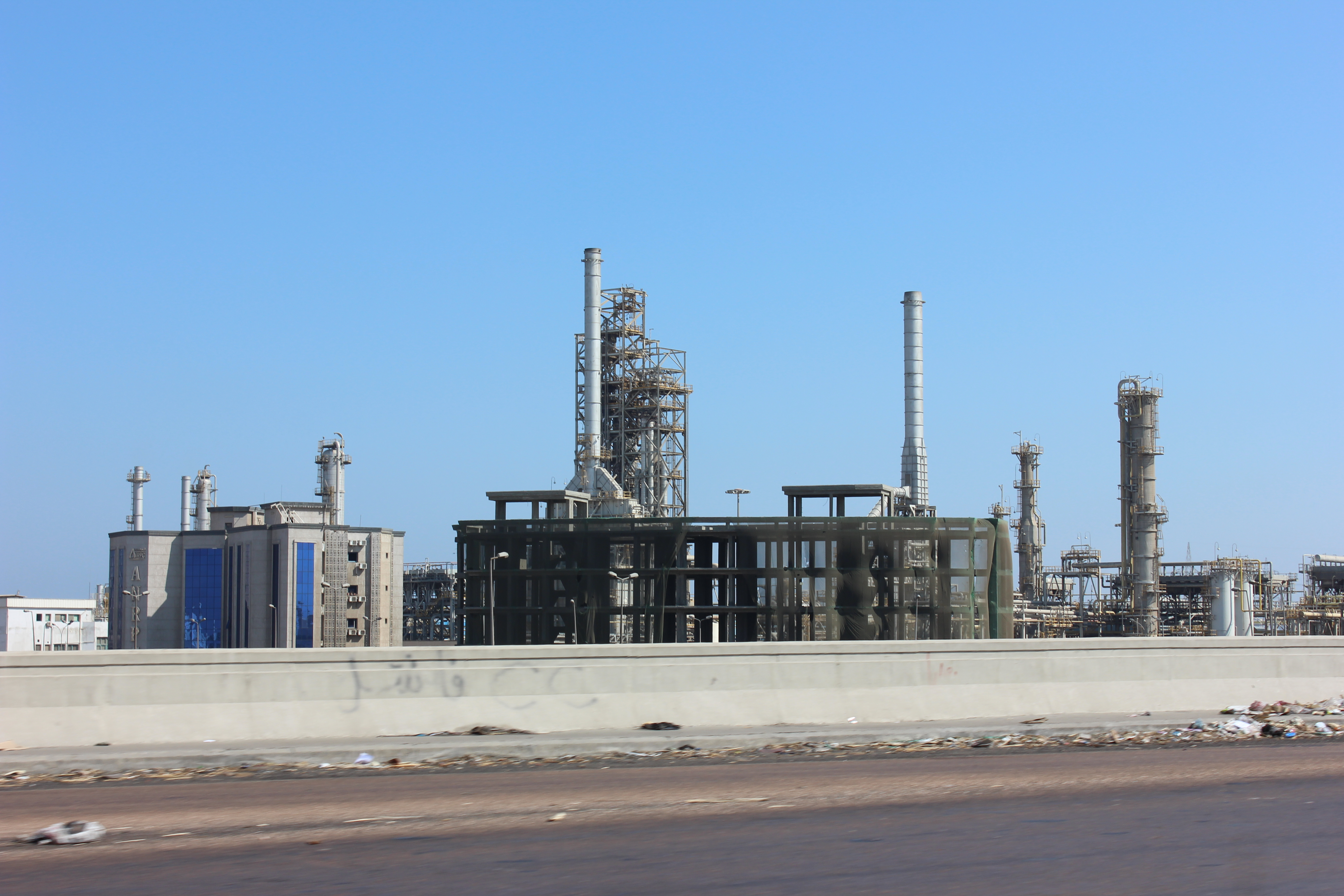
منشأة بترولية غرب الإسكندرية

#### استكشافه
لم يكتشف الغاز الطبيعي بكميات تصلح للاستغلال التجاري إلا في عام 1967 حين اكتُشِفَ حقل أبو ماضي في وسط الدلتا الذي كان بداية الاستكشافات الكبرى للغاز الطبيعي في مصر، وتبعه اكتشاف حقل أبى قير البحري في البحر المتوسط في عام 1969 وهو أول حقل بحري للغاز الطبيعي في مصر ثم حقل أبى الغراديق في الصحراء الغربية في عام 1971، وأدت النتائج المُشجِّعة لتلك المرحلة المبكرة لتوسع عمليات البحث في الدلتا والصحراء الغربية وفي مياه البحر المتوسط التي بدأت الاستكشافات الأولية فيها عام 1975، إلا إنه لم تبدأ حملات الاستكشاف المكثفة هناك قبل عام 1995 لتقود للعديد من اكتشافات الغاز التجارية منذ عام 1998 وحتى الآن.

#### احتياطياته
تمتلك مصر من الاحتياطي البترولى (المنتجات البترولية و«الغاز الطبيعي» والمتكثفات) 3.8 مليار برميل مكافئ عام 1981/1982 ووصل بنهاية يونيه 2007 لحوالي 16.9 مليار برميل مكافئ، ويمثل احتياطي الغاز الطبيعي حوالي 75% من هذه الاحتياطيات.
وقادت الاكتشافات الكبيرة بالإضافة لتطوير حقول الإنتاج وجهود الاستكشاف المكثفة وتطبيق أحدث الطرق والتقنيات الحديثة بالإضافة للإنشاءات المتواصلة في الشبكة القومية للغازات الطبيعية لرفع الاحتياطيات المؤكدة من الغاز الطبيعي حيث زاد الاحتياطي المؤكد من الغاز الطبيعي من 5.4 تريليون قدم مكعب عام 1979 إلى 72.3 تريليون قدم مكعب في عام 2006، بل إنه قفز في عام واحد من 36 تريليون قدم مكعب إلى 51 تريليون قدم مكعب، وفي خلال السنوات 2002 – 2005 تم اكتشاف 6 تريليون قدم مكعب من الاحتياطيات سنوياً، بجانب حوالي 100 تريليون قدم مكعب احتياطيات مرجحة لم تكتشف بعد طبقاً لتقديرات الشركات العاملة في مصر.
وتمتلك مصر حوالي 1% من الاحتياطي العالمي، وتضم ثاني أكبر احتياطيات محتملة للغاز الطبيعي بالمياه العميقة في العالم بعد خليج المكسيك تصل لحوالي 70 تريليون قدم مكعب، ويجرى العمل حالياً في خطة تنتهي عام 2010 لإضافة 30 تريليون قدم مكعب إلى احتياطيات الغاز الطبيعي في مصر باستثمارات 10 مليارات دولار. وطبقاً لأرقام عام 2005 فإن مصر هي الدولة رقم 18 بين 102 دولة لديها احتياطات مؤكدة من الغاز الطبيعي، وتضم حوالي 1% من الاحتياطي العالمي.
وهذ الاحتياطي الحالى يكفي مدة 34 عاماً فقط للاستهلاك والتصدير طبقاً لمعدلات الاستهلاك الحالية، مما أدى لسعى الدولة للبحث عن بدائل أخرى للغاز الطبيعي خاصة في مجال توليد القوى الكهربية الذي يستهلك معظم الإنتاج المحلى خاصةً مع تزايد استهلاك الطاقة الكهربية الذي ينمو بمعدل 7.32% خلال السنوات الأربع الأخيرة 2002 – 2005، فبدأ التفكير في الطاقة البديلة مثل طاقة الرياح والطاقة الشمسية، ولا تمثل الطاقة البديلة حالياً سوى 3% فقط من استهلاك الكهرباء في مصر وإن كان من المخطط زيادة النسبة لتصل إلى 13% في عام 2010.

#### سياسة التعامل مع الشركات الأجنبية لاستكشافه
كانت حقول الغاز الطبيعي في مصر تُسلَّم للحكومة المصرية بدون مقابل، ولما بدأ استخدام الغاز الطبيعي كوقود في السوق المحلية وبعد ارتفاع أسعار البترول العالمية نتيجة للثورة الإسلامية في إيران، قام قطاع البترول المصري في عام 1980 بإدخال بند جديد في الاتفاقيات المُبرَمة مع شركات الإنتاج الأجنبية تحصل بمقتضاها على بعض المميزات المادية مقابل تسليم تلك الحقول تعويضاً عن تكاليف الاستكشاف سميت بالحافز.
و في عام 1987 زِيدت تلك المميزات ليصير نصيب الشريك الأجنبي في حقول الغاز مثل نصيبه في حقول البترول مع التزام قطاع البترول المصري بشراء هذا النصيب بسعر يعادل سعر المازوت - بديل استخدام الغاز - لتشجيع الاستثمارات الجديدة في البحث والتنقيب بعد انهيار أسعار البترول العالمية.
وفي عام 1994 تم تعديل الاتفاقيات وزيادة سعر شراء نصيب الشريك الأجنبي ليعادل سعر «خليط زيت السويس» بدلاً من المازوت مما جذب العديد من الشركات العالمية للتنقيب في المياه العميقة خاصةً الذي يتطلب استثمارات كبيرة مما أدى لزيادة كبيرة في الاحتياطيات.
وبدءاً من عام 2000 تم عمل اتفاقية لتعديل سعر الغاز بحيث يضع حداً أقصى لسعر الغاز الطبيعي الذي يحصل عليه الشريك الأجنبي 2.65 دولار لكل مليون وحدة حرارية بريطانية مهما ارتفعت أسعار البترول الخام.

#### الإنتاج والاستهلاك
بدأ الاستغلال التجاري للغاز الطبيعي في مصر في عام 1975 بكمية تعادل 0.4% من إجمالي استهلاك المواد البترولية (زيت خام ومتكثفات وغاز طبيعي وبوتاجاز)، ووصل في عام 2005/2006 لما يوازى نصف إجمالي استهلاك المواد البترولية.
وإنتاج الغاز الطبيعي كان 38.3 مليون طن مكافئ في 2005/2006 يتم استهلاك 70% منه محلياً. وتنتشر حقول الغاز الطبيعي في مناطق البحر المتوسط (وتضم منطقة رشيد التي تنتج 40% من إنتاج مصر والصحراء الغربية وتنتج 25%، والدلتا.
و قد زاد استهلاك مصر من الغاز الطبيعي من مليوني طن مكافئ خلال 1981/1982 إلى 23 مليون طن مكافئ خلال 2003/2004، ومصر طبقاً لأرقام عام 2005 هي الدولة الأولى في استهلاك الغاز في أفريقيا والثالثة في الوطن العربي بعد السعودية والإمارات من حيث استهلاك الغاز الطبيعي.
ويتصدر المستهلكون قطاع الكهرباء الذي استهلك 61% من الغاز الطبيعي في عام 2005/2006 يليه قطاع الصناعة ثم الأسمدة والأسمنت والحديد والصلب.

#### توصيله للمنازل
يُعد توصيل الغاز الطبيعي للمنازل في مصر أحد أهم المشاريع العملاقة التي تم تنفيذها خلال العقود الثلاثة الماضية، وقد أدى ذلك لتوفير كبير في استهلاك البوتاجاز، ويكفي أن نعلم أن استهلاك مصر خلال عام 2004 من البوتاجاز المعبأ للاستخدام المنزلى فقط 2.53 مليون طن لندرك ما كان حجم الاستهلاك سيصل إليه لو لم يتم تنفيذ هذا المشروع.
و قد أدى استخدام الغاز الطبيعي إلى تخفيف الطلب على الزيت الخام والمازوت، مما أدى لخفض استهلاكهما محلياً وزيادة الصادرات منهما، وإلى توفير المادة الخام لتشغيل الكثير من الصناعات الحيوية مثل إنتاج الكهرباء والأسمدة الأزوتية والحديد والصلب.

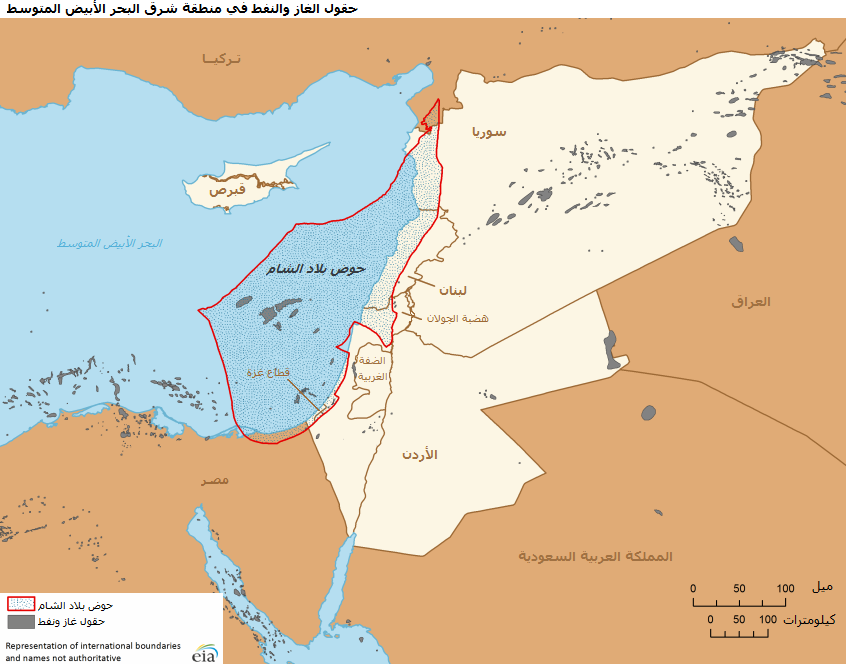
مناطق وجود الغاز الطبيعي في شرق البحر الأبيض المتوسط. حقل ظهر المصري للغاز يبعد 200 كيلومتر شمال بور سعيد.

بدأ توصيل الغاز الطبيعي في مصر حين قامت شركة بتروجاس بالتعاون مع شركة وليام بريس وولده (William Press & Son) البريطانية - بإشراف البريطانية للغاز، بريتيش جاز البريطانية (British Gas) بتوصيل الغاز الطبيعي إلى المنازل بمحافظة القاهرة بدءاً بحلوان في عام 1981 ثم المعادي ومدينة نصر ومصر الجديدة ومدينة 15 مايو.
و تم إطلاق أول شعلة غاز طبيعي بالمنازل بمحافظة الجيزة في عام 1987، وتم بعدها توصيل الغاز الطبيعي لمحافظة الإسكندرية في عام 1996 ثم محافظة بورسعيد في عام 1997، ويصل الغاز الطبيعي إلى 1.821 مليون أسرة مصرية في 14 محافظة وذلك بنهاية عام 2004 بما يمثل 17.95% من إجمالي الأسر في تلك المحافظات، وتصل نسبة الأُسر المخدومة بـالغاز الطبيعي في محافظة بورسعيد مثلاً إلى 54.2% من عدد الأسر وفي القاهرة إلى 35.8%.
و تقوم الشركات التالية بتغذية العملاء المنزليين والصناعيين في نطاق امتياز كل منها بـالغاز الطبيعي حالياً:
- تاون جاس: ومناطق امتيازها هي محافظات القاهرة – عدا حى مدينة السلام التابع لشركة نات جاس ومنطقة المعصرةالتابعة لشركة مايا جاس -، والجيزة عدا منطقة الصف التابعة لشركة مايا جاس، والإسكندرية – عدا مناطق غرب الإسكندرية التابعة لشركة نات جاس، وبورسعيد، والإسماعيلية.
- نات جاس: ومناطق امتيازها هي محافظة البحيرة، ومناطق غرب الإسكندرية والعجمي بجانب حى مدينة السلام في القاهرة ومدينة النهضة ومدينة 6 أكتوبر ومدينة برج العرب الجديدة والنوبارية.
- غاز مصر: ومناطق امتيازها هي محافظات القليوبية، والغربية، والدقهلية، والمنوفية، ومدينة القاهرة الجديدة، ومنطقة العبور الصناعية.
- وادى النيل للغاز: ومنطقة امتيازها هي محافظة بني سويف.
- الفيوم للغاز: ومنطقة امتيازها هي محافظة الفيوم.
- ريبكو جاس: ومنطقة امتيازها هي محافظة دمياط ومدينة دمياط الجديدة.
- ناشيونال جاس: ومنطقة امتيازها هي محافظة الشرقية ومدينة العاشر من رمضان.
- سيتى جاس: ومناطق امتيازها هي محافظة السويس والبحر الأحمر وشمال سيناء وجنوب سيناء.
- ترانس جاس: ومنطقة امتيازها هي محافظة كفر الشيخ.
- مايا جاس: ومنطقة امتيازها هي المعصرة بمحافظة القاهرة والصف بمحافظة الجيزة.

وقد بدأت في العام المالي 2006/2007 خطة خمسية لتوصيل الغاز الطبيعي إلى 6 ملايين مسكن و 10 محطات قوى كهربية و 1000 مصنع في 126 مدينة بـ 7 محافظات لم يدخلها الغاز الطبيعي من قبل هي محافظات: المنيا وأسيوط وسوهاج وقنا وأسوان وشمال سيناء وجنوب سيناء بتكلفة تقديرية تصل إلى 28.5 مليار جنيه تتحمل الدولة معظمها، وتشمل الخطة 1177 كيلـو متر من الخطوط.
- حقل غاز ظهر ينبع مصر وهو يوجد في البحر الأبيض المتوسط على بعد 200 كيلومتر شمال بور سعيد. وصل إنتاجه في ديسمبر 2018 إلى 1و2 مليار (=ألف مليون) قدم مكعب في اليوم.

#### استخدامه كوقود للسيارات
بدأ استخدام الغاز الطبيعي المضغوط (CNG) كوقود للسيارات في مصر بدءاً من عام 1992 حين قامت شركة بتروبل بإنشاء محطتى تموين سيارات بالغاز الطبيعي لخدمة أوتوبيسات نقل العاملين بها، ثم تبعتها جابكو وأنشأت ثلاث محطات، وبعدها بدأ الاستخدام على النطاق التجاري منذ عام 1996 لتكون مصر أول دولة في الشرق الأوسط وأفريقيا تستخدم الغاز الطبيعي كوقود للسيارات، وتم في عام 1996 استهلاك 1.8 مليون متر مكعب لهذا الغرض وصلت الآن إلى 289 مليون متر مكعب خلال 2005/2006 بزيادة قدرها 161 ضعف.
ويتميز الغاز الطبيعي برخص ثمنه مقارنة بأنواع الوقود الأخرى مثل الـسولار والبنزين، حيث يصل ثمن الغاز الطبيعي في مصر عام 2006 إلى 0.45 جنيهاً للمتر المكعب أي ما يعادل 35% من سعر البنزين 90 أوكتين و 50% من سعر البنزين 80 أوكتين و 60% من سعر السولار، مما يجعل التوفير اليومى عند تحويل السيارة للعمل بـالغاز الطبيعي يتراوح بين 9 و 36 جنيهاً يومياً - مقارنة بالالبنزين أوكتين 90 مثلاً - مما يجعل فترة استرداد قيمة التحويل تتراوح بين 5 شهور و 21 شهراً.
والغاز الطبيعي المضغوط يعادل من حيث كفاءة الاحتراق 1.1 لتر من البنزين. ويتم الآن في مصر تركيب المحركات التي تعمل بـالغاز الطبيعي والبنزين في السيارت والدراجات النارية والأوناش الشوكة.
عدد السيارات التي تعمل بالغاز الطبيعي حتى عام 2006 هو 73.000 سيارة ووصلت الي 87 ألف سيارة حتي عام 2008 وتعد هذه النسبة ضئيلة جداً بالنسبة لإجمالي عدد السيارات في مصر والذي يبلغ حوالي 3.5 مليون، وإن كانت معدلات تحويل السيارات للعمل بالغاز الطبيعي المضغوط في تزايد مستمر نظراً لارتفاع أسعار أنواع الوقود الأخرى المتزايد حيث تم تحويل 8465 سيارة خلال 2005/2006 فقط. أي حوالي 12% من إجمالي ما تم تحويله منذ بدء تلك العملية، وهو أعلى معدل خلال 5 سنوات. ونسبة السيارات الأجرة هي الأكبر بين السيارات التي تم تحويلها لتعمل بالغاز الطبيعي حيث تبلغ 73% من إجمالي تلك السيارات، وقد تبنت وزارة الدولة المصرية لشئون البيئة بالتعاون مع نقابة السائقين وأحد المصارف المصرية مشروعاً يهدف للتخلص من سيارات الأجرة القديمة الملوثة للبيئة العاملة بالقاهرة مع منح سائقيها منحة 20.000 جنيهاً كمقدم لسيارة أجرة جديدة تعمل بالغاز الطبيعي.
ورغم ضآلة نسبة السيارات التي تعمل بـالغاز الطبيعي في مصر بالنسبة لإجمالي عدد السيارات فإن مصر تعد الآن بين أكبر 10 دول في العالم من حيث عدد السيارات المستخدمة للغاز الطبيعي، وقد أدى هذا لعقد المؤتمر الدولي العاشر للغاز الطبيعي للسيارات في مصر عام 2006 للمرة الأولى بالشرق الأوسط وأفريقيا بمشاركة أكثر من 100 شركة من 30 دولة، بحضور رئيس المنظمة الدولية للغاز الطبيعي للسيارات الذي منح السيد المهندس / وزير البترول جائزة الريادة لعام 2006 لجهوده في مجال الغاز الطبيعي للسيارات.
ويوجد في مصر 6 شركات للتحويل والتموين بـالغاز الطبيعي هي:
- كارجاس: وتأسست في عام 1995، وهي أكبر هذه الشركات حيث تدير حوالي نصف محطات التموين – 52 محطة من 108 – كما قامت بتحويل نصف عدد السيارات العاملة بالغاز الطبيعي تقريباً – 34.200 من 73.000 – وذلك حتى عام 2006 .
- غازتك: وتأسست في عام 1996، وتدير الشركة 42 محطة بجانب 20 مركز تحويل وصيانة في 17 محافظة وقامت الشركة بتحويل 35.000 سيارة حتى عام 2006 .
- جاس إكسبريس: وتأسست في عام 2002
- العربية للغاز: وتأسست في عام 2002
- ماستر جاس: وتأسست في عام 2004
- توتال أيجيبت: وتأسست في عام 2005

وتدير هذه الشركات 115 محطة تموين بالغاز الطبيعي في 17 محافظة حتي عام 2008 بالإضافة إلى 54 مركز تحويل للسيارات للعمل بـالغاز الطبيعي في 16 محافظة حتى 2005/2006 وهو ما يمثل حوالي 2% من إجمالي محطات التموين في مصر. وتمضي مصر الآن في خطة طموح لزيادة عدد المحطات لتصل إلى 200 محطة وكذلك زيادة عدد السيارات العاملة بالغاز الطبيعي لتصل إلى 100 ألف سيارة بنهاية عام 2010.
أما بالنسبة للنقل العام في مصر والقاهرة الكبرى خاصة فقد كانت البداية لما قامت إحدى الشركات الإيطالية بإهداء 7 سيارات أوتوبيس تعمل بالغاز الطبيعي إلى الهيئة المصرية العامة للبترول في عام 1996 التي قامت بإهدائها إلى هيئة النقل العام بالقاهرة حيث تم تشغيلها لتكون أول سيارات من نوعها تعمل في النقل العام بمصر. كما قامت الهيئة بالتعاون مع هيئة المعونة الأميركية باستيراد 50 شاسيه سيارة أوتوبيس يعمل بالغاز الطبيعي من الولايات المتحدة الأميركية تم بناء أجسامها في الشركة الهندسية لصناعة السيارات وتم تشغيلها في 2001. ثم أنشأت الهيئة في عام 2002 جراجاً لتشغيل سيارات الأوتوبيس العاملة بالغاز الطبيعي وبه محطة لتموين السيارات بالغاز. ويتم تحويل تلك السيارات للعمل بنظام غير تقليدى بتقنية أرجنتينية يعتمد على دورة وقود بنسبة تتراوح بين 75% و90% من الغاز الطبيعي والباقي سولار واسطوانة سعة 17 لتر.
وفي الإسكندرية تم في عام 2005 توقيع بروتوكول بين شركة كارجاس وبين الهيئة العامة لنقل الركاب بمحافظة الإسكندرية لإنشاء وتشغيل محطات لتموين سيارات الأوتوبيس بالجراجات التابعة للهيئة بالغاز الطبيعي المضغوط، على أن يتم الإحلال التدريجى للسيارات التي تعمل حالياً بأخرى تعمل بالغاز الطبيعي خلال 5 سنوات بدءاً من 2006/2007.
ويعد تشغيل سيارت أوتوبيس النقل العام بالغاز الطبيعي المضغوط مكسباً كبيراً نظراً لأنها تعمل بوقود الديزل السولار وهو أسوأ أنواع الوقود من حيث انبعاثات المواد الضارة. إلا أنه بالتجربة اتضح أنه عند تحويل محركات الديزل للعمل بالغاز الطبيعي بجانب السولار تنصهر المكابس وتحترق الصبابات لذا فمن الأفضل استبدال المحرك بالكامل بدائرة الوقود الخاصة به.
ويجرى الآن من خلال لجنة متابعة تحويل المركبات الحكومية للعمل بالغاز الطبيعي التابعة لجهاز شئون البيئة العمل على تحويل السيارات الحكومية للعمل بالغاز الطبيعي تم خلال المرحلة الأولى من خطة التحويل هذه تحويل 2200 سيارة خلال عامى 2004 و2005 بتكلفة 12 مليون جنيه.
وجارى الآن الاستفادة من الخبرة المصرية في هذا المجال في سوريا حيث تم تحويل 125 سيارة تابعة للشركة السورية للنفط بالتعاون مع شركة كارجاس خلال 2005/2006 وكذلك في الأردن.

#### معالجته وتصنيعه
تهدف هذه المشروعات إلى استخلاص مشتقات الغاز الطبيعي ذات القيمة الاقتصادية العالية من خلال معالجة الغاز الطبيعي لإنتاج: البروبان الذي يتم تصديره، والغاز السائل المعبأ (LPG) بهدف تقليل استيراده من الخارج، وكذلك المتكثفات التي يعاد بيعها لشركات إنتاج البترول الخام لزيادة جودته للسوق المحلي، بجانب مواد أخرى تستخدم في بعض الصناعات.
1- مشروع تجميع غازات «البحر المتوسط»:
تم إنشاء الشركة المتحدة لمشتقات الغاز (UGDC) بإجمالي استثمارات بلغت 400 مليون دولار، وتقوم الشركة باستخلاص مشتقات الغاز الطبيعي من حقول البحر المتوسط العميقة – «حابى» و«الجَميِل» - شمالى بورسعيد، وقد تم إنشاء مجمع لاستخلاص مشتقات الغاز الطبيعي في بورسعيد طاقته اليومية 1100 مليون قدم مكعب قياسى (Standard) يومياً، ويضم خزان كروى للبروبان سعته 30.000 متر مكعب يسع 1.02 طن بجانب عدد من الخزانات بسعات مختلفة، بجانب مجمع التخزين والشحن في دمياط والذي يحتوى ميناءً للتصدير، ويرتبطان معاً بخط قطره 10 بوصة بطول 52 كيلومتر. وقد تم تصدير 44 شحنة للخارج من إنتاج الشركة حتى نهاية عام 2006.
2- مجمع غازات «الصحراء الغربية»:
يقع هذا المجمع التابع لشركة جاسكو في العامرية غرب الإسكندرية، ويقوم باستخلاص مشتقات الغاز الطبيعي من حقول شمال غرب الصحراء الغربية – «الأُبَيِّض» و«طارق» و«السلام» و«القصر» – بعد نقلها عن طريق خط نقل رئيسى قطره 34 بوصة بطول 350 كيلو متر إلى المجمع، وتبلغ طاقة المجمع اليومية 550 مليون قدم مكعب قياسى (Standard) في اليوم. وطاقة المجمع 550 مليون قدم مكعب من الغاز الطبيعي يومياً، وطاقته الإنتاجية السنوية تبلغ:
- 220 ألف طن من البروبان.
- 250 ألف طن من الغاز السائل المعبأ (LPG) للسوق المحلى.
- 360 ألف برميل من المتكثفات.
- 460 ألف طن من خليط الإيثان/بروبان.

وخليط الإيثان/بروبان يتم استخدامه كمادة تغذية لإنتاج الإيثلين ، المادة الرئيسية في إنتاج البتروكيماويات والذي يتم تسليمه إلى شركة سيدبك لتقوم بدورها بإنتاج مادة الإيثيلين المستخدم في صناعة ال بولى إيثلين منه.
3- مصنع استخلاص بوتاجاز بالعامرية:
يقوم هذا المصنع – الذي تديره شركة جاسكو منذ عام 2000 بمعالجة خليط غازات الصحراء الغربية المدفعة من حقول «بدر الدين 2، 3» و«أبى سنان» التي يصلها بالمجمع خط قطره 24 بوصة بطول 260 كيلو متر، وتبلغ طاقة المصنع 300 مليون قدم مكعب يومياً.

#### تصدير الغاز الطبيعي المصري
تعتمد المصرية القابضة للغازات الطبيعية - ايجاس سياسة مقتضاها أن لا يتم تصدير أكثر من ثلث الاحتياطيات المؤكدة في أي وقت - وبالفعل يتم تصدير 21% فقط من إنتاج الغاز الطبيعي -، وقد عارض بعض الخبراء المصريين تصدير الغاز الطبيعي المصري لأسباب عديدة ارتأوها منها:
- عدم وجود بيوت خبرة مستقلة تقوم بتقدير الاحتياطيات التي يرون أنها مبالغ فيها.
- عدم امتلاك مصر من الاحتياطيات فعلياً إلا ثلثها والباقي يملكه الشريك الأجنبي.
- عدم وجود فائدة مادية أو تقنية كبيرة مستفادة من التصدير.
- الخوف من استنزاف التصدير الشديد للاحتياطيات، حيث تحصل الشركات المنتجة على 40% - أصبحت 30% - من الغاز مقابل نفقات الاستكشاف والتنمية والإنتاج حتى تحصل على كامل ما تكبدته.
- فترة 34 عاماً التي تم إعلانها كالفترة المتبقية حتى ينفذ الغاز المصري فترة قليلة.
- الزيادة المطردة في استهلاك الغاز الطبيعي على مستوى العالم، فقد زاد الاستهلاك المحلى من البترول والغاز الطبيعي من 7.5 مليون طن عام 1975 إلى 52 مليون طن عام 2006 بمعدل زيادة سنوية 6.5% مما قد يؤدى إلى التهام الاستهلاك المحلى للاحتياطيات.
- تصدير مصر واحتياطيها للغاز الطبيعي 1% من الاحتياطي العالمي لغازها إلى أوروبا التي تمتلك 39.2% من الاحتياطي العالمي.
- انخفاض قيمة تصدير الغاز الطبيعي مسالاً حيث تصل إلى 5.5 دولار لكل مليون وحدة حرارية بريطانية، وبعد خصم تكاليف الإسالة والنقل يصبح السعر قبل الإسالة يعادل 22 دولاراً للبرميل.

حتى إن الدكتور / رشدى سعيد وجه نداءً إلى الحكومة المصرية يناشدها وقف تصدير الغاز الطبيعي المصري واستخدامه بدلاً من ذلك في التنمية الاقتصادية في مصر.
إلا إن هذا لم يمنع دخول مصر عصر تصدير الغاز الطبيعي بتصديرها الغاز الطبيعي عبر خط الغاز العربي إلى الأردن في عام 2003، وبتصدير الشحنة الأولى من الغاز الطبيعي المُسال من شركة سيجاس في عام 2005.

#### تصدير الغاز الطبيعي المصري مسالاً
يوجد حالياً في مصر شركتان لإسالة الغاز الطبيعي هما: شركة سيجاس في دمياط، والمصرية للغاز الطبيعي المسال في إدكو، بدأ تصدير الغاز المسال من شركة سيجاس في عام 2005 ومن الشركة المصرية للغاز الطبيعي المسال في نفس العام. وقد بلغ إجمالي ما تم تصديره من الغاز المسال خلال عام 2005 ما قدره 17.3 مليار متر مكعب لتصبح مصر سادس دولة على مستوى العالم بالنسبة لصادرات الغاز المسال.
استغرق إنشاء شركة سيجاس في دمياط 52 شهراً منذ البدء، وذلك على مساحة 1.2 مليون متر مربع، ويضم المشروع وحدة واحدة – يمكن أن تزاد به 3 وحدات أخرى - بطاقة 7.56 مليار متر مكعب غاز مسال لإنتاج 4.8 مليون طن غاز مسال سنوياً، باستثمارات تبلغ 1.3 مليار دولار وهو مشروع مشترك بين كل من:
- يونيون فينوسا - الإسبانية: 80%
- الهيئة المصرية العامة للبترول: 10%
- المصرية القابضة للغازات الطبيعية - ايجاس: 10%.

ويضم المشروع مستودعين سعة الواحد 150.000 متر مكعب، بجانب رصيف لناقلات الغاز العملاقة سعة 40 – 200 ألف متر مكعب.
أما مشروع إسالة الغاز الطبيعي في إدكو فيتكون من وحدتين (مصنعين) لإسالة الغاز الطبيعي طاقة كل منهما 3.6 مليون طن (5 مليار متر مكعب) سنوياً – يخطط أن تزاد إلى 6 وحدات مستقبلاً - بإجمالي استثمارات بلغت 4.6 مليار دولار شاملة البحث والاستكشاف والتنمية والإسالة والتصدير -، ويتضمن أربع شركات هي:
- المصرية للغاز الطبيعي المسال
- أوبكو - المصرية لتشغيل مشروعات إسالة الغاز الطبيعي
- البحيرة لإسالة الغاز الطبيعي: التي تملك وحدة الإسالة الأولى (بتكلفة استثمارية 1.2 مليار دولار).
- إدكو لإسالة الغاز الطبيعي: التي تملك وحدة الإسالة الثانية (بتكلفة استثمارية 965 مليون دولار).

والشركة مملوكة لكل من:
- الهيئة المصرية العامة للبترول والمصرية القابضة للغازات الطبيعية - ايجاس: 24%
- البريطانية للغاز، بريتيش جاز البريطانية: 35.5%
- بتروناس الماليزية: 35.5%
- الفرنسية للغاز، (جاز دي فرانس): 5%

والمصرية للغاز الطبيعي المسال هي الشركة المالكة للموقع ومشتملاته (الميناء ومحطة توليد القوى الكهربية) في إدكو على مساحة 390 فدان، وتتحكم هذه الشركة في أي توسعات مستقبلية.
أما شركة أوبكو فتقوم بإدارة وتشغيل وصيانة الموقع، وتدير كل من شركتى «البحيرة» و«إدكو» لإسالة «الغاز الطبيعي» إحدى وحدتى الإسالة، وكل منهما مستقلة ومسئولة عن أعمال الإسالة بمقابل.
يتضمن المشروع 60.000 متر مكعب من الأعمال الخرسانية ورصيف بحري لتصدير الغاز بطول 2.4 كيلومتر في عمق البحر، ومستودعين لتخزين الغاز المسال تبلغ سعة الواحد منها 140 ألف متر مكعب / 5.76 طن بالإضافة إلى 22 «وعاء ضغط (Preesure Vessel)» يبلغ إجمالي وزنها 600 طن، وكذلك محطة للمياه العذبة في «إدفينا» خاصة بالموقع ونادى اجتماعى رياضى لأهالى إدكو على مساحة 6.000 متر مربع.
ورصيف المشروع هو أول ميناء بحري متخصص في مصر، وقد تم تصميمه لتصدير الغاز الطبيعي المسال ويقع على ساحل البحر المتوسط شرقى خليج أبى قير على بعد 40 كيلومتر من الإسكندرية. ويتضمن الميناء بجانب أماكن الرسو منطقة انتظار قطرها ميل واحد، والرصيف مُعدَّ لاستقبال الناقلات ذات الحمولات بين 40.000 و 160.000 متر مكعب.
وتعاقدت الشركة الفرنسية للغاز، جاز دى فرانس في عام 2002 على شراء إنتاج الوحدة الأولى لمدة 20 عاماً بإجمالي قيمة 10 مليارات دولار ليتم تصديره إلى فرنسا بصورة أساسية، وهو ما يمثل 10% من احتياجات فرنسا من الغاز الطبيعي (44.7 مليون متر مكعب)، التي تعد أكبر مستورد أوربى للغاز المسال بنصيب 25% من إجمالي صادرات أوروبا.
وقد تم تصدير الشحنة الأولى من تلك الوحدة إلى إسبانيا قبل الموعد المحدد بستة أشهر، وضمت الشحنة 129.000 ألف متر مكعب تقريباً من الغاز الطبيعي المسال عن طريق الناقلة «زمرد» التي تملكها «شركة تجارة الغاز الطبيعي المسال - الأسيوية (ALTCO)» إحدى شركات بتروناس - الماليزية.
وقد تعاقدت الشركة البريطانية للغاز، بريتيش جاز في عام 2003 على شراء كامل إنتاج الوحدة الثانية وقدره 3.6 طن سنوياً، لتصديره إلى الولايات المتحدة وإيطاليا التي تقوم باستيراد 84% من احتياجاتها من الغاز الطبيعي من الخارج، وقد تم شحن الشحنة الأولى قبل الموعد المحدد بتسعة شهور.

#### تصديره عبر خطوط الأنابيب (خط الغاز العربي)
كان خطا الغاز الطبيعي الواصلان من الجزائر مروراً بكل من تونس والمغرب ليصلا بالغاز إلى إسبانيا وإيطاليا هما باكورة خطوط الغاز التي تمر بعدة بلاد عربية، وإن كانت تونس والمغرب لا تستفيدان منه.
أما أول خطوط الغاز العربية التي تمثل نموذجاً متميزاً لمشاريع التعاون العربي فهو «خط الغاز العربي» والذي بدأت أولى خطوات إنشائه العملية في ديسمبر من عام 2000 بتوقيع مذكرة تفاهم بين مصر وسوريا ولبنان لتصدير فائض الغاز الطبيعي المصري وتسويقه عن طريق مد خط بحري من مصر إلى لبنان، ثم تم في 2001 انضمام الأردن إلى المشروع ليتحول الخط إلى خط برى في معظمه مروراً بالأردن، وقد تم الاتفاق على تأسيس الشركة العربية لنقل وتسويق الغاز وكذلك الهيئة العربية للغاز للإشراف على نقل الغاز الطبيعي بين هذه البلاد، عن طريق إنشاء خط سعته 10 مليارات متر مكعب من الغاز الطبيعي سنوياً ينقل الغاز لهذه البلاد ثم لاحقاً إلى تركيا ومنها إلى أوروبا عبر ثلاث قارات، وقد إنضم العراق إلى المشروع في عام 2004 .
وتم مد خط للغاز الطبيعي لتغذية مشروع «خط الغاز العربي» من " الجَميِل " قرب مدينة بورسعيد المصرية وحتى " مدينة القنطرة المصرية، ثم تم مد خط طوله 193 كم بقطر 36 بوصة عبر سيناء إلى مدينة مدينة الشيخ زويد قرب الحدود المصرية الفلسطينية مروراًَ بمدينة العريش يضم 13 محطة محابس و46 نقطة عبور (Crossing)، قامت بتنفيذهما شركة بتروجيت المصرية.
وفي عام 2003 قام كل من الرئيس المصري محمد حسنى مبارك والملك عبد الله الثاني ملك الأردن بافتتاح المرحلة الأولى من مشروع خط الغاز العربي، والتي تمتد من مدينة العريش المصرية إلى مدينة العقبة الأردنية مروراً بمدينة طابا المصرية، وذلك ببدء تغذية محطة كهرباء العقبة والتي استهلكت 1.3 مليار متر مكعب من الغاز الطبيعي في عام 2005، وقد أدى استخدام الغاز الطبيعي لتغذية محطة «العقبة» إلى انخفاض معدلات التلوث البيئى وكذلك التوفير في تكاليف الوقود بنسبة وصلت إلى 40% بعد ارتفاع أسعار المواد البترولية الأخرى في شهر يونيه من عام 2005 .
وتنقسم هذه المرحلة إلى خطين رئيسين - قامت بتنفيذهما شركة غاز الشرق المصرية باستثمارات بلغت 220 مليون دولار في وقت قياسى - : أرضي وبحري، يبلغ طول الخط الأرضي الممتد من العريش حتى طابا 248 كم بقطر 36 بوصة – منها 22 كم في منطقة صخرية ترتفع عن سطح البحر بمقدار 860 متر -، ويضم 12 محطة محابس و 53 نقطة عبور (Crossing)، والخط مصنوع من مادة البولي إيثيلين المُغلَّف.
بينما يبلغ طول الخط البحري الممتد من «طابا» إلى «العقبة» تحت البحر 16 كم وقطره 36 بوصة في مياه يصل عمقها إلى 850 متر.
وقد عهدت شركة غاز الشرق إلى شركة إنبى بالأعمال المساحية والتصميمات الهندسية وخدمات التوريد، وإلى شركة بتروجيت بأعمال تنفيذ الخط البرى، وإلى شركة أل سيز (All Seas) - الهولندية بأعمال تنفيذ الخط البحري. بينما عُهِد إلى شركة غاز مصر بأعمال تنفيذ محطة استقبال «العقبة» وإلى شركة جاسكو بإدارة الخط وتشغيله وصيانته.
أما المرحلة الثانية من هذا المشروع فعبارة عن خط مصنوع من الصلب ومغلف بطبقة حماية من مادة «البولي إيثيلين»، يمتد من مدينة «العقبة» الأردنية إلى مدينة «رحاب» الأردنية شمال الأردن - على بعد 24 كم من الحدود السورية - بطول 393 كم وقطر 36 بوصة، ويضم هذا الخط 15 محطة محابس و 113 نقطة عبور (Crossing)، وقد تم الانتهاء منها والتشغيل التجريبى في عام 2005 في 18 شهراً. وقد تمت من خلاله تغذية محطتى كهرباء «سمرا» و«رحاب» بالغاز الطبيعي في 2006 قبل الموعد المحدد مسبقاً بمدة 13 شهراً.
وقد قامت بتنفيذ الخط شركة فجر الأردنية المصرية بعد فوزها في عام 2003 بالمناقصة العالمية التي طرحتها وزارة الطاقة الأردنية، والشركة ذات مسئولية محدودة تأسست طبقاً لأحكام قانون الشركات الأردنى للعمل بنظام الـ(BOOT)، بترخيص لمدة 30 سنة قابلة للتجديد. وقد انعقدت الجمعية التأسيسة للشركة في 2003 وقامت الحكومة الأردنية بتوقيع اتفاقية الترخيص للشركة في 2004،
وشركة فجر الأردنية المصرية هي المسئولة عن توصيل الغاز الطبيعي لكافة الاستخدامات (محطات كهرباء – منازل – مناطق صناعية - محطات تموين سيارات بالغاز -.... إلخ) بطول الخط، وكذلك تصديره عبر الحدود الأردنية إلى سوريا ولبنان، وقد تم توقيع مذكرة تفاهم بين الشركة وشركة تطوير العقبة الأردنية لتوصيل الغاز الطبيعي للمنازل والمحال ومحطات تموين السيارات بمنطقة «العقبة» كما تجرى دراسة توصيله إلى مدينتى «عمان» و«الزرقا».كذلك فقد الاتفاق على إنشاء شركة مصرية أردنية باسم شركة غاز العرب لتوصيل الغاز الطبيعي للمنازل ومحطات تموين والمناطق الصناعية داخل الأردن.
وتصل المرحلة الثالثة بالغاز الطبيعي إلى سوريا ولبنان وتركيا، وفي إطارها جارى تم تنفيذ خط بطول 30 كيلو متر وقطر 36 بوصة من منطقة «الرحاب» الأردنية وحتى الحدود السورية الأردنية، وكذلك قامت شركة «ستروى ترانس» الروسية نيابة عن الجانب السورى بتنفيذ خط لنقل الغاز من الحدود السورية الأردنية إلى مدينة «حِمص» السورية – وهو الجزء الجنوبى من المرحلة الثالثة لخط الغاز العربي - بطول 324 كم مروراً بمحطة كهرباء «دير على» ليتفرع خط الغاز من «حِمص» إلى الحدود السورية اللبنانية شمال لبنان بتكلفة تتراوح بين 250 و300 مليون دولار، ومن المتوقع أن يبدأ التشغيل خلال 2008–2009، وستقوم شركة مصرية سورية تركية مشتركة بتنفيذ الخط من «حِمص» إلى الحدود السورية التركية، على أن تتولى تركيا تنفيذ الخط داخل أراضيها.

#### خط الغاز الإسرائيلي
في إطار اتفاقية السلام بين مصر وإسرائيل التي تنص على إمداد إسرائيل بالبترول استمرت مصر في إمداد إسرائيل بالبترول حتى عام 2004 عندما أخذ الإنتاج المصري في التناقص، فكان بدء التفكير في تصدير الغاز الطبيعي المصري إلى إسرائيل. ومع توقيع اتفاقية أوسلو للسلام بين الفلسطينيين والإسرائيليين برز اسم نمرود نوفيك الذي انضم لشركة ميرحاف الإسرائيلية التي يملكها رجل الأعمال الإسرائيلي يوسي ميمان، وقدمت الشركة اقتراحاً للحكومة المصرية بإقامة خمسة مشاريع كبري كان أحدها تصدير الغاز إلى إسرائيل.
وعلى إثر طلب رسمي من الشركة للهيئة المصرية العامة للبترول بتوقيع حسين سالم للإمداد بالغاز الطبيعي بسعر 1.5 دولار لكل مليون وحدة حرارية بريطانية في إبريل عام 2000، وافق مجلس الوزراء المصري مبدئياً على إمداد شركة كهرباء إسرائيل (دوارد إينرجيي) بالغاز الطبيعي المصري.
وتبع ذلك مذكرة تفاهم في 30/5/2005، بحيث تقوم شركة شرق البحر المتوسط للغاز EMG المصرية التي تملكها الشركة المصرية القابضة للغازات الطبيعية (إيجاس) وشركة ميرحاف الإسرائيلية ورجل الأعمال حسين سالم - بتصدير الغاز بمعدل 1.7 مليار متر مكعب سنوياً بسعر ثابت لمدة 15 عاماً حتى عام 2015، قابلة للمد لعشرين عاماً تنتهي في مارس 2030 بسعر بلغ – شاملاً النقل – نحو 2.65 دولار لكل مليون وحدة حرارية بريطانية – أي أن برميل النفط المكافئ سعره 15.4 دولار - مقابل 6.2 دولار في السوق الدولية عند عقد الاتفاق وسعر آجل 13 دولار في بداية 2006 .
وتم إبرام التعاقد يوم 30/6/2005 بين سامح فهمي وزير البترول المصري السابق ووزير البنية التحتية الإسرائيلي حينها بنيامين بن إليعازر. وتم تقديم امتيازات للشركة الوليدة مثل الإعفاء الضريبي، كما قامت شركة كهرباء إسرائيل الحكومية بإقراض شركة شرق البحر المتوسط للغاز 180 مليون دولار لإنشاء الخط مقابل إمدادها بالغاز الطبيعي.
وفي 2006 تم عقد صفقة بين كل من الهيئة المصرية العامة للبترول والشركة المصرية للغازات الطبيعية ( جاسكو ) كطرف أول وبين شركة شرق البحر المتوسط للغاز EMG كطرف ثاني مع شركة كهرباء إسرائيل لتصدير الغاز يضمن ذلك خطاب نوايا من رئيس الهيئة المصرية العامة للبترول.
وطبقاً لمصادر وكالة الأنباء الفرنسية فقد بدأ تدفق الغاز الطبيعي المصري إلى محطة توليد القوى الكهربية في عسقلان في أول مايو 2008 بقدرة 800 ميجاوات عن طريق خط بحري بطول 100 كيلو متر يبدأ في الشيخ زويد قامت بمده شركة شرق البحر المتوسط للغاز.
وفيما بعد قام حسين سالم ببيع 25% من حصته في شركة شرق البحر المتوسط للغاز EMG إلى شركة الغاز الوطنية التايلاندية كما باع 12 % من حصته إلى المستثمر الأميركى سام زال مع شريكين أخرين، وذكر الكاتب الإسرائيلي ناحوم بارنيع أن حسين سالم والأسرة التي تسانده! حصلوا على أرباح تُقدَّر بـ 600 مليون دولار من صفقات تصدير الغاز.
وقد لاقى تصدير الغاز إلى إسرائيل معارضة شعبية كبيرة خاصة، وشهد مجلس الشعب المصري جانباً هاماً من فصول تصدير الغاز إلى إسرائيل عندما أعلن رئيس المجلس أنه لم يتم عرض اتفاقية التصدير هذه على المجلس فردت الحكومة أنه لا توجد اتفاقية لأن التصدير يتم بين الشركات! ويقتصر دور الحكومة المصرية على مد خطوط الأنابيب!
ثم تقدم 30 عضو بالمجلس بطلب لإعداد مشروع لوقف تصدير الغاز لإسرائيل، إلا أن المجلس رفض طلبهم! ثم قامت لجنة الصناعة في مجلس الشعب بتقديم تقرير عن تصدير الغاز الطبيعي طالبت اللجنة فيه تعديل كافة الاتفاقيات القائمة وفي مقدمتها إسرائيل وتحفظت اللجنة على سرية بعض بنود اتفاقيات التصدير! مؤكدة ضرورة عدم تكرار ذلك.
وفي 18 نوفـمبر 2008 أصدرت محكمة القضاء الإداري حكمها بوقف تنفيذ قرار وزير البترول استناداً إلى المادة 123 من الدستور التي تنص على حماية موارد الثروة الطبيعية للبلاد لأنها ملك للأجيال المستقبلية وليست الحالية فقط، كما أنه كان من الواجب على الحكومة اللجوء لمجلس الشعب للحصول على موافقته على أية التزامات باستغلال موارد الثروة الطبيعية. وفي اليوم التالي بادرت هيئة قضايا الدولة بالطعن في الحكم.
وفي 6 يناير 2009 قضت محكمة القضاء الإدارى للمرة الثانية بوقف تصدير الغاز إلى إسرائيل بأسعار تقل عن الأسعار العالمية ملزماً الحكومة بتنفيذه بمسودته.
وفي 2 فبراير 2009 قبلت المحكمة الإدارية العليا الطعن المقدم من هيئة قضايا الدولة نيابة عن الحكومة المصرية في حكم وقف تصدير الغاز إلى إسرائيل، وذلك لما يترتب عليه وقف التصدير من مساس بالتزامات الدولة وتعهداتها مع الدول الأخرى، وذكرت دائرة فحص الطعون أن قرار التصدير يدخل ضمن أعمال السيادة. وفي 23/2/2009 تم تقديم 3 استجوابات إلى مجلس الشعب وقد تم إسقاط الاستجوابات جميعاً! واعتبارها كأن لم تكن!
وفي 27/2/2010 حكمت المحكمة الإدارية العليا بعدم اختصاص القضاء في نظر طعن الحكومة على حكم محكمة القضاء الإداري بمنع تصدير الغاز لإسرائيل على اعتبار أن تصدير الغاز للأسواق العالمية عمل من أعمال السيادة والأمن القومي. ولكن الحكم ألزم مجلس الوزراء ووزارة البترول بالمراجعة الدورية لكميات الغاز التي يتم تصديرها ولأسعارها، مع إلغاء وضع حد أقصى للسعر.
وبعد ثورة 25 يناير 2011 قامت نيابة أمن الدولة العليا بالتحقيق مع المسئولين عن تصدير الغاز المصري إلى إسرائيل بتهمة إهدار المال العام لتصدير الغاز لسنوات طويلة بأسعار أقل كثيراً من الأسعار العالمية بالمخالفة للقانون. واتُهِم الوزير الأسبق بالتسبب في خسارة مقدارها 714 مليون دولار لقطاع البترول وبالتالى المساهمة في تربح حسين سالم.
وقد كان خط تصدير الغاز لإسرائيل هدفاً لعدد من التفجيرات بعد ثورة 25 يناير، بدأت في فجر 27/4/2011 حين قام ملثمون بتفجير محطة تجميع الغاز الطبيعي جنوب العريش باستخدام عبوات ناسفة وتكرر الأمر للمرة الخامسة عشر في 2012/7/21.

#### تأمين الشبكة القومية للغازات الطبيعية في مصر
نظراً لأهمية "الشبكة القومية للغازات الطبيعية" بدءاً من مواقع الإنتاج في الحقول، وحتى مواقع كبار مستهلكى الغاز وشركات توزيع الغاز الإقليمية، إلى خطوط تصدير الغاز ومصانع الإسالة، تم إنشاء المركز القومى للتحكم في الشبكة القومية للغازات الطبيعية (National Advanced Control Center NATA) " لتغطية الشبكة التي تضم 162 موقع بجانب 4700 كيلو متر من الخطوط وتقوم بنقل 135 مليون متر مكعب من الغاز يومياً، ويقوم على تشغيل المركز شركة جاسكو، ويقوم النظام بصورة رئيسية بقراءة بيانات التشغيل والمعدلات، وكذلك التحكم في أوضاع التشغيل المختلفة آلياً أو طبقاً لسيناريوهات معدَّة أو عن طريق المهندس المسئول.و يتكون المركز من مجموعة من الأنظمة المتكاملة لتأمين الإمداد بالغاز تشمل:
- نظام المراقبة والتحكم الإشرافي «الاسكادا» (Supervisory Control & Data Acquisition System SCADA):

هو نظام متطور للتحكم في شبكة الغاز، ولتسجيل الضغوط ودرجات الحرارة، ولتحليل احتمالات الخطأ والتسريب - عن طريق برامج حاسب آلى (Software) حديثة -، مما يجعل كافة المواقع مرئية للجميع بدءاً من المشغِّلين في مراكز التحكم وحتى فرق الطوارئ، ويضم هذا النظام ما يلى:
- - الوحدات الطرفية للتحكم عن بعد (Remote Terminal Units RTUs):

تستخدم تلك الوحدات لتجميع البيانات مباشرةً وفورياً من المواقع المختلفة عبر الأجهزة (Instrumentation) الموجودة بتلك المواقع، كما يمكن من خلالها التحكم في مُشغِّلات المحابس (Valve Actuators).
- - مراكز التحكم (Control Centers):

وتعمل هذه المراكز على مدار الساعة – 24 ساعة يومياً - طوال العام وهي:
- - مركز التحكم الرئيسى (The Grid Control Center GCC): ويتصل هذا المركز بالمراكز الفرعية ويقع بالتجمع الخامس بمدينة «القاهرة الجديدة».
  - مراكز التحكم الفرعية (LCCs The Local Control Centers): وهي أربعة مراكز في «المقطم بالقاهرة» والإسكندرية والسويس وشبشير - قرب طنطا بمحافظة الغربية.
  - مركز التحكم التبادلى في حالة الطوارئ (Emergency Control Center): صمم النظام بحيث أنه في حالة حدوث عطل بمركز التحكم الرئيسى، يعمل مركز التحكم الفرعى في «شبشير» كمركز تحكم في حالة الطوارئ.
  - شبكة الاتصالات:

يدعِّم نظام «الاسكادا» نظام اتصالات قوى يتكون من شبكة اتصالات ميكرويف (Microwave) رئيسة تضم 19 محطة ميكرويف رئيسية و 128 محطة فرعية، تعمل في النطاق الترددي 7 جيجا هرتز للربط بين المواقع المختلفة والمراكز الفرعية ومركز التحكم الرئيسي، وشبكة اتصالات ثانوية عبارة عن أربع شبكات محلية تعمل في النطاق الترددي 2.4 جيجا هرتز لتجميع البيانات لكل مركز فرعي. وذلك بجانب نظم اتصالات بالألياف الضوئية (Fiper Optics) تتصل بالمواقع الُمنفَّذة حديثاً مثل خطوط «العامِرية» / «دَهشُور» و«القَنطَرة» / «عيون موسى»، وتضم 7 محطات ألياف ضوئية.
- - برامج الحاسب الآلى (Software Applications):

يتم استخدام العديد من تلك البرامج مثل: برنامج نظام تشغيل «الاسكادا» (SCADA Operating System)، ونظم تشغيل الحواسب الخوادم (Servers) ومحطات العمل (Workstations)، وتطبيقات الاسكادا للشبكات المحلية (Local Area Networks LANs) والموسعة (Wide Area Network WANs)، بجانب برامج المحاكاة (Simulation) الحديثة القادرة على التنبؤ بالأخطاء المحتملة والأعطال المستقبلية أثناء تحليل الشبكة. ويمكن لنظام «الاسكادا» أداء الوظائف التالية:
- -     - التحكم عن بعد وتقديم صورة حية مُفَصَّلة لكل العمليات خلال الشبكة.
    - إعطاء إشارات تحذير في حالات الخطأ.
    - عمل سيناريوهات مختلفة لمواجهة جميع حالات التشغيل والطوارئ.
    - التأكد من تشغيل النظام بأمان.
    - عمل سجل كامل لكل أحداث النظام.
    - الاستفادة من مخرجات نظام «الاسكادا» في التطبيقات الأخرى مثل إصدار فواتير استهلاك الغاز.
- نظام دراسات وتحليل الشبكات (Gas Grid Analysis System) يعتمد هذا النظام على «تحليل الشبكة في حالة الثبات (Steady State Analysis)» للتأكد من توازن الشبكة من حيث الإنتاج والاستهلاك، وعلى «تحليل الشبكة في حالة التغير (Transient Analysis)» الذي يمثل وضع التشغيل الفعلى خلال ساعات اليوم وساعات الذروة، ويتم تصميم الخطوط الجديدة والأقطار والأحمال والضغوط الخاصة بها بناءً على ذلك. ويقوم النظام ب:
  - تحليل أحمال الشبكة على مدار اليوم، وتحديد اتجاهات سريان الغاز في كل الخطوط لوضع صورة مسبقة أمام مسئولى غرفة التحكم لتحديد أسلوب التشغيل لوصول الغاز بالكميات والضغوط المطلوبة لكل المستهلكين في كل الأوقات - خاصة وقت الذروة -، وللحفاظ على تشغيل الشبكة بالكفاءة المطلوبة.
  - استخدام أسلوب «المحاكاة (Simulation)» بافتراض ظروف الطوارئ المفاجئة مثل: توقف أحد الآبار أو حدوث كسر في أحد الخطوط أو خروج أحد كبار المستهلكين، لتحديد الأسلوب الأمثل للتشغيل تحت تلك الظروف طبقاً لأولويات تغذية المستهلكين.
  - إعداد الخطط القصيرة الأجل، والمتوسطة وطويلة الأجل للتوسعات المطلوبة في الشبكة لمواكبة الزيادة المستقبلية في إنتاج الغاز بإنشاء خطوط ربط جديدة.
- أنظمة صيانة وتطوير الشبكات (Gas Grid Upgrading ،Maintenance And Development Systems):

و التي تعمل لتطوير محطات تخفيض وقياس الضغط بتحديث أجهزتها وإضافة مكونات لربط المحطات بمركز التحكم القومى لتأمين التشغيل، وتجهيز محابس القطع للربط بنظام الاسكادا في عدة مواقع لنقل حالة المحابس لمركز التحكم، وكذلك نقل الضغوط قبل وبعد المحابس.
ويتم أيضاً فحص الخطوط ورسم خرائط مسارها، حيث يتم من خلال هذا النظام إجراء فحص كامل لمكونات الخطوط وتكوين قاعدة بيانات وربطها بنظام التحكم من خلال «بيانات نظام المعلومات الجغرافي (Geographical Information System GIS)»، كما يتم توقيع مسارات الخطوط باستخدام نظام التموضع العالمي (Global Positioning System GPS)».
- مشروعات التوسع في الشبكة القومية للغاز:

يقوم نظام دراسات وتحليل الشبكات بتحديد مسارات وأقطار الخطوط الجديدة المطلوب تنفيذها لمواكبة التوسعات في الشبكة، ويتم مراجعة التصميمات والبدائل المختلفة بأحدث الطرق التقنية وبرامج الحاسب الآلى من أجل الوصول للتصميم الأمثل وتحديد سمك وقطر الخطوط بأقل التكاليف وتحديد وتصنيف المناطق التي تمر فيها الخطوط.

#### حقول الغاز الطبيعي في مصر
| اسم الحقل                            | منطقة الامتياز          | الشركاء الأجانب                                                                     | الشركة المشتركة                | تاريخ الاكتشاف | المساحة           | الحد الأقصى للإنتاج اليومي | الاحتياطيات          |
| ------------------------------------ | ----------------------- | ----------------------------------------------------------------------------------- | ------------------------------ | -------------- | ----------------- | -------------------------- | -------------------- |
| حقل ظهر                              | شروق، بورسعيد           | "أيوك" التابعة لشركة إيني الإيطالية روسنفت الروسية بريتش بترليوم (بي بي) البريطانية | بتروشروق                       | أغسطس 2015     | 100 كيلو متر مربع | 2.7 مليار قدم مكعب         | 30 تريليون قدم مكعب  |
| حقل نورس                             | شمال شرق الدلتا         | "أيوك" التابعة لشركة إيني الإيطالية                                                 |                                | يوليو 2015     |                   | 1.1 مليار قدم مكعب         | 2 تريليون قدم مكعب   |
| حقل آتول                             | شمال دمياط البحرية      | بريتش بترليوم (بي بي) البريطانية                                                    | شركة شمال دمياط للبترول        | مارس 2015      |                   | 300 مليون قدم مكعب         | 1.5 تريليون قدم مكعب |
| حقول «تورس وليبرا وفيوم وجيزة وريفن» | شمال الإسكندرية         | بريتش بترليوم (بي بي) البريطانية                                                    | الشركة الفرعونية للبترول       | 2017           |                   | 1250 مليون قدم مكعب        | 5 تريليون قدم مكعب   |
| القطامية الضحلة                      | جنوب غرب حقل سلامات     |                                                                                     | بريتش بتروليوم مصر "بى بى مصر" | مارس2017       |                   | 50 مليون قدم مكعب          | 90 مليار قدم مكعب    |
| حقل نرجس                             | شمال شبه جزيرة سيناء    | "أيوك" التابعة لشركة إيني الإيطالية، شركة شيفرون                                    | ثروة المصرية للبترول           | يناير 2023     | 1800 كيلومتر مربع | 6.8 مليار قدم مكعب         | 3.5 تريليون قدم مكعب |
| حقل شروق                             | شمال ساحل البحر المتوسط | شركة إيني الإيطالية                                                                 | إيجاس                          |                | 100 كيلومتر مربع  | 3 مليار قدم مكعب           | 30 تريليون قدم مكعب  |
| حقل نور                              | شمال شبه جزيرة سيناء    | شركة إيني الإيطالية                                                                 | إيجاس                          |                | 100 كيلومتر مربع  | 2.7 مليار قدم مكعب         | [ 39 ]               |

### الزيت الخام

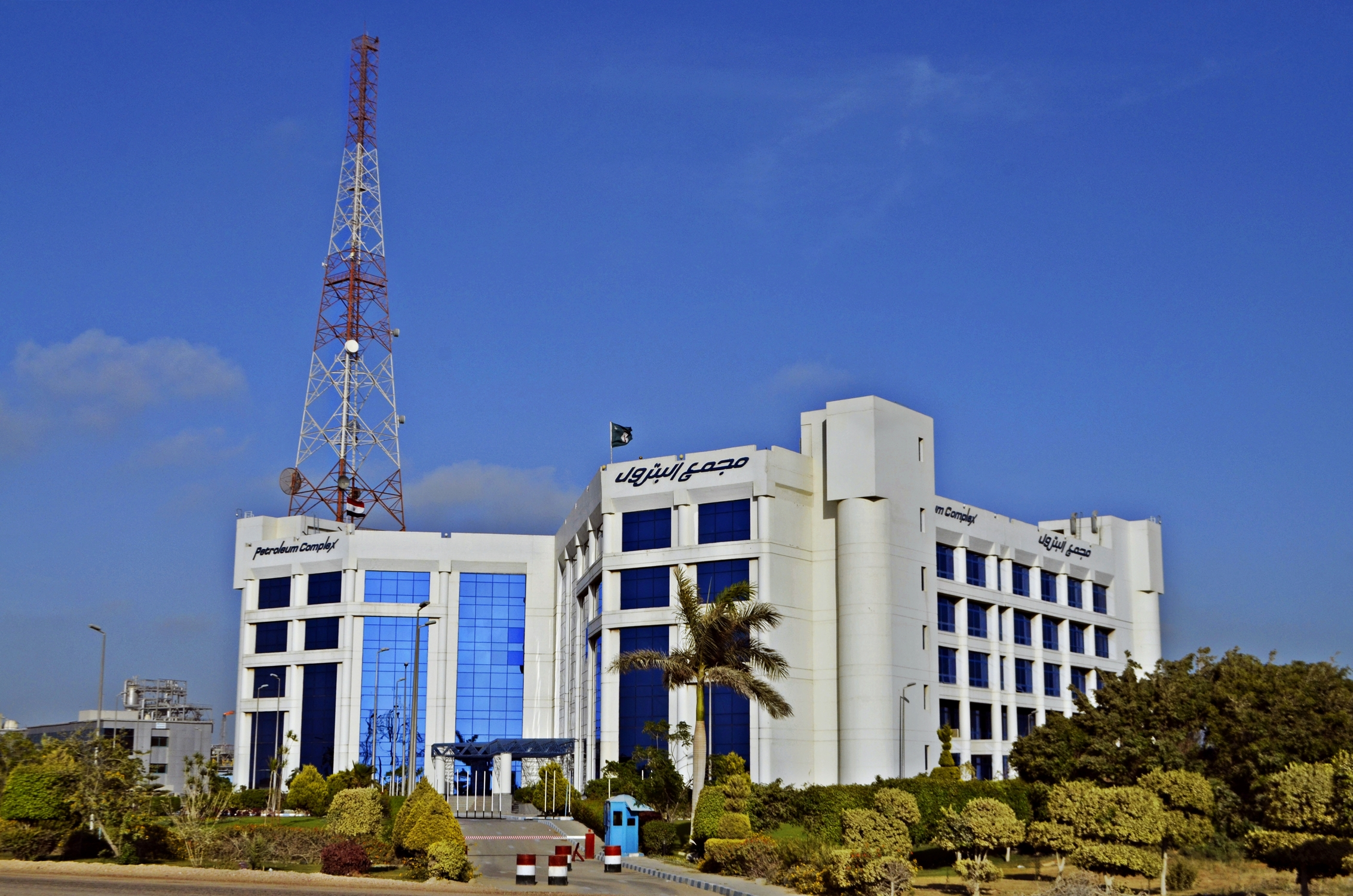
مجمع البترول بالإسكندرية.

وفقًا لمراجعة بي بي (BP) الإحصائية لعام 2012، بلغت احتياطيات مصر المؤكدة من النفط الخام نحو 4٫3 مليار برميل في نهاية عام 2011، وهو ما يمثل 0٫3٪ من معروض النفط العالمي.[1] ويبلغ متوسط الإنتاج 710٬000 برميل يوميًا، منها حوالي 560٬000 برميل من النفط الخام بما في ذلك المكثفات وسوائل الغاز الطبيعي الباقية. وتعد مصر أكبر الدول المنتجة للنفط في أفريقيا من دون الأعضاء في منظمة أوبك.
بعد ذروة إنتاجها للنفط في التسعينيات من القرن الماضي، بأكثر من 900٬000 برميل يوميًا، نضجت حقول النفط الرئيسية في مصر بشكل كبير، ودأب حجم الإنتاج على الانخفاض حتى عام 2007،[3] عندما أدى التنقيب إلى إنتاجات جديدة من الحقول الصغيرة، وساعدت تقنيات الاستخراج المحسنة للنفط (EOR) في تراجع انخفاض إنتاج الحقول القديمة.[4] ومع ذلك، بينما شهد إنتاج النفط ارتفاع طفيف في نهاية العقد الأول من الألفينيآت، ازداد الاستهلاك المحلي بسرعة كبيرة بحيث أصبحت مصر مستوردًا للنفط لتجاوز الاستهلاك الإنتاج المحلي.
تقع الاحتياطيات النفطية في مصر أساسا في خليج السويس ودلتا النيل والصحراء الشرقية، ومعظم الاكتشافات الجديدة تقع بحريًا في البحر الأبيض المتوسط أو بريًا في الصحراء الغربية، والتي قد تضاعف إنتاج النفط بها منذ عام 2000، وهي تشكل الآن نحو 30٪ من إجمالي إنتاج النفط المصري.

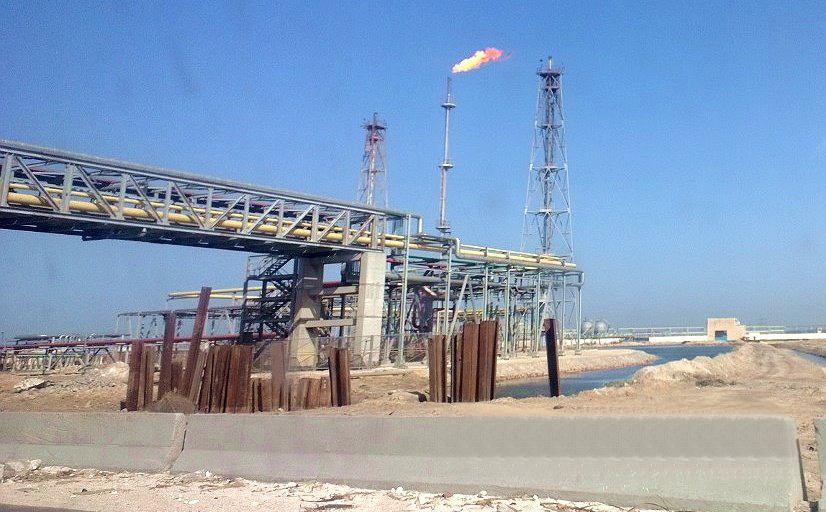
تكرير النفط في الإسكندرية

وتعتبر مصر منتِجًا هامًا لمصادر الطاقة غير التابعة لمنظمة الدول المصدرة للنفط (OPEC). ولديها سادس أكبر احتياطيات نفطية مؤكدة في أفريقيا. وأكثر من نصف هذه الاحتياطيات احتياطيات بحرية وعلى الرغم من أن مصر ليست عضوًا في منظمة الدول المصدرة للنفط (OPEC) فإنها عضو في منظمة البلدان المصدرة للنفط.
تم العثور على كميات تجارية من النفط لأول مرة في عام 1908 وتم العثور على مزيد من البترول في أواخر 1930s على طول خليج السويس وفي وقت لاحق تم اكتشاف حقول نفطية كبيرة في شبه جزيرة سيناء وخليج السويس والصحراء الغربية والصحراء الشرقية. وقد أعيدت حقول النفط في أبو رديس ورأس سدر في سيناء التي استولت عليها إسرائيل في عام 1967 إلى السيطرة المصرية في نوفمبر 1975 وعادت حقول النفط المتبقية في سيناء إلى السيطرة المصرية بحلول نهاية أبريل 1982. واعتبارًا من عام 2005 قدرت احتياطيات النفط بنحو 3.7 مليار برميل (590 × 106 م 3) منها 2.9 مليار برميل (460 × 106 م 3) كان من النفط الخام و 0.8 مليار برميل (130 × 106 م 3) من سوائل الغاز الطبيعي. وكان إنتاج النفط في عام 2005 هو 696,000 برميل يوميًا (110,700 م 3 / د) بانخفاض من 922,000 برميل يوميًا (146,600 م 3 / د) في عام 1996 منها النفط الخام 554,000 برميل يوميًا (88,100 م 3 / د).
يأتي ما يقرب من 50٪ من إنتاج مصر من النفط من خليج السويس، مع الصحراء الغربية والصحراء الشرقية وشبه جزيرة سيناء كمناطق إنتاج رئيسية أخرى في البلاد. وقُدِّر الاستهلاك المحلي بحوالي 564,000 برميل يوميًا (89700 م 3 / د) في عام 2004. وقدرت الصادرات الصافية من النفط في نفس العام بنحو 134,000 برميل يوميًا (21300 م 3 / يوم). وتعتبر قناة السويس وخط أنابيب سوميد الذي يبلغ طوله 322 كيلومترًا (200 ميل) من خليج السويس إلى البحر الأبيض المتوسط طريقين للنفط من الخليج العربي مما يجعل مصر نقطة اهتمام إستراتيجية في أسواق الطاقة العالمية. وعلى الرغم من أن هيئة قناة السويس قد عمدت إلى تعميق القناة بحيث تستوعب أكبر ناقلات البضائع السائبة فقد تم تعميق القناة لمسافة 20 مترًا أخرى (66 قدمًا) في عام 2006 لاستيعاب ناقلات النفط الخام الكبيرة جدًا.
اعتبارًا من عام 2005 تقوم مصر بتشغيل تسع مصافي قادرة على معالجة النفط الخام بمعدل يقدر ب 726,250 برميل يوميًا (115,465 م 3 / د). وأكبر مصفاة هي منشأة النصر الواقعة في السويس. وهي قادرة على معالجة 146,300 برميل يوميًا (23,260 متر مكعب / يوم). الشركة الوطنية للنفط هي الهيئة المصرية العامة للبترول.

#### شركات إنتاج النفط والغاز الطبيعي
| شركة الإنتاج                         | مناطق الإمتياز | الشريك                                                                       | التشريعات المنظمة | ملاحظات |
| ------------------------------------ | -------------- | ---------------------------------------------------------------------------- | ----------------- | --- |
| جابكو «بترول خليج السويس»            |                | دراجون أويل                                                                  |                   | |
| بتروبل «بترول بلاعيم»                |                | إني من خلال شركتها التابعة إيوك                                              |                   | تقوم على إدارة: - بتروحماد - بتروشروق - بتروثقة - بتروبردويل - بتروتمساح - بتروسعيد - بتروفيروز - نيدوكو - بترودلتا - ميدجاس |
| خالدة للبترول                        |                | أباتشي                                                                       |                   | |
| العامة للبترول                       |                | لا يوجد                                                                      |                   | |
| بابيتكو «بدر الدين للبترول»          |                | كايرون                                                                       |                   | |
| عجيبة للبترول                        |                | - إني من خلال شركتها التابعة إيوك - لوك أويل                                 |                   | |
| مارينا للبترول                       |                | الوطنية للبترول                                                              |                   | |
| العلمين للبترول                      |                | ثروة للبترول                                                                 |                   | |
| بتروسيله                             |                | آي بي آر                                                                     |                   | تقوم على إدارة: - بترو بني سويف                                                                                              |
| أبوقير للبترول                       |                | إنرجين                                                                       |                   | تقوم على إدارة: - بتروعامرية - شمال إدكو للبترول                                                                             |
| بتروسنان                             |                |                                                                              |                   | |
| بتروسلام                             |                |                                                                              |                   | |
| سوكو «السويس للزيت»                  |                |                                                                              |                   | |
| جمبيتكو «جمسة للبترول»               |                | كايرون                                                                       |                   | تقوم على إدارة: - زافكو «الزعفرانة للبترول»                                                                                  |
| بورابيتكو «برج العرب للبترول»        |                | مجموعة الطاقة المتحدة من خلال شركتها التابعة كويت إنرجي إيجيبت ليمتد         |                   | |
| أوابكو «الواحة للبترول»              |                |                                                                              |                   | |
| أمابيتكو «أمل للبترول»               |                | كايرون                                                                       |                   | تقوم على إدارة: - بتروويب «غرب البرلس للبترول»                                                                               |
| بتروبكر                              |                | فالكو للطاقة من خلال شركتها التابعة ترانس جلوب إنرجي                         |                   | سابقاً: - بترودارا «دارا للبترول» - شمال غرب غارب للبترول - غرب بكر للبترول                                                   |
| نوربيتكو «شمال البحرية للبترول»      |                | كايرون                                                                       |                   | |
| ويبكو «بترول الصحراء الغربية»        |                |                                                                              |                   | |
| بتروشهد                              |                | إيناب سيبترول                                                                |                   | |
| مجابيتكو «مجاويش للبترول»            |                | ترايدنت                                                                      |                   | |
| أوسوكو «شقير البحرية للزيت»          |                |                                                                              |                   | تقوم على إدارة: - المنصورة للبترول                                                                                           |
| بتروفرح                              |                | مجموعة الطاقة المتحدة من خلال شركتها التابعة أبكس إنترناشيونال إنرجي هولدنجز |                   | |
| بتروجلف مصر                          |                | كايرون                                                                       |                   | تقوم على إدارة: - سروكو «جنوب رمضان للبترول»                                                                                 |
| واسكو «الوسطاني للبترول»             |                | دانة غاز                                                                     |                   | |
| راشبتكو «رشيد للبترول» والبرلس للغاز |                | - شل - بتروناس                                                               |                   | |
| بترودسوق «دسوق للبترول»              |                | هاربور إنرجي                                                                 |                   | |
| بتروزنيمة «شمال أبوزنيمة للبترول»    |                | الوطنية للبترول                                                              |                   | تقوم على إدارة: - بتروملك |
| بترونفرتيتي                          |                | دانا للبترول                                                                 |                   | «زيتكو سابقاً» |
| واسبتكو «وادي السهل للبترول»         |                |                                                                              |                   | |
| بتروأمير                             |                | نورث بتروليوم إنترناشيونال                                                   |                   | تقوم على إدارة: - بتروصفوة                                                                                                   |
| اشبيتكو «عش الملاحة للبترول»         |                | - لوك أويل - ثروة للبترول                                                    |                   | تقوم على إدارة: - بتروملاحة                                                                                                  |
| دابتكو «جنوب الضبعة للبترول»         |                |                                                                              |                   | |
| فانبتكو «الفنار للبترول»             |                |                                                                              |                   | |
| الفرعونية للبترول                    |                | - إني من خلال شركتها التابعة إيوك - بي بي مصر - شل                           |                   | تقوم على إدارة: - بترودمياط «شمال دمياط للبترول»                                                                             |
| نوسبكو «شمال سيناء للبترول»          |                |                                                                              |                   | |
| كوبكو «كوم أمبو للبترول»             |                |                                                                              |                   | |

### الصخر الزيتي
ويقدر أن منطقة سفاجا القصير في الصحراء الشرقية لديها احتياطيات تعادل حوالي 4.5 مليون برميل (720 × 103 م 3) من زيت الصخر الزيتي في مكان العمل ويقدر أن منطقة أبو طرطور في الصحراء الغربية تبلغ نحو 1.2 مليون برميل (190 × 103 م 3) من الزيت الصخري في المكان. و 1000 إلى 2000 قدم سميكة وغنية عضويا والمحتوى العضوي الكلي حوالي 4٪ وتشكيل الخطاطبة  في الصحراء الغربية هو مصدر الصخور للآبار هناك وهو مصدر محتمل للزيت الصخري والغاز الصخري. وتعتبر شركة أباتشي التي تستخدم أصولا كبيرة تم الحصول عليها في عام 2010 من شركة BP بعد كارثة أفق المياه العميقة والمشغل الرئيسي في الصحراء الغربية  في كثير من الأحيان في مشاريع مشتركة مع الهيئة المصرية العامة للبترول مثل شركة بترول خالدة وشركة قارون للبترول وفي عام 1996 اندمجت أباتشي مع شركة فينيكس للموارد التي جعلت اكتشاف قارون في عام 1994 وتولى عمليات امتياز قارون في مصر. وقد وضعت أباتشي حوالي 18٪ من 10 ملايين فدان تسيطر عليها في عام 2012 تشغيل درجة من الحفارات. حفر حوالي 200 آبار التنمية والحقن؛ وحوالي 50 بئرا استكشافية وبنسبة نجاح تبلغ نحو 55٪. وتضمنت خطط عام 2013 استثمارا يقدر بنحو بليون دولار في مجال التنمية والاستكشاف  في 29 أغسطس 2013 أعلنت أباتشي بيع حصة 1/3 من أصولها المصرية ل سينوبك بـ 3.1 مليار $ اعتبارا من 1 يناير 2014؛ سوف تستمر أباتشي لتكون المشغل.
تم اكتشاف موارد الصخر الزيتي في منطقة سفاجا القصير في الصحراء الشرقية في الأربعينات ويمكن استخراج الصخر الزيتي في منطقة البحر الأحمر من خلال التعدين تحت الأرض في أبو طرطور ويمكن استخراج الصخر الزيتي كمنتج ثانوي أثناء التعدين للفوسفات ومن المتوقع أن يكون النفط الصخري في مصر وقود محتمل لتوليد الطاقة.

### الفحم الحجري المستورد
شرعت حكومتين في استيراد الفحم لحل أسوأ أزمة كهرباء منذ عقود وفي سياق حديث عن استيراد الغاز من إسرائيل.

## الطاقة النووية
بدأ البرنامج النووي المصري كمشروع في نفس الوقت الذي بدأت فيه الهند مشروعها النووي، وكان المشروعان المصري والهندي بمثابة توأمين ترعاهما علاقة وثيقة ربطت بين جمال عبد الناصر ونهرو.
بدأ برنامج الطاقة النووية المصري في عام 1954، هناك تم إنشاء أول مفاعل نووي للأبحاث حمل اسم مفاعل البحث والتدريب التجريبي-1 (ETRR-1) والذي تم الحصول عليه من الاتحاد السوفيتي. في عام 1958 أعلن جمال عبد الناصر عن افتتاح المفاعل في أنشاص الرمل على مقربة من دلتا النيل.
في عام 1955 تم تشكيل «لجنة الطاقة الذرية» برئاسة الرئيس جمال عبد الناصر، وفي يوليو من العام التالي تم توقيع عقد الإتفاق الثنائي بين مصر والإتحاد السوفييتي بشأن التعاون في شئون الطاقة الذرية وتطبيقاتها. وفي سبتمبر عام 1956 وقعت مصر عقد المفاعل النووى البحثي الأول مع الاتحاد السوفيتي بقدرة 2 ميجاوات (أُطلق عليه اسم مفاعل أنشاص). وتقرر في العام التالي تحويل «لجنة الطاقة الذرية» إلى «مؤسسة الطاقة الذرية». ودخل مفاعل أنشاص العمل في سنة 1961، وهذا المفاعل كما يقول المهندس عصمت زين الدين لم يكن يرقى إلى مستوى أي مفاعل نووي في أي مشروع نووي حقيقي.
في عام 1964 كان من المقرر أن يُنتج المفاعل 150 ميغاواط ثم سيصل إلى 600 ميغاواط بحلول عام 1974. تأسست في عام 1976 محطات طاقة نووية بسيطة ثم تأسس مفاعل نووي مهم في عام 1983 بمدينة الضبعة على ساحل البحر الأبيض المتوسط. تم رفض البرنامج النووي لمصر بعد هزيمتها على يد إسرائيل في حرب الأيام الستة في عام 1967 وبسبب ضعف الاقتصاد المصري كذلك.
في عام 1968 وقعت مصر على معاهدة الحد من انتشار الأسلحة النووية لكنها أجلت التصديق عليها بعدما عثرت على أدلة تُؤكد على أن إسرائيل قامت بتطوير برنامج للأسلحة النووية. وبالتالي فقدت مصر الكثير من الخبراء والعلماء الذين اضطروا إلى السفر إلى الخارج بحثًا عن فرص العمل. بعضهم انضم للعمل في برنامج العراق النووي وآخرون هاجروا باتجاه كندا. جمدت مصر كل ما يتعلق بمخططاتها النووية بعد كارثة تشيرنوبيل.
في عام 1992 حصلت مصر على 22 ميغاواط متعددة الأغراض من المفاعل البحثي ETRR-2 القادم من الأرجنتين.
في عام 2006 أعلنت مصر أنها سوف تُجدد برنامج الطاقة النووية في غضون 10 سنوات من أجل الحصول على 1000 ميغاواط من محطة للطاقة النووية في مدينة الضبعة فقط. قُدرت تكلفة ذلك المفاعل بـ 1.5 مليار دولار وقد شيد بمشاركة مستثمرين أجانب. في آذار/مارس 2008 وقعت مصر مع روسيا اتفاقًا بشأن الاستخدامات السلمية للطاقة النووية.
اعتبارًا من 2012 وبعد سنوات من توقف جهود مصر في تشغيل الطاقة النووية، ظهرت طموحات من جديد للساسة في المحروسة. استُهدف المفاعل في الضبعة من قبل المتظاهرين الذين كانوا يزعمون أن الأرض التي اتخذتها الحكومة من أجل المحطة النووية هي أرض خاطئة. نتيجة تلك الاحتجاجات أُغلق الموقع. لم تقدم حكومة مرسي أي بيانات عن خططها وفيما إذا كانت ستُغير الموقع أم لا.
انسحبت مصر من المحادثات حول معاهدة الحد من انتشار الأسلحة النووية في جنيف في 29 نيسان/أبريل 2013 ولكنها بقيت مصدقة على المعاهدة.
أعلن الرئيس عدلي منصور في 7 تشرين الثاني/نوفمبر من عام 2013 أن مصر سَتُعيد تشغيل برنامجها النووي في الضبعة، حيث توصلت لاتفاق مع السكان يقضي ببناء مفاعل نووي هناك دون وجود خطر عليهم. اعتبر وزير الكهرباء المصري أحمد إمام هذه الخطوة بالخطوة للمهمة ووصفها «بالضرورية» باعتبار أن مصر تتوفر على كمية صغيرة من مصادر الطاقة المتجددة وليس لديها ما يكفي من الوقود.
في تشرين الثاني/نوفمبر 2015 وقَّعت مصر على اتفاقات مبدئية مع الشركة النووية الروسية روساتوم من أجل بناء مفاعل القدرة المائي-المائي (VVER) في الضبعة على أن تبدأ أعمال البناء في عام 2024، ولا زالت المناقشات مستمرة للحصول على الموافقة النهائية.

### النشاط النووي غير المعلن
في أواخر عام 2004 بدأت الوكالة الدولية للطاقة الذرية (IAEA) تحقيقًا في مصر بخصوص قيام الدولة بتجارب نووية لم يُكشف عنها. استنتج خبراء التحقيق أن مصر قامت بعدة تجارب باستعمال مواد نووية كما قامت بمحاولات لاستخراج اليورانيوم وتشبيعه ثم استعمال دورة الوقود النووي. زار فريق الأبحاث بعض المنشئات ومراكز البحوث النووية في أنشاص الرمل من 9 إلى 13 تشرين الأول/أكتوبر 2004.
في 14 شباط/فبراير 2005 أرسل مدير الوكالة الدولية للطاقة الذرية محمد البرادعي تقريرا إلى مجلس المحافظين يُؤكد فيه عثور خبراء التحقيق على «إخفاء مصر لبعض تجاربها النووية التي أخفقت فيها».
بررت مصر تلك التقارير الصادرة من الوكالة الذرية بتقديم «تفسيرات مختلفة» ثم أكدت على تقديمها كل الضمانات والالتزامات اللازمة مؤكدة في الوقت نفسه أن البلاد ستستعمل الطاقة النووية «لأغراض سلمية». وبناءً على ذلك اتخدت مصر مجموعة من الإجراءات التصحيحية وحافظت على التعاون الكامل مع الوكالة حتى وصلت هذه الأخيرة في نهاية المطاف إلى استنتاج يُؤكد عدم وجود تناقض بين ما عثرت عليه الوكالة وما كشفته الحكومة المصرية بخصوص عدم قيامها باستخراج البلوتونيوم أو تخصيب اليورانيوم.

### تجارب تحويل اليورانيوم
ما بين كانون الأول/ديسمبر 2004 ويناير/كانون الثاني 2005 قامت الوكالة الدولية للطاقة الذرية بعمليات تفتيش داخل مصر فوجدت أن الحكومة المصرية لم تعلن عن الكثير من الأشياء فيما يتعلق بالطاقة النووية في تقريرها الأولي الصادر عام 1982. وجدت الوكالة أن مصر تتوفر على 67 كجم من رباعي فلوريد اليورانيوم وعلى 3 كجم من معدن اليورانيوم المُنتَج محليا بالإضافة إلى بعض المركبات من الثوريوم وكميات صغيرة من ثنائي أكسيد اليورانيوم وثالث أكسيد اليورانيوم مُخزنة في الطابق السفلي لمبنى سري. ذكرت مصر حينها أنها استوردت مواد نووية من أجل تحويل اليورانيوم وذلك قبل دخول اتفاق الضمانات حيز التنفيذ.
أخطرت مصر الوكالة أنها تتوفر على مواد نووية ستستعملها في مشروع لاسترداد خام اليورانيوم مع التركيز على نشاط حمض الفوسفوريك لكنها فشلت في فصل اليورانيوم.

### تجارب تشعيع اليورانيوم والثوريوم
في كانون الأول/ديسمبر 2004 وخلال تحقيق الوكالة الذرية اعترفت مصر أنها أجرت 12 تجربة لتشعيع اليورانيوم والثوريوم حيث أكدت استخدام ما مجموعه 1.15 غرام من مركبات اليورانيوم الطبيعي بالإضافة إلى 9 عينات من الثوريوم، كل هذا تم في مفاعل البحث والتدريب التجريبي-1 بين 1999 و2003. اعترفت مصر أيضًا -في وقت لاحق بقيامها بأربع تجارب لنفس الغرض وذلك باستخدام مجموعه 0.24 غرام من مركبات اليورانيوم الطبيعي والمشع في مفاعل البحث والتدريب التجريبي-2. انطوت هذه التجارب على تشعيع كميات صغيرة من اليورانيوم الطبيعي في المفاعل لاختبار إنتاج نظائر الانشطار المنتج وذلك لأغراض طبية بحثة. تم حل المركبات المشعة في ثلاثة مختبرات للكيمياء النووية كما تم محاولة فصل البلوتونيوم واليورانيوم-233 خلال نفس التجارب. أعلنت مصر أيضًا عن تجارب مماثلة أجريت بين عامي 1982 و1988 وذلك قبل دخول اتفاق الضمانات حيز النفاذ.

### احتياطيات اليورانيوم
يمكن تقسيم الخامات التي يمكن استخلاص اليورانيوم منها إلى قسمين رئيسيين. القسم الأول منها هو الخامات والمصادر التقليدية ويُقصد بها الخامات التي تعالج أساسًا لاستخلاص عنصر اليورانيوم، وهذه الخامات تحتوي على واحد أو أكثر من معادن اليورانيوم الأولية كالبتشلند أو الثانوية كاليورانوفان ولاتقل نسبة اليورانيوم فيها عن 1000 جزء في المليون. أما القسم الثاني فهو الخامات أو المصادر غير التقليدية، ويُقصد بها الخامات التي تحتوي على نسبة ضعيفة من اليورانيوم والتي تُستخدم أساسًا لإنتاج مواد أو عناصر أخرى غير اليورانيوم ولكن يمكن من خلال خطوات خاصة إنتاج اليورانيوم منها كمنتج ثانوي، وقد قامت الوكالة الدولية للطاقة الذرية ووكالة الطاقة النووية بتقسيم احتياطيات اليورانيوم إلى مراتب حسب درجة التأكد من تقدير كمياتها وهي:
- الاحتياطيات المؤكدة بشكل معقول (RAR)،
- الاحتياطيات الإضافية المقدرة من المرتبة الأولى (EAR-I)،
- الاحتياطيات الإضافية المقدرة من المرتبة الثانية (EAR-II)،
- الاحتياطيات المخمنة (SR)، ومن هنا يتم تقييم مصادر مصر التقليدية وغير التقليدية من اليورانيوم على ضوء هذه التقسيمات.[73]

### الموارد التقليدية
بدأ المسح الجوي الإشعاعي للبحث عن الخامات المشعة في مصر عام 1958م بالتعاون بين قسم الجيولوجيا والخامات الذرية بهيئة الطاقة الذرية(أصبح حاليًا هيئة المواد النووية) والقوات الجوية. واعتبارًا من عام 1965 استخدم أيضًا المسح المغناطيسي الجوي الذي يمكن عن طريقه تحديد التراكيب الجيولوجية المختلفة بما في ذلك رواسب خامات اليورانيوم. وقد أسفرت نتائج المسح الإشعاعي والمغناطيسي الجوي عن تحديد العديد من الشاذات الإشعاعية Radiometric Anomalies التي يحتمل تواجد رواسب لمعدن اليورانيوم بها بصورة اقتصادية. وتقع أهم المواقع المشعة وتمعدنات اليورانيوم في الصحراء الشرقية والصحراء الغربية وسيناء. ومن أهم هذه المواقع:

#### الصحراء الشرقية
تعتبر الصحراء الشرقية من أهم المناطق والتي تُعتبر هدفًا أساسيًا للبحث والتنقيب عن المواد النووية لتواجد نوعيات مختلفة بها من الصخور والتراكيب الجيولوجية التي تحتوي على تمعدنات للمواد النووية وخاصة اليورانيوم، وفيما يلي استعراض لأهم المناطق المشعة.

##### جبل قطار
اكتشفت تمعدنات اليورانيوم بجبل قطار خلال عام 1984/1985 وتظهر تمعدنات اليورانيوم على شكل معادن ثانوية تملأ بعض الشقوق والفواصل والصدوع في الصخوار الجرانيتية وقد أثبتت نتائج التحاليل الكيميائية والإشعاعية والمعدنية أن منطقة جبل قطا تعتبر أهم المواقع في الصحراء الشرقية، وتبلغ كمية اليورانيوم في بعض عينات الصخور الجرانيتية إلى حوالي 1400 جزء في المليون.
وفي خلال الفترة بين 1990-1997 تم حفر 735 متر في منجم استكشافي و600 متر خنادق سطحية لتتبع واستكشاف تمعدنات اليورانيوم في الكتلة الجرانيتية 

##### المسيكات-العرضية
وتقع جنوب طريق قنا-سفاجا وقد تم اكتشافها عن طريق المسح الإشعاعي الجوي عام 1971م والدراسات الحقلية عام 1976. وتوجد تمعدنات اليورانيوم في الجزء الشمالي من جبل المسيكات على صورة معادن ثانوية تملأ الشقوق، والفواصل الموجودة في عروق السيليكا وقد وصلت نسبة اليورانيوم في بعض العينات المجمعة من منطقة التمعدنات في المنجم الإستكشافي بموقع المسيكات إلى حوالي 2400 جزء في المليون. اما في منطقة العرضية فتوجد تمعدنات اليورانيوم في صخور الجرانيت على هيئة عروق كما يوجد اليورانيوم على السطح في صورة معادن ثانوية في عروق المرو. وقد وصلت نسبة اليورانيوم في بعض عينات الجرانيت السطحية من منطقة التمعدنات في موقع العرضية إلى حوالي 3100 جزء في المليون. وفي خلال الفترة 1990-1997 تم عمل 4950 متر مناجم استكشافية وحفر ميكانيكي طولها 1243 لتقييم الاحتياطيات المتوافرة في العروق الحاملة لليورانيوم في منطقة المسيكات والعرضية.

##### جبل أم آرا
تقع هذه المنطقة على بعد 180 كم جنوب شرق أسوان وقد اُكتشفت عام 1971 عن طريق المسح الإشعاعي الجوي وتم تحقيقها حقلياً في عام 1972. وتوجد تمعدنات اليورانيوم في صورة معادن ثانوية في الجزء الشمالي من المنطقة بين حبيبات الصخور الجراتينية كما أنها توجد أيضاً على شكل عروق تملأ الفواصل والصدوع وكذلك في صورة حزام يمتد من الشرق إلى الغرب في منتصف الجبل. وتظهر التحاليل التي أُجريت على بعض العينات المأخوذة من منطقة أم آرا أنها غنية باليورانيوم والثوريوم حيث كمية اليورانيوم تتراوح من 69 إلى 1354 جزء في المليون، بينما نسبة الثوريوم تتراوح من 29 إلى 402 جزء في المليون. وفي خلال الفترة 1990-1997 تم عمل 2500 متر خنادق سطحية، و240 متر حفر ميكانيكي وجاري الحفر على مسافات متقاربة لتقييم رواسب اليورانيوم الموجودة في الشقوق والصدوع.

#### الصحراء الغربية
اكتشفت في الواحات البحرية بعض تمعدنات اليورانيوم في جبل الهفهوف على طرق البحرية-الفرافرة بواسطة المسح الإشعاعي الجوي وتم تحقيقه على الأرض في عام 1978. كما تم اكتشاف بعض الرسوبيات التي تحتوي على نسبة من اليورانيوم أقصاها 100 جزء في المليون في واحة سترا، جنوب غرب منخفض القطارة في شمال الصحراء الغربية. إلا أن الصحراء الغربية من المناطق التي لم يُثبت بها حتى الآن احتمالات وجود رواسب كبيرة من تمعدنات اليورانيوم.

#### سيناء
في أثناء الستينات، أدى المسح الإشعاعي الجوي إلى اكتشاف بعض الشاذات الإشعاعية في منطقة وسط غرب سيناء إلا أن الأنشطة الاستكشافية توقفت في أعقاب احتلال سيناء عام 1967 وحتى عام 1984. ويمكن تقسيم المواقع التي سجلت بها تركيزات عالية إلى منطقتين هما أم بجمة، وسانت كاترين. تقع منطقة أم بجمة في وسط غرب سيناء وتعتبر من المناطق ذات الأهمية الخاصة من حيث وجود تمعدنات اليورانيوم والثوريوم خاصة موقعي علوجة وأبو ثور. وتختلف نسب اليورانيوم والثوريوم في في عينة من منطقة العلوجة إلى 5083 جزء في المليون بينما نسبة الثوريوم في نفس العينة تصل إلى 288 جزء في المليون. أما منطقة سانت كاترين فتعتبر أقل أهمية من ناحية المواد النووية عند مقارنتها بمنطقة أم بجمة. وحتى الآن لم يتم تقييم الاحتياطي في سيناء بطريقة دقيقة مع فصل الطبقات التي يسود فيها عنصر اليورانيوم والطبقات التي يسود فيها عنصر الثوريوم والطبقات التي يسود فيها الاثنان معاً.

### الموارد غير التقليدية
هناك بعض الخامات الاقتصادية التي تحتوي على نسبة قليلة من اليورانيوم بجانب عنصر آخر (أو أكثر) والتي تستغل أساساً لتصنيع هذا العنصر الآخر. ولكن يمكن بإضافة إحدى العمليات إلى عملية التصنيع الرئيسية استخلاص اليورانيوم كمنتج ثانوي بجانب المنتج الرئيسي. وتمثل خامات الفوسفات والرمال السوداء أهم هذه المصادر على الإطلاق. وسوف نستعرض فيما يلي بإيجاز آفاق استخراج اليورانيوم كمنتج ثانوي من هذين المصدرين في مصر.

#### استخراج اليورانيوم من الفوسفات
توجد خامات الفوسفات ذات الأهمية الاقتصادية في مصر في نطاق حزام فسيح يمتد من البحر الأحمر شرقاً إلى الواحات الداخلة غرباً. وتُعتبر مصر من الدول ذات الموارد غير المحدودة من خامات الفوسفات المنخفضة الجودة والتي تحتاج إلى عمليات تجهيز وتركيز لرفع جودتها لتتناسب مع متطلبات صناعة الأسمدة محلياً أو متطلبات الأسواق الخارجية للتصدير. ويمكن تقسيم مواقع خامات الفوسفات إلى ثلاث مناطق رئيسية هي:

##### البحر الأحمر
وتُقدر الاحتياطيات التعدينية المؤكدة به بحوالي 30 مليون طن، والاحتياطيات الجيولوجية بحوالي 60 مليون طن.

##### وادي النيل
وتُقدر الاحتياطيات التعدينية المؤكدة به بحوالي 70 مليون طن، والاحتياطيات الجيولوجية بحوالي 350 مليون طن.

##### الوادي الجديد (أبو طرطور)
وتُقدر الاحتياطيات التعدينية المؤكدة به بحوالي 700 مليون طن، والاحتياطيات الجيولوجية بحوالي 2600 مليون طن.
وعلى هذا فإن الاحتياطيات التعدينية المؤكدة في مصر تبلغ حوالي 800 مليون طن أما الاحتياطيات الجيولوجية فتبلغ 300 مليون طن وباعتبار أن طن الفوسفات يحتوى على 70 جرام يورانيوم فإن محتوى الاحتياطيات التعدينية المؤكدة يبلغ حوالي 50 ألف طن يورانيوم.

##### الاستخلاص من الفوسفات
تعتمد الطرق التكنولوجية لاستخلاص اليورانيوم من الفوسفات كمنتج ثانوي على معالجة خامات الفوسفات لإنتاج حمض الفوسفوريك الذي يُضاف بعد ذلك إلى كمية أخرى من الخام لإنتاج سماد السوبر فوسفات الثلاثي، وخلال هذه العملية فإن اليورانيوم المصاحب لخامات الفوسفات يذوب بسهولة في حمض الفوسفوريك، ويُستخلص من الحمض باستخدام أحد المذيبات العضوية الذي يُضاف إلى الحمض حيث ينتقل اليورانيوم إلى المذيب العضوى ويتم استخلاصه وتنقيته في دائرة خاصة.
قامت هيئة المواد النووية بإجراء دراسة جدوى لإستخراج اليورانيوم كمنتج ثانوي في مصنع شركة أبو زعبل للأسمدة والمواد الكيماوية وانتهت لمشروع شامل يعتمد أساساً على مضاعفة الإنتاج السنوي لحمض الفوسفوريك ليصل إلى 10 آلاف طن خامس أكسيد الفوسفور وما يتتبع ذلك من إنشاء وحدات انتاجية لمشتقات فوسفاتية جديدة تعتمد على الحامض النقي علاوة على خط إنتاج اليورانيوم بطاقة إنتاجية تصل إلى 35 طن أكسيد يورانيوم سنوياً. وطبقاً للتقديرات المقدمة إلى الوكالة الدولية للطاقة الذرية فإن موارد اليورانيوم من الفوسفات يمكن أن تصل إلى 3000 طن يورانيوم من الاحتياطيات الإضافية المقدرة من الدرجة الثانية (EAR-II) بالإضافة إلى 3000 طن أخرى من الاحتياطيات المخمنة (SR).

#### الاستخراج من الرمال السوداء

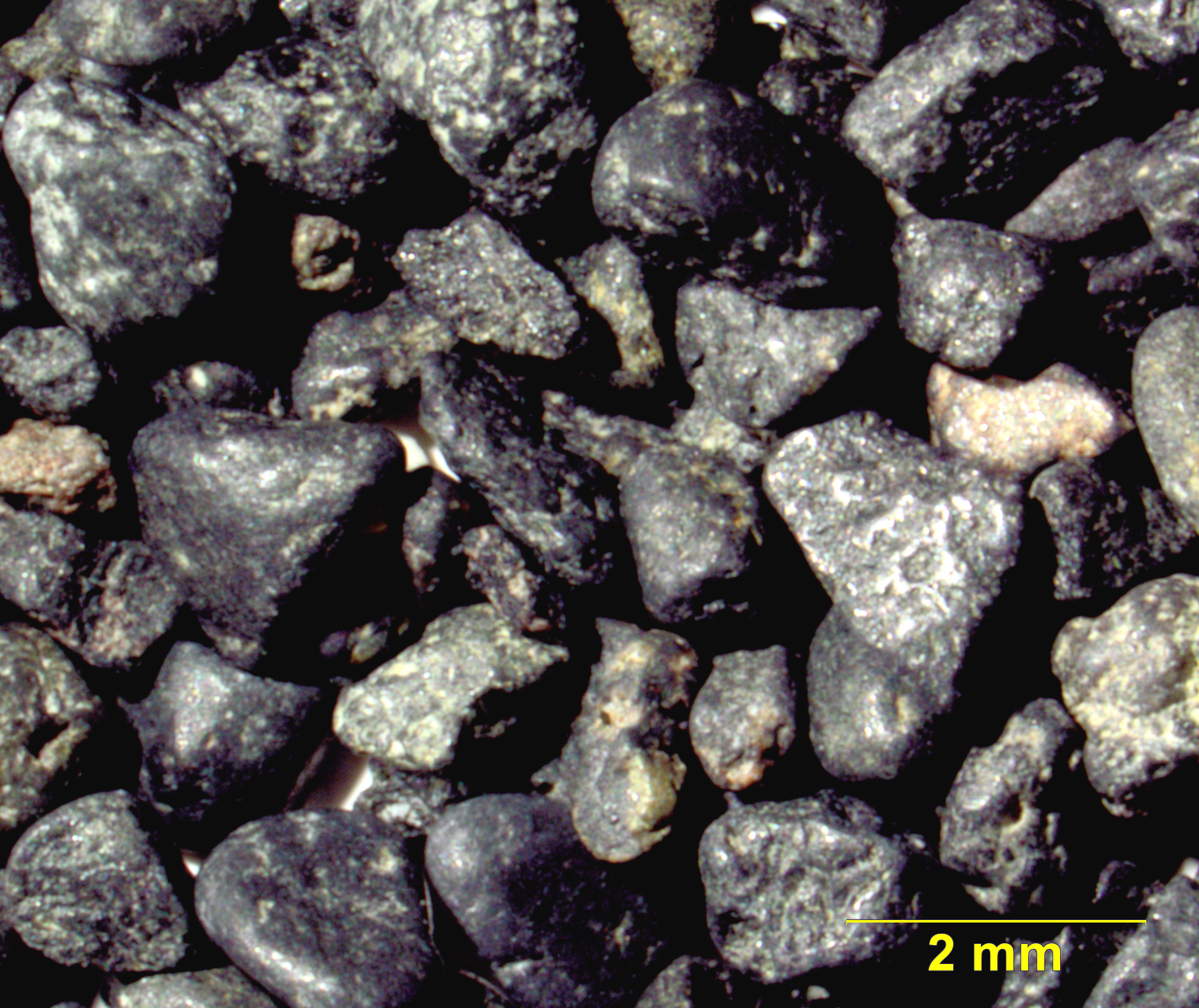
رمل أسود على احدى الشواطئ.

تمثل الرمال السوداء المنتشرة في مصر على طول ساحل البحر الأبيض المتوسط والتي تتركز أساساً في شمال الدلتا المصرية بين منطقتي رشيد ودمياط مصدراً هاماً لبعض المعادن الاقتصادية التي تُستخدم إما لتصنيع الوقود النووي أو مواد المفاعلات الأخرى. ويأتي على قمة هذه المعادن معدن المونازيت والزركون والروتيل. وبعد إغلاق مصنع شركة الرمال السوداء بالإسكندرية بسبب الخسائر المتوالية التي أصيبت بها، والذي كان يقوم بفصل هذه المعادن كمنتج ثانوي، أصبح العبئ كاملاً على هيئة المواد النووية في فصل وتصنيع المعادن الاقتصادية ذات الاهتمام النووي من الرمال السوداء.
تفيد الدراسات التي قامت بها هيئة المواد النووية لتصنيع الرمال السوداء بشاطئ رشيد لإنتاج المعادن ذات الاهتمام النووي إلى أنه يمكن إنتاج 300 طن أكسيد ثوريوم بالسنة و25 طن أكسيد يورانيوم في السنة ولمدة عشر سنوات. وتفيد البيانات المقدمة إلى الوكالة الدولية للطاقة الذرية إلى أن احتياطيات اليورانيوم في المونازيت المستخرج من الرمال السوداء يمكن أن يصل إلى 1000 طن من الاحتياطيات الإضافية المقدرة من الدرجة الثانية ُEAR-II بالإضافة إلى 1000 طن أخرى من الاحتياطيات المخمنة SR.

### الفرص

#### الفرصة الأولى
كانت مصر من أوائل الدول النامية، التي فطنت منذ بداية الستينيات إلى أن يكون لها برنامج نووي يعنى باستخدام الطاقة النووية لأغراض سلمية، ولتحقق قدر من التوازن مع جهود إسرائيل في هذا المجال. وعام 1963م، بدأ اهتمام مصر بإنشاء أول محطة نووية، تقرر إقامتها في منطقة سيدي كرير بعد دراسة عدد من المواقع البديلة في أنشاص ومديرية التحرير لتوليد 150 ميجا وات، لتكون أول محطة في العالم ذات استخدام مزدوج، تعمل لتوليد الكهرباء وتحلية مياه البحر بطاقة تعمل بمعدل 20 ألف متر مكعب في اليوم، غير أن حرب 1967 قطعت الطريق على إنشاء محطة سيدي كرير بعد أن رسى عقدها على أكبر الشركات الأمريكية العاملة في بناء المحطات النووية.

#### الفرصة الثانية

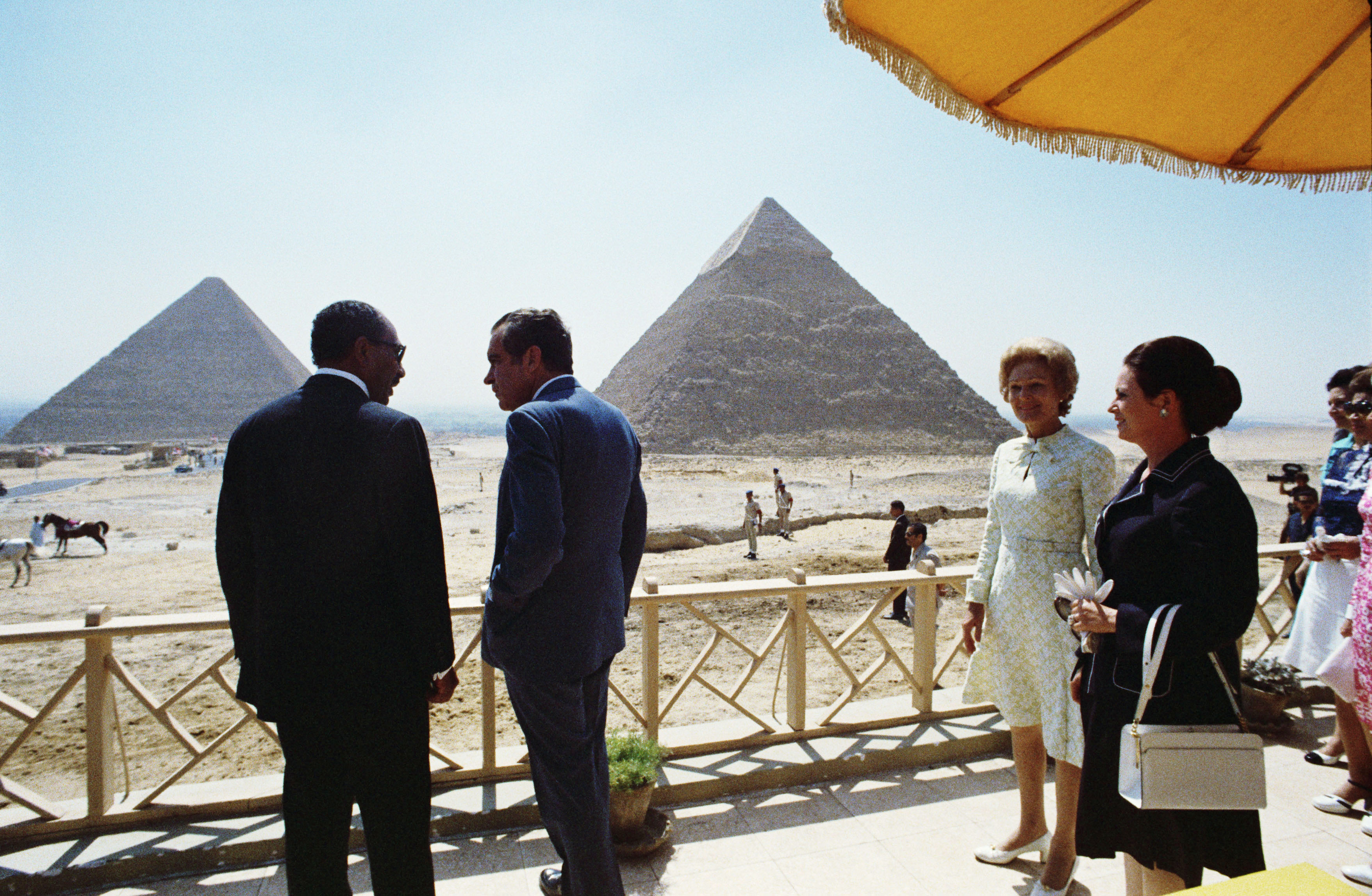
الرئيس المصري السادات والأمريكي نيكسون

أعادت مصر التفكير مرة ثانية في إحياء برنامجها النووي بعد حرب 1973 وذلك بعد دراسات أكدت ضعف احتياطات البترول، فتقرر إقامة 8 محطات نووية تغطي احتياجات مصر المستقبلية من الطاقة، وتعوض نقص احتياطيتها البترولية. وعلى هذا الأساس وقعت مصر اتفاقا مع لجنة الطاقة النووية الأمريكية لتوفير خدمات إثراء الوقود النووي اللازم للمحطة، كما صدر قرار جمهوري بإنشاء هيئة المحطات النووية المصرية للإشراف على بناء المحطة، وقرار آخر بتخصيص مساحة 50 كيلو متر مربعاً على ساحل البحر الأبيض المتوسط بطول 15 كم وعمق 3 كم في منطقة الضبعة لبناء المحطة، والتي كان قد رسى عقدها على الشركة الأمريكية ذاتها، التي كانت قد كلفت بدراسة إنشاء المحطة قبل حرب 1967، وخلال زيارة الرئيس الأمريكي نيكسون، إلى مصر أعلن عن موافقة الولايات المتحدة علي تزويد مصر بمحطتين نوويتين تصل قدرتهما إلى 1800 ميجاوات، وفي عام 1978، أجرت الهند أول تفجير نووي اختباراً لقنبلتها النووية الأولى التي فاجأت العالم، وفي تلك الأثناء تم التوقيع على معاهدة حظر انتشار الأسلحة النووية والتي كان من ضمن شروطها إخضاع المحطات النووية للتفتيش من طرف الدول العظمى للتأكد من سلمية المحطات. وعندها اشترطت الولايات المتحدة على الرئيس السادات ضرورة أن تصدق مصر على المعاهدة التي كانت قد وقعتها، وتقبل بإخضاع أنشطتها النووية لرقابة الوكالة الدولية، رفض السادات الشرط الأمريكي، وأصر على امتناع مصر عن التصديق على المعاهدة، مالم تفِ الولايات المتحدة بوعودها السابقة وتلزم إسرائيل بالانضمام إلى المعاهدة، ووجه موقف السادات هذا ضربة قوية إلى المشروع ما أدى إلى إجهاضه.

#### الفرصة الثالثة

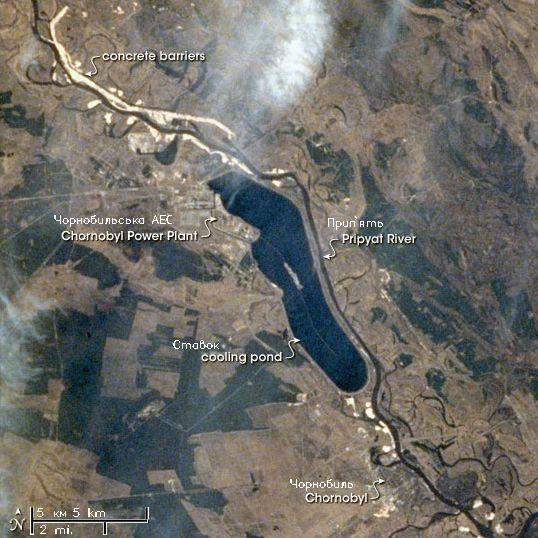
صورة فضائية توضح المنطقة المحيطة بمفاعل تشيرنوبل السوفيتي، الصورة من القمر الصناعي الروسي "مير".

في فبراير عام 1981، ألح خبراء الطاقة في مصر في وزارتي البترول والكهرباء علي الرئيس السادات بإزالة العراقيل من أمام البرنامج النووي المصري الذي تم تطويره، بحيث يهدف إلى إنشاء ثماني محطات نووية قدرة كل منها ألف ميجاوات، ويبدأ بتنفيذ محطتين في منطقة الضبعة التي تم اختيارها بعد دراسة 12 موقعاً بديلاً علي امتداد البحر الأحمر جنوباً حتي الغردقة وعلى امتداد الساحل الشمالي من رشيد (مدينة) إلى السلوم.
نشطت مصر مرة أخرى من أجل تعديل اتفاقيتها مع وزارة الطاقة الأمريكية لرفع حصة إثراء اليورانيوم اللازم لتشغيل المحطات النووية المصرية من 600 ميجا وات التي كانت مقدرة لمحطة سيدي كرير إلى أربعة آلاف ميجاوات، بما يغطي احتياج 4 محطات قدرة كل منهم ألف ميجاوات.
غير أن الانفجار الذي وقع في مفاعل تشيرنوبيل والأحداث التي تلته جعلت العالم ينظر بعين الريبة إلى المحطات النووية لذا تم إلغاء المشروع.

### التصنيع المحلي
تمت دراسة واسعة لإمكانات مساهمة التصنيع المحلي في بناء المحطة النووية، شارك فيها خبراء كنديون ومصريون، وأكدوا بعد مسح شامل لقدرات مصر الصناعية، أن التصنيع المحلي يستطيع أن يُسهم بنسبة عالية في تصنيع المحطات إذا ما تم إدخال نظم حديثة لمراقبة الجودة في بعض المصانع المصرية.
كما نشطت أحد هيئات المواد النووية في عملية مسح جيولوجي واسع لصحراوات مصر بحثاً عن إمكانات وجود يورانيوم، انتهت إلي إمكان استخلاص اليورانيوم من الجرانيت الوردي الذي يتوافر بكميات هائلة في الطريق بين قنا وسفاجا، وفي منطقة أسوان، وبعض صخور الفوسفات في مناطق البحر الأحمر، وأماكن أخرى. بما يمكن مصر من الحصول علي 45 طن من خام اليورانيوم في العام.

### أمن مصر النووي
من المؤكد لمصر أنها لن تبدأ من الفراغ لأنها سوف تبني علي جهود كثيرة سابقة، وفرت لمصر قاعدة مهمة من المعرفة النووية تجعلها أكثر قدرة علي تحديد احتياجاتها الحقيقية من الطاقة النووية، وتُمكنها من حُسن المفاضلة والاختيار الصحيح بين البدائل المختلفة، كما تُمكنها من توفير فريق عمل متكامل من العلماء والخبراء المتخصصين في مجالات الرياضيات الحديثة والفيزياء النووية والكيمياء والجيولوجيا والهندسة النووية يجعلها في موضع القدرة علي استئناف برنامجها النووي.
تمكنت مصر من تحقيق عدد من الإنجازات العلمية والبحثية في مجالات استخدام الطاقة النووية لمقاومة الآفات الزراعية. كما تمكنت من استخدام النظائر المُشعة في عدد من الصناعات المهمة لتحسين جودة الإنتاج خصوصاً في مجال صناعة الصلب. فضلاً عن ذلك استطاعت مصر أن تحصر إمكاناتها المحلية للمساهمة في تصنيع محطة نووية من خلال مسح شامل لأكثر من 43 مؤسسة صناعية مصرية.
كما استطاعت مصر من عقد اتفاقيات كثيرة مع دول العالم المتقدم في توريد اليورانيوم المخصب اللازم لدورة الوقود النووي في محطة سيدي كرير والضبعة ولا يزال سارياً حتي الآن وبالتعاون مع وكالة الطاقة الذرية. وتم تجهيز أجزاء مهمة من البنية الأساسية للمكان.
تتميز مصر أيضاً بعلاقتها الشفافة والمتميزة والتزامها بما توقعه من اتفاقات ومعاهدات مما يعطي مصداقية عالية لالتزامها بأن يكون برنامجها شفافاً وخاضعاً لكل صور التفتيش والرقابة الدولية. تعتبر مصر من أكثر الدول شفافية مع الوكالة الدولية للطاقة الذرية علي عكس بعض الدول الأخرى مثل إسرائيل، إيران وغيرها.

### مشاكل إحياء البرنامج النووي المصري
تواجه عملية إحياء البرنامج النووي المصري مشاكل كثيرة تتعلق بالتدخل الدولي المتزايد في الداخل بدعوي الرقابة علي أنشطتها النووية، أو بدعوي ضمانات التمويل التي يحتاجها مشروع ضخم تصل فيه تكلفة المحطة الواحدة إلي ما يجاوز الملياري دولار.
أيضاً على مصر إعادة النظر وإخراجها من حالة الغيبة السياسية في قرارها السياسي بشأن برنامجها النووي، خاصة وأن منطقة الشرق الأوسط سوف تشهد خلال العقدين القادمين عدداً من البرامج النووية الطموحة لعدد من دول المنطقة أبرزها إيران، التي يستهدف برنامجها النووي إنشاء 12 محطة نووية رغم احتياطيتها الضخمة من الغاز والبترول، وتركيا التي تستعد لبناء عدد مماثل من المحطات يرفع إسهام الطاقة النووية إلي حدود 20 على الأقل من احتياجاتها، فضلاً عن إسرائيل التي تُخطط لبناء محطة نووية في منطقة شفتا علي الحدود المصرية الإسرائيلية تستخدمها في تحلية المياه وإنتاج الطاقة إضافة إلي امتلاكها لترسانة أسلحة نووية.

### أفكار نووية ومشاريع عملاقة
في عام 1971، عُقِد في جنيف المؤتمر الرابع لاستخدامات الطاقة النووية، وطُرح حاجة مصر في إنتاج طاقة كهربائية يصل حجمها من 6 إلي 8 آلاف ميجاوات لتغطية الفجوة التي يمكن أن تنشأ نتيجة نقص احتياطياتها البترولية قبل عام 2000. كما تم النقاش عن حاجتها أيضاً لإنشاء مفاعل نووي تجريبي إلي جوار مفاعل أنشاص، من أجل إدخال التكنولوجية النووية إلي مصر، وتدريب الأفراد العلميين المتخصصين اللازمين لتوسيع برنامج مصر النووي.
كما كانت آمال أحد الخبراء المصريين تذهب إلي حد التفكير في استخدام التفجير النووي المتسلسل في حفر قناة مائية، تصل بين بحيرة ناصر والوادي الجديد وهي الفكرة التي قام عليها مشروع توشكي، إلي جانب حفر قناة ثانية بين منخفض القطارة والبحر الأبيض، تمكن مصر من توليد الكهرباء من خلال مساقط المياه الناتجة عن الفروق بين مستوي مياه البحر وعمق منخفض القطارة، وظلت فكرة حفر القناة من خلال سلسلة من التفجيرات النووية الصغيرة تشكل أساساً نظرياً مهماً لواحد من الاحتمالات الممكنة لتنفيذ مشروع منخفض القطارة، إلي أن أعلنت إحدي الشركات الألمانية، التي عُهِد إليها بدراسة المشروع بأنه ربما يكون من الأفضل استخدام وسائل تقليدية في عمليات حفر القناة.

### علامات على طريق البرنامج
| مبادرة الرئيس أيزنهاور المُسماة "الذرة من أجل السلام"                                                                                    | 1953 |
| إنشاء لجنة الطاقة الذرية بالقانون 509                                                                                                   | 1955 |
| إنشاء مؤسسة الطاقة الذرية بالقرار الجمهوري رقم 288                                                                                      | 1957 |
| تشغيل المفاعل البحثي الأول بأنشاص | 1961 |
| الدراسات التمهيدية لإستخدام مفاعلات القوى النووية في مصر                                                                                | 1963 |
| إعداد المواصفات وطرح مناقصة لمحطة قوى نووية لتوليد الكهرباء وتحلية المياه (بقدرة 150 م.و + 20000متر مكعب ماء في اليوم) -المحاولة الأولى | 1964 |
| الإنتهاء من تقييم العطاءات المقدمة | 1965 |
| إصدار خطاب نوايا لشركة وستنجهاوس | 1966 |
| اندلاع الحرب الثالثة مع إسرائيل وتوقف المشروع                                                                                           | 1967 |
| مراجعة دراسات تخطيط الطاقة | 1971 |
| اندلاع الحرب الرابعة مع إسرائيل وارتفاع أسعار البترول                                                                                   | 1973 |
| قيام الوكالة الدولية للطاقة الذرية بعمل مسح لسوق المفاعلات النووية كنتيجة لإرتفاع أسعار البترول                                         | 1973 |
| إعداد المواصفات وطرح مناقصة إنشاء محطة قوى نووية (بقدرة 600 م.و) المحاولة الثانية                                                       | 1974 |
| إصدار خطاب نوايا لشركة وستنجهاوس | 1975 |
| إنشاء هيئة المحطات النووية بالقانون رقم 13                                                                                              | 1976 |
| قيام الحكومة الأمريكية بالتراجع عن اتفاقية التعاون وإصرارها على شروط اعتبرتها الحكومة المصرية ماسة بالسيادة ورفضهتا.                    | 1978 |
| الحادثة النووية في ثري مايل آيلاند بأمريكا                                                                                              | 1979 |
| تصديق مصر على معاهدة حظر الانتشار النووي                                                                                                | 1981 |
| إعداد المواصفات وطرح المناقصة لإنشاء محطة قوى نووية بقدرة (900 م.و)- المحاولة الثالثة                                                   | 1983 |
| تقييم العطاءات | 1974 |
| التفاوض مع المتناقصين | 1985 |
| حادثة تشرنوبل في 26 أبريل قبل بضعة أيام من اليوم المحدد لإعلان ترسية العطاء على أحد المتناقصين وتوقف المشروع                            | 1986 |
| إعلان رئيس الجمهورية عدم نية مصر شراء أي مفاعلات للقوى النووية                                                                          | 1992 |
| تشغيل المفاعل البحثي الثاني بأنشاص | 1998 |

## الطاقة المتجددة
تهدف استراتيجية الطاقة الحالية في مصر (التي اعتمدها المجلس الأعلى للطاقة في فبراير 2008) إلى زيادة توليد الطاقة المتجددة بنسبة تصل إلى 20٪ من إجمالي المزيج بحلول عام 2020.
في الفترة الأخيرة، حققت مصر تطورًا كبيرًا في مجال الطاقة المتجددة، وذلك ضمن خططها الطموحة للتحول إلى مركز إقليمي للطاقة. أبرز هذه الخطط تتضمن رفع نسبة مشاركة الطاقة المتجددة في مزيج الطاقة الوطني إلى 42% بحلول عام 2030.من بين المشاريع البارزة، تعمل مصر على تطوير 45,000 ميجاوات من مشاريع الطاقة المتجددة، ومن المتوقع أن يتم تشغيل جزء كبير من هذه المشاريع بحلول عام 2025. تشمل هذه المشاريع مشاريع طاقة الرياح والطاقة الشمسية، بالإضافة إلى قدرات قائمة في الطاقة الكهرومائية تبلغ حوالي 2,832 ميجاوات.كما وقعت مصر مؤخرًا اتفاقية مع شركة صينية لتطوير مشروع طاقة شمسية بقدرة 10 جيجاوات، مما سيساهم في تقليل استهلاك الغاز الطبيعي بأكثر من مليار دولار سنويًا وتقليل الانبعاثات الكربونية بنحو 14 مليون طن سنويًا.هذه الجهود تأتي ضمن إطار مبادرات مثل "رؤية مصر 2030" و"استراتيجية الطاقة المستدامة 2035"، والتي تهدف إلى تعزيز استخدام مصادر الطاقة النظيفة وتحقيق التنمية المستدامة.

### الطاقة الكهرومائية

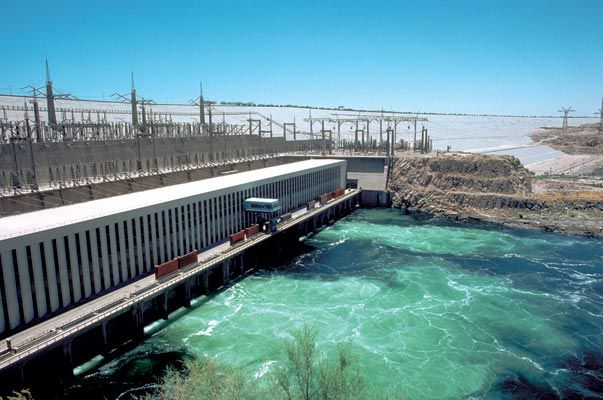
محطة السد العالي أسوان مع السد نفسه في الخلفية.

تنتج معظم إمدادات الكهرباء في مصر من محطات الطاقة الحرارية والطاقة المائية. محطات توليد الطاقة الكهرمائية الرئيسية الأربعة العاملة حاليا في مصر هي سد أسوان، سد إسنا، السد العالي، وقناطر نجع حمادي. ومن المقرر أن يتم تشغيل قناطر أسيوط وإضافتها كمحطة خامس في عام 2016.
ويأتي معظم توليد الطاقة الكهرومائية في مصر من سد أسوان العالي، إن السد العالي في أسوان لديه قدرة توليد نظري تبلغ 2.1 جيجاواط. ومع ذلك نادرا ما يكون السد قادرا على العمل بكامل طاقاته بسبب انخفاض مستويات المياه. ويجري حاليا تنفيذ برنامج تجديد مستمر ليس فقط لزيادة القدرة التوليدية للسد إلى 2.4 غيغاواط، ولكن أيضا تمديد الحياة التشغيلية للتوربينات بنحو 40 عاما.

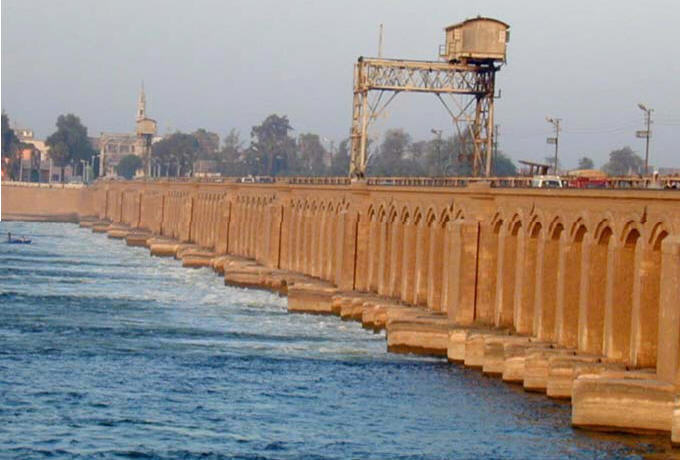
سد أسيوط لإنتاج محطة الطاقة الكهرومائية

وفي عام 2011 أنتجت مصر 156.6 تيراواط ساعة منها 12.9 تيراوات ساعة من توليد الطاقة الكهرومائية. بلغ استهلاك الفرد من الكهرباء في نهاية عام 2012 1910 كيلوواط / ساعة في حين بلغت الطاقة الكهرومائية في مصر في عام 2012 حوالي 3,664 ميغاواط. وفي الفترة من 2009 إلى 2013، شكلت الطاقة الكهرومائية حوالي 12٪ من إجمالي الطاقة الكهربائية المركبة في مصر، وهو انخفاض طفيف من 2006-2007 عندما شكلت الطاقة الكهرومائية حوالي 12.8٪. وتتناقص نسبة الطاقة الكهرومائية بصورة مطردة نظرا لأن جميع مواقع الطاقة الكهرومائية الرئيسية قد وضعت بالفعل مع إمكانات محدودة لزيادة القدرة على توليد الطاقة. خارج السد العالي في أسوان تعتبر مواقع الطاقة الكهرومائية الأخرى متواضعة جدا ومعظم مصانع الجيل الجديد التي يتم بناؤها في مصر تقوم على الوقود الأحفوري. وحتى مع إضافة محطة الطاقة الكهرومائية في أسيوط في عام 2016 لا تزال تنمية الطاقة الكهرومائية في مصر متخلفة نظرا لأن محطات الطاقة الكهرومائية الحالية والمتقدمة لم تعد تشيد بمعدل يمكن أن يدعم الطلب المتزايد على استهلاك الكهرباء في مصر.

### الطاقة الشمسية (الكهروضوئية)
مصر لديها وفرة في الطاقة الشمسية.
وتبلغ الطاقة الإجمالية للنظم الكهروضوئية المركبة حوالي 4.5 ميجاوات.
و هي تستخدم في المناطق النائية من أجل ضخ المياه وتحلية المياه والعيادات الريفية والاتصالات السلكية واللاسلكية وكهربة القرى الريفية وما إلى ذلك. مشروع الطاقة الشمسية المقترح على نطاق واسع يشمل ديسرتيك أيضا مصر.
تتلقى البلاد في بعض المناطق أكثر من 4000 ساعة من أشعة الشمس سنويا وهي من بين أعلى الكميات المسجلة في العالم. بسبب النمو السكاني الحاد وسلسلة من انقطاعات الكهرباء خلال فصل الصيف بسبب نقص المعروض يزداد الطلب المصري على الطاقة الشمسية ومع ذلك 1٪ فقط من الكهرباء تنتجها الطاقة الشمسية. والجزء الرئيسي من الطاقة الشمسية المتاحة في البلد مستمد من مشاريع صغيرة الحجم. والمشاريع الكبرى الوحيدة، التي تصل إلى 10 ميغاواط، تتكون من حلول الهجين سولا / الديزل التي تم تطويرها من قبل الشركة الإماراتية «مصدر».
تقع مصر جغرافياً بين خطي عرض 22 و 31,5 شمالاً، وبهذا فإن مصر تعتبر في قلب الحزام الشمسي العالمي، وبذلك فإنها تعد من أغنى دول العالم بالطاقة الشمسية. وقد قامت وزارة الكهرباء والطاقة بإجراء العديد من الدراسات لتحديد خصائص الإشعاع في مصر، أسفرت عن تحديث البيانات المتوافرة من محطة الأرصاد الجوية وإضافة بعض المحطات الجديدة ومعدات القياس المتطورة، وقد نتج عن ذلك إعداد أطلس للطاقة الشمسية في مصر ويوضح الجدول التالي المتوسطات الشهرية لساعات سطوع الشمس في مواقع محطات الرصد بمصر.
| البيانات المناخية لـمصر      | البيانات المناخية لـمصر | البيانات المناخية لـمصر | البيانات المناخية لـمصر | البيانات المناخية لـمصر | البيانات المناخية لـمصر | البيانات المناخية لـمصر | البيانات المناخية لـمصر | البيانات المناخية لـمصر | البيانات المناخية لـمصر | البيانات المناخية لـمصر | البيانات المناخية لـمصر | البيانات المناخية لـمصر | البيانات المناخية لـمصر |
| الشهر                        | يناير                   | فبراير                  | مارس                    | أبريل                   | مايو                    | يونيو                   | يوليو                   | أغسطس                   | سبتمبر                  | أكتوبر                  | نوفمبر                  | ديسمبر                  | المعدل السنوي           |
| ---------------------------- | ----------------------- | ----------------------- | ----------------------- | ----------------------- | ----------------------- | ----------------------- | ----------------------- | ----------------------- | ----------------------- | ----------------------- | ----------------------- | ----------------------- | ----------------------- |
| متوسط درجة الحرارة الكبرى °ف | 44.4                    | 46.0                    | 46.2                    | 48                      | 51.4                    | 54.0                    | 53.8                    | 53.8                    | 51.1                    | 48.6                    | 47.1                    | 44.2                    | 49.1                    |
| متوسط درجة الحرارة الصغرى °ف | 45.7                    | 48.7                    | 51.4                    | 56.1                    | 58.3                    | 61.3                    | 64.0                    | 66.4                    | 59.5                    | 56.8                    | 50.5                    | 41                      | 55.0                    |
| الهطول إنش                   | 1.7                     | 1.4                     | 0.5                     | 0.2                     | 0.0                     | 0                       | 0                       | 0                       | 0.3                     | 0.4                     | 0.5                     | 1.4                     | 6.4                     |
| متوسط درجة الحرارة الكبرى °م | 6.9                     | 7.8                     | 7.9                     | 9                       | 10.8                    | 12.2                    | 12.1                    | 12.1                    | 10.6                    | 9.2                     | 8.4                     | 6.8                     | 9.5                     |
| متوسط درجة الحرارة الصغرى °م | 7.6                     | 9.3                     | 10.8                    | 13.4                    | 14.6                    | 16.3                    | 17.8                    | 19.1                    | 15.3                    | 13.8                    | 10.3                    | 5                       | 12.8                    |
| الهطول مم                    | 43                      | 36                      | 13                      | 4                       | 1                       | 0                       | 0                       | 0                       | 7                       | 10                      | 12                      | 35                      | 161                     |
| المصدر:                      |                         |                         |                         |                         |                         |                         |                         |                         |                         |                         |                         |                         |                         |

| محطة الرصد | يناير | فبراير | مارس | إبريل | مايو | يونيو | يوليو | أغسطس | سبتمبر | أكتوبر | نوفمبر | دسمبر | المتوسط السنوي            |
| ---------- | ----- | ------ | ---- | ----- | ---- | ----- | ----- | ----- | ------ | ------ | ------ | ----- | ------------------------- |
| سيدي براني | 6,9   | 7,8    | 7,9  | 9     | 10,8 | 12.2  | 12,1  | 12,1  | 10,6   | 9,2    | 8,4    | 6,8   | 9.5                       |
| مرسى مطروح | 6,9   | 7,8    | 7,9  | 9     | 10,6 | 11.7  | 12,1  | 11.9  | 10.5   | 8.9    | 8      | 6,4   | 9.3                       |
| الإسكندرية | 6,4   | 7,8    | 8.2  | 9.1   | 10.6 | 11.8  | 12,0  | 11.3  | 10.3   | 9.6    | 7.3    | 6.2   | 9.2                       |
| دمياط      | 7.2   | 8.3    | 8.4  | 9.7   | 11.4 | 12.5  | 12.3  | 11.9  | 10.7   | 9.7    | 8.1    | 6.6   | 9.7                       |
| بورسعيد    | 7     | 7.8    | 8.4  | 9.1   | 11.2 | 12.1  | 12,1  | 11.6  | 10.5   | 9.7    | 8.0    | 6.8   | 9.5                       |
| التحرير    | 7.4   | 7.9    | 8.8  | 9.8   | 11   | 12.2  | 12.2  | 11.8  | 10.6   | 9.6    | 7.8    | 7.2   | 9.7                       |
| طنطا       | 7.2   | 8.1    | 8.7  | 9.9   | 11   | 11.5  | 12    | 11.4  | 10.7   | 9.5    | 8.3    | 7.2   | 9.7                       |
| بهتيم      | 7     | 8,3    | 8,6  | 9.6   | 10.8 | 11.9  | 11.8  | 11.2  | 10.4   | 9.6    | 8.2    | 7.7   | 9.6                       |
| ألماظة     | 7.6   | 7.8    | 8.6  | 8.9   | 11.2 | 11.9  | 11.4  | 11.4  | 9.5    | 9.4    | 8.2    | 7.6   | 9.5                       |
| الجيزة     | 7.8   | 8.2    | 8.8  | 9.6   | 11.2 | 12.2  | 12    | 11.5  | 10.5   | 9.8    | 8.5    | 7.7   | 9.8                       |
| سيوة       | 8.3   | 9.3    | 9.1  | 9.3   | 11.1 | 12.3  | 12.6  | 12    | 10.7   | 9.7    | 9.7    | 8     | 10.1                      |
| الخارجة    | 9.1   | 9.7    | 10.2 | 10.4  | 11.5 | 12.2  | 12.4  | 12    | 11     | 10.6   | 9.9    | 9.5   | ماك أو إس إكس ليون        |
| المنيا     | 8.7   | 9.4    | 9.5  | 10.1  | 11.4 | 12.5  | 12.6  | 12    | 10.8   | 10.2   | 9.2    | 8.3   | ماك أو إس إكس تيجر        |
| الغردقة    | 9.4   | 9.7    | 9.7  | 10.1  | 11.5 | 12.8  | 12.7  | 12.1  | 11.2   | 10.4   | 9.1    | 9.1   | ماك أو إس إكس ليون        |
| أسوان      | 9.4   | 9.2    | 9.4  | 10.6  | 11.8 | 12.4  | 12.3  | 11.6  | 10.9   | 10.5   | 9.6    | 9.6   | ماك أو إس إكس سنو ليوبارد |
| العوينات   | 7.7   | 8.8    | 9.8  | 10.3  | 10.2 | 10    | 9.9   | 9.6   | 9.6    | 9.2    | 7.1    | 7.1   | 9.2                       |

- تتلقى معظم أنحاء البلاد بداية من القاهرة وحتى أقصى الجنوب إشعاعاً يتجاوز 6 كيلووات. ساعة/متر مربع/يوم، وتقل الأيام التي تظهر فيها السحب أغلب ساعات النهار عن 20 يوم في العام، ويتزايد الإشعاع الكلي من الشمال للجنوب حيث تبلغ قيمته 5 كيلووات. ساعة/متر مربع/يوم بالقرب من الساحل الشمالي وتزيد عن 7كيلووات. ساعة/متر مربع/يوم أقصى جنوب مصر.

- تتلقى معظم أنحاء البلاد من القاهرة وحتى أقصى الجنوب إشعاعاً شمسياً مباشراً يتجاوز 7 كيلووات. ساعة/متر مربع/يوم، بينما يصل عدد ساعات سطوع الشمس إلى ما يتجاوز 4000 ساعة سنوياً. وتعد هذه الأرقام من أعلى المعدلات في العالم.

- تصل قيمة الإشعاع الشمسي المتشتت إلى أعلى قيمة في أقصى شمال مصر حيث تتجاوز 2 كيلووات. ساعة/متر مربع/يوم أي ما يصل إلى 40% من قيمة الإشعاع الشمسي هناك. وهو أمر لا يمكن إغفاله عند إقامة منظومات شمسية في هذه المناطق، بينما ينخفض الإشعاع المشتت إلى حوالي 20% فقط في أقصى الجنوب.

- يتراوح المتوسط السنوي لعدد ساعات سطوع الشمس في اليوم ما بين 9 ساعات إلى ما يقرب من 11 ساعة في جنوب مصر الصحراوي، وتزيد ساعات سطوع الشمس على 3600 ساعة سنوياً في معظم أنحاء مصر.

- تصل كمية الإشعاع الساقط على مجمل مساحة مصر إلى ما يزيد على 6 تريليون كيلووات. ساعة يومياً أي ما يزيد على 100 ضعف الطاقة الكهربية المولدة خلال عام 1996/1997 بأكمله. ولا يعني هذا أنه يمكن أن تكون معظم الكهرباء المولدة في المستقبل من الطاقة الشمسية بسبب بعض الصعوبات.[90]

الطاقة الشمسية الحرارية
تشمل التطبيقات الحالية للطاقة الشمسية الحرارية التسخين الشمسي للأغراض المنزلية والعامة مثل المستشفيات والمعسكرات والتسخين الشمسي للماء والهواء في العمليات الصناعية لدرجات الحرارة المنخفضة والمتوسطة. وأخيراً، استخدام الطاقة الشمسية الحرارية لتوليد الكهرباء وسوف يتم شرح الاستغلال الحالي في كل من هذه التطبيقات.
التسخين الشمسي في العمليات الصناعية
تستهلك بعض القطاعات الصناعية كميات كبيرة من الحرارة في الدرجات المتوسطة والمنخفضة وعلى رأسها صناعة الغزل والنسيج، والصناعات الغذائية، والصناعات الكيماوية والدوائية، والصناعات المعدنية، والصناعات الحرارية مثل صناعة الطوب الحراري. وقد تم تنفيذ مشروعين رياديين لاستخدام التسخين الشمسي في العمليات الصناعية في مصر، أحدهما في قطاع الصناعات الغذائية بأحد المجازر الآلية للدجاج، والآخر في قطاع الغزل والنسيج وهو مصنع «مصر-حلوان للغزل والنسيج».
ينتج مشروع المجزر الآلي 28 متر مكعب/يوم من المياه الساخنة التي تتراوح درجة حرارتها بين 50-60 درجة مئوية. ويتضمن منظومة لاسترجاع الحرارة المفقودة في المجزر ويوفر حوالي 345 طن بترول مكافئ سنوياً. أما مشروع "مصر-حلوان للغزل والنسيج فينتج 48 متر مكعب في اليوم من المياه الساخنة التي تتراوح درجة حرارتها من 65-75 درجة مئوية ويتضمن أيضاً منظومة لاسترجاع الحرارة المفقودة بالمصنع ويوفر حوالي 1450 طن بترول مكافئ سنوياً.
التسخين الشمسي للأغراض المنزلية والعامة
يُقدر عدد سخانات المياه الشمسية المركبة في عام 2005 بحوالي 200 ألف وحدة نمطية سعة كل منها 150 لتر من المياه الساخنة وتبلغ مساحة المجمع الشمسي السطحي لكل منها حوالي 2 مترمربع أي مجموع مساحات هذه الوحدات السطحية يبلغ حوالي 400 ألف متر مربع تساهم في توفير حوالي 80 ألف طن بترول مكافئ سنوياً وبذلك فإته يوجد سخان شمسي واحد لكل 620 فرد، ويبلغ نصيب الفرد أقل من 0.24 لتر من المياه الساخنة بالطاقة الشمسية وهو رقم يقل كثيراً عن الإمكانات المتاحة لمصر.
ومن أهم العوامل التي أدت إلى قلة استخدام السخانات الشمسية مقارنة بالسخانات الأخرى المركبة في المنازل، والتي تعمل بالغاز والكهرباء هو ارتفاع التكلفة الاستثمارية. فالسخان الشمسي النمطي يصل إلى ضعف أو ثلاثة أضعاف ثمن سخان الغاز أو السخان الكهربي المناظر.
ورغم أن تكلفة التشغيل للسخانات منخفضة حيث لا تحتاج إلى وقود أو كهرباء لتشغيلها، وتقتصر تكلفة التشغيل على بعض الصيانات البسيطة، إلا أن التكلفة الإستثمارية تعتبر مرتفعة بالنسبة للمستهلك العادي نظراً لضعف القدرة الشرائية بالنسبة لعامة الشعب المصري، الأمر الذي يجعل المستهلك يفضل شراء السخانات الأخرى الأقل تكلفة على أن يتحمل تكلفة تشغيل شهرية أكبر.
استخدام الطاقة الشمسية لتوليد الكهرباء
تعتمد منظومات التوليد الشمسي الحراري والكهرباء على تجميع الإشعاع الشمسي المباشر ثم تركيز الإشعاع المركز إلى طاقة حرارية تنقل إلى منظومة تحويل الطاقة الحرارية إلى طاقة كهربية. وعد تكنولوجيا مركزات القطع المكافئ الاسطواني أكثر التكنولوجيات تطوراً، وتم تجربتها عدة مرات على المستوى العالمي، وتستخدم حالياً بالارتباط مع الدورة المركبة التي تعمل بالغاز الطبيعي. وتتراوح مساهمة الطاقة الشمسية حالياً في هذا النوع من الوحدات من 15-18%.
خططت وزارة الكهرباء والطاقة لبناء محطات ريادية لتوليد الكهرباء في الكريمات قدرتها 140-150 ميجاوات تعمل بالطاقة الشمسية والغاز الطبيعي.
 وتستهدف الوزارة أن تصل القدرة المركبة إلى 6800 ميجاوات بحلول 2017 تنتج 41 تيراوات. ساعة سنوياً. ويوضح الجدول التالي برنامج إدخال هذه المحطات، وتبدو هذه الرقام غلى قدر كبير من التفاؤل وعلى الأخص في ضوء التمويل المطلوب والذي يفترض أن يساهم فيه القطاع الخاص بنظام الـBOOT والجهات الدولية المعنية بالحفاظ على البيئة مثل مرفق البيئة العالمي (بالإنجليزية: Global Environmental Facility) الذي يمول الفرق بين تكلفة أرخص بديل لتوليد الكهرباء وتكلفة بديل استخدام الطاقة الشمسية بمنحة لا ترد للمحطة الأولى فقط (في حالة مصر محطة الكريمات المشار إليها). وسوف تلعب السياسات الدولية إزاء البيئة مثل آلية التنمية النظيفة(بالإنجليزية: Clean Development Mechanism)، والإلتزام الدولي بدعم استخدام الطاقة المتجددة دوراً هاماً.
| برنامج إدخال المحطات المتكاملة للطاقة الشمسية والدورة المركبة | برنامج إدخال المحطات المتكاملة للطاقة الشمسية والدورة المركبة | برنامج إدخال المحطات المتكاملة للطاقة الشمسية والدورة المركبة | برنامج إدخال المحطات المتكاملة للطاقة الشمسية والدورة المركبة | برنامج إدخال المحطات المتكاملة للطاقة الشمسية والدورة المركبة |
| الخطة الخمسية                                                 | الوحدات                                                       | القدرة المركبة (ميجاوات)                                      | التوليد السنوي (تيراوات.ساعة)                                 |                                                               |
| ------------------------------------------------------------- | ------------------------------------------------------------- | ------------------------------------------------------------- | ------------------------------------------------------------- | ------------------------------------------------------------- |
| 1997-2002                                                     | 2* 100                                                        | 200                                                           | 1.2                                                           |                                                               |
| 2002-2007                                                     | 5*300                                                         | 1500                                                          | 8.8                                                           |                                                               |
| 2007-2012                                                     | 7*300                                                         | 2100                                                          | 13                                                            |                                                               |
| 2012-2017                                                     | 5*600                                                         | 3000                                                          | 18                                                            |                                                               |
| الإجمالي                                                      | --                                                            | 6800                                                          | 41                                                            |                                                               |

الخلايا الشمسية الفوتوفولتية
تقوم الخلايا الشمسية الفوتوفولتية (بالإنجليزية: Photovoltaic Solar Cells) بتحويل الطاقة الضوئية للشمس إلى طاقة كهربية بشكل مباشر، ومن ثم فهي تمثل بديلاً مشجعاً للغاية حيث أنها لا تشتمل على أي أجزاء متحركة ولا تسبب تلوثاً بيئياً. وترتبط صناعة الخلايا الشمسية ارتباطاً وثيقاً بالصناعات الإلكترونية المتطورة التي نشأت بالارتباط مع غزو الفضاء ورغم أن تكلفتها تنخفض باستمرار عاماً بعد عام إلا أنها لا زالت بديلاً مكلفاً، ولا تزال اقتصاديتها مشجعة للأحمال الصغيرة بالأماكن النائية البعيدة عن الشبكة الكهربية الموحدة.
الإستخدامات الحالية في مصر من الخلايا الشمسية تتم على مستوى تجريبي، وتتضمن توليد الكهرباء اللازمة لضخ المياه وإزاحة الملوحة والتبريد والاتصالات. ولا يوجد إحصاء دقيق عن الحجم الكلي لوحدات الخلايا الشمسية المركبة، ولكن يُقدر نها كانت تتراوح في عام 1999 من 1,5-2 ميجاوات تنتج من 3650 إلى 4380 كيلووات. ساعة سنوياً. وتُعد هذه الأرقام ضئيلة للغاية والسبب الرئيسي لذلك هو تكلفتها العالية مقارنة مع البدائل الأخرى.
محطة بنبان للطاقة الشمسية: يقع في محافظة أسوان ويُعد من أكبر مجمعات الطاقة الشمسية في العالم.

### الرياح

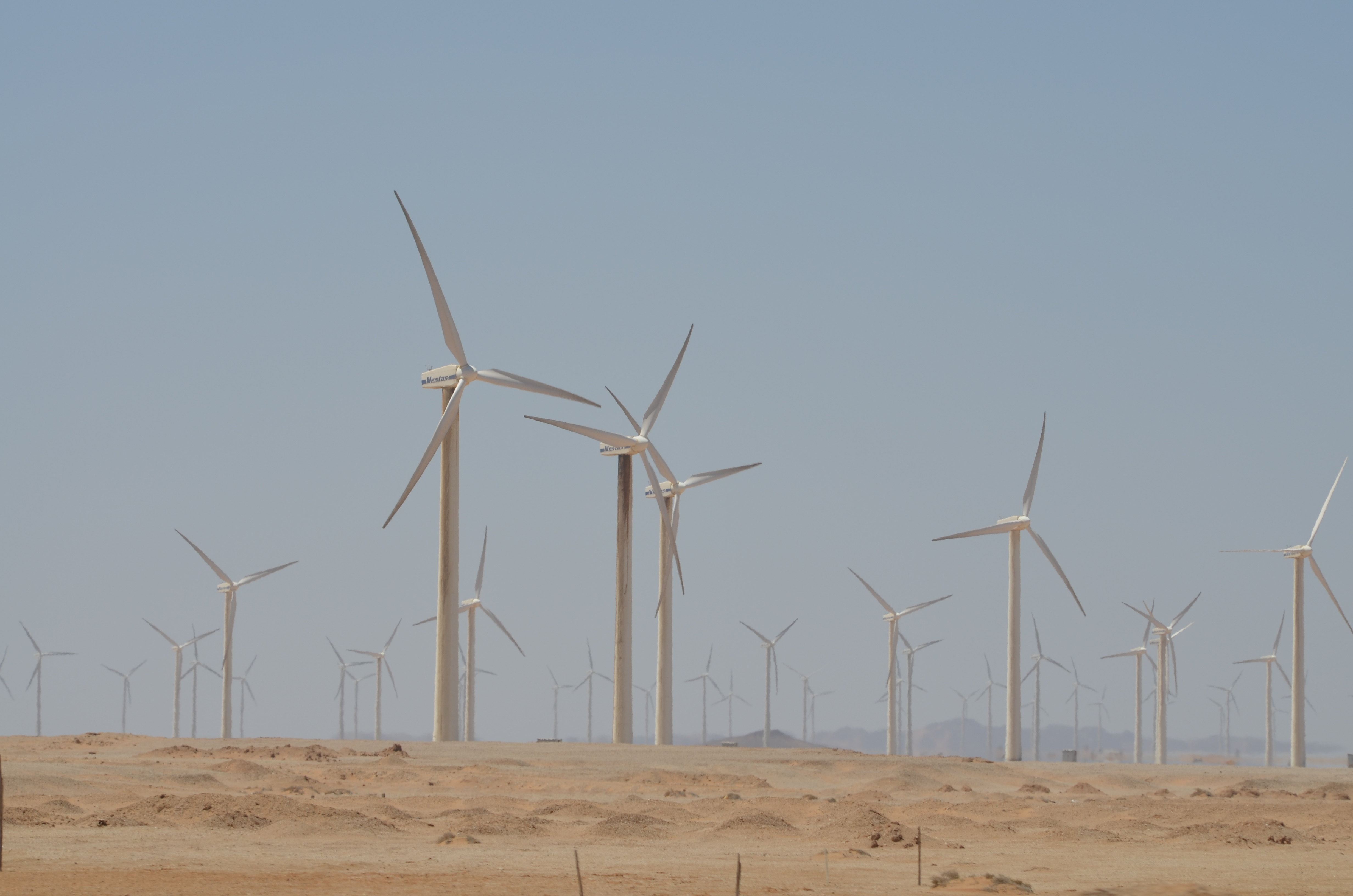
طواحين الرياح في الزعفرانة

في عام 2009 تم تركيب 430 ميغاواط من طاقة الرياح [بحاجة لمصدر]. وبما أن إمكانات الطاقة الكهرومائية تستخدم إلى حد كبير فإن هدف المجلس الأعلى للطاقة المتمثل في زيادة الطاقة المتجددة إلى 20٪ بحلول عام 2020 من المتوقع أن يتم الوصول إليه في الغالب من خلال تطوير طاقة الرياح نظرا لأن الطاقة الشمسية لا تزال مكلفة للغاية. ومن المتوقع أن تصل طاقة الرياح إلى 12٪ (قدرة إنتاجية تبلغ حوالي 7200 ميجاواط) من إجمالي إنتاج الكهرباء مع الطاقة المائية (100 ميغاواط من طاقة سب) والطاقة الشمسية (1 ميغاواط من الطاقة الكهروضوئية) تشكل النسبة المتبقية 8٪ .

### الطاقة الحرارية الجوفية
تعد مصادر مصر من طاقة الحرارة الأرضية محدودة لحد كبير وهي تنحصر حالياً في:
1. العيون والينابيع الساخنة في حلوان (كابريتاج حلوان) والمنطقة المحيطة بخليج السويس.
2. الآبار الارتوازية في منطقة سدر على الساحل الشرقي لخليج السويس وفي بعض مناطق الصحراء الغربية (منخفض القطارة، الواحات البحرية، الواحات الداخلة، الواحات الخارجة)
3. الآبار العميقة في أم خريجة بالصحراء الشرقية وفي الواحات بالصحراء الغربية.

وتتراوح درجة حرارة المياه في هذه المصادر من 29-70 درجة مئوية، ولا توجد مؤشرات على وجود مصادر عالية درجة الحرارة (أكبر من 150 درجة مئوية) هذا ولا يزيد التدرج الحراري عن 30-56 درجة مئوية لكل كيلومتر بما لايسمح باستخدامها اقتصادياً لتوليد الكهرباء.
إذا ثبتت الجدوى الفنية والاقتصادية لاستخدام الصخور الجافة الساخنة بعد بناء الوحدة الريادية الأوروبية فسوف يصبح من الممكن استغلال هذه التكنولوجيا في أي موقع تقريباً في مصر، وبالنسبة للموارد الحالية ذات درجات الحرارة المنخفضة فقد عرض مؤخراً اقتراح باستخدام منظومة تعتمد على الأمونيا كمائع تشغيل لتوليد كميات صغيرة من الكهرباء.
| إمكانات استغلال طاقة الحرارة الأرضية لبعض المواقع | إمكانات استغلال طاقة الحرارة الأرضية لبعض المواقع | إمكانات استغلال طاقة الحرارة الأرضية لبعض المواقع | إمكانات استغلال طاقة الحرارة الأرضية لبعض المواقع | إمكانات استغلال طاقة الحرارة الأرضية لبعض المواقع |
| المصدر الحراري                                    | الاستخدام المقترح                                 | درجة حرارة المصدر (درجة مئوية)                    | معدل سريان الماء (كجم/ثانية)                      | القدرة الحرارية المتاحة (ميجاوات)                 |
| ------------------------------------------------- | ------------------------------------------------- | ------------------------------------------------- | ------------------------------------------------- | ------------------------------------------------- |
| حمام فرعون                                        | توليد الكهرباء                                    | 70                                                | 34.7                                              | 2.9                                               |
| كيفر-1                                            | توليد الكهرباء                                    | 57                                                | 112.8                                             | 9.4                                               |
| سدر                                               | تدفئة المنشآت                                     | 55-65                                             | 4.1-10.4                                          | 0.3-1.3                                           |

### الهيدروجين الأخضر
مشروع إنتاج الهيدروجين الأخضر في المنطقة الاقتصادية لقناة السويس.